# Musée des Beaux-Arts de Dijon
Pour les articles homonymes, voir Musée des beaux-arts.
Le musée des Beaux-Arts de Dijon est l'un des plus importants et l'un des plus anciens musées de France,. Situé au cœur de la ville, il occupe l'ancien palais ducal, siège au XVe siècle de l’État bourguignon. Lorsque le duché est rattaché au royaume de France, le palais devient le logis du roi, puis se transforme au XVIIe siècle en palais des États de Bourgogne, sur un projet de Jules Hardouin-Mansart.
À partir de 2006, le musée fait l'objet d'une rénovation totale et d'un agrandissement. Dans un premier temps, les travaux se concentrent sur une seule tranche dont le parcours rénové « Moyen Âge - Renaissance » est inauguré le 7 septembre 2013.
Quatre ans plus tard, le musée entièrement rénové avec 1 500 œuvres sur 50 salles est inauguré le 17 mai 2019 en présence du ministre de la Culture Franck Riester, de l'ancien président de la République François Hollande et du maire François Rebsamen. La fréquentation s'envole avec 230 000 visiteurs comptabilisés à la fin octobre pour atteindre 315 000 à la fin de l'année 2019 Après une forte baisse due au COVID, le nombre rebondit en 2023 avec 290 458 visiteurs.

## Histoire du musée
Le musée des Beaux-Arts a été fondé par décret des États de Bourgogne, le 30 novembre 1787, mais le projet remontait à 1783, à la décision de construire l'aile orientale du palais. Il fallait faciliter l’enseignement des élèves de l'école de dessin en rassemblant des œuvres qui pouvaient servir de modèle.
Cette école originale, gratuite et ouverte à tous, fut créée par François Devosge, le 24 mars 1767. Le musée est placé sous la protection des États de Bourgogne, et abritait ses collections dans le salon Condé, conçu comme une galerie des batailles à la gloire du grand Condé, et la salle des statues ou « salle des antiques » où se trouvaient des copies d'antiques en plâtre et en marbre.

### Le musée du département de la Côte-d'Or
François Devosge est conforté par les révolutionnaires et se retrouve chargé de veiller à la conservation des « monuments des arts » en 14 pluviôse, an II puis en tant que directeur de l'école, il présidera à la nomination des premiers directeurs du musée jusqu'à sa mort en 1811.
L'ouverture du musée du département de la Côte-d'Or à un véritable public fut décidée le 15 ventôse an VII, (5 mars 1799). Le jour de son inauguration, il ouvre ses portes à une foule immense de citoyens, le 20 thermidor (7 août 1799). Le musée ouvre alors chaque décadis de midi à quatorze heures en hiver, de quatorze heures à seize heures en été. En 1804 il recevait le fonds de livre des saisies révolutionnaires dans le cabinet des estampes, en 1863 les livres et gravures furent envoyées à la bibliothèque municipale.

### Le musée sous l'occupation allemande
Au moment du conflit de la Seconde Guerre mondiale, l'essentiel de la gestion du musée des Beaux-Arts était entre les mains de Pierre Quarré (1909-1980), jeune conservateur qui avait commencé sa carrière au département des sculptures du Louvre avec Paul Vitry. Il fallait d'une part évacuer les chefs-d’œuvre du musée, et d'autre part préserver les œuvres des intérêts allemands comme des lois du gouvernement de Vichy.
Cette évacuation permit à Pierre Quarré de rénover profondément le musée et de lui donner une cohérence muséographique.

#### L'évacuation des chefs-d’œuvre pendant la guerre de 1939-1945
Dès 1936, la direction des musées de France avait demandé aux musées de préparer des plans d'évacuation en cas de conflit. Et lorsque le préfet de la Côte-d'Or donna l'ordre d'évacuation, le 26 août 1939, le musée ferma et le premier convoi partit le jour même.
Dix voyages furent nécessaires pour mettre à l'abri au château de Châteauneuf-en-Auxois 912 œuvres les plus importantes ainsi que les documents les plus précieux de la bibliothèque municipale et des archives départementales de Dijon.
Une nouvelle évacuation eut lieu en 1943 vers le château de Fontaine-Française. Les œuvres intransportables comme les tombeaux des ducs ou Hébé et l'aigle de Jupiter (1852-1857) de François Rude furent protégées par des sacs de sable maintenus par des charpentes, et d'autres descendues dans les caves.

#### La destruction des statues publiques par Vichy, 1941-1944
La loi du 11 octobre 1941, ordonnait l'enlèvement des statues en alliage cuivreux, à l'exception de celles que les représentants de Vichy jugeaient d'un intérêt historique ou esthétique. Pierre Quarré dut intervenir pour sauver des sculptures que des soldats allemands voulaient emporter du musée, tout comme la statue de Claus Sluter par Henri Bouchard, ou celle de Monge par Rude à Beaune. D'autres furent emportées et fondues comme le Rameau d'Eugène Guillaume, ou le buste de Legouz de Gerland par Claude-François Attiret.
Le musée rouvre ses portes le 17 septembre 1944, après la libération de la ville .

### Rénovation et agrandissement du musée
Inscrit dans des limites physiques strictes du fait de sa cohabitation, au sein du palais des ducs de Bourgogne, avec certains services de la mairie de Dijon, le Musée des Beaux-Arts n'expose de façon permanente qu'une petite partie de ses riches collections (17 %). Afin de pallier cet inconvénient majeur, un projet d'agrandissement a été décidé en 2001 puis lancé en 2006, après plusieurs années de concertations. L’objectif de ce très vaste chantier est de mieux présenter les collections dans un monument restauré et mis en valeur, d’exposer plus d’œuvres (1 000 de plus qu'auparavant) et accueillir, dans des conditions plus agréables et plus confortables, tous les publics. Les Ateliers Lion Architectes Urbanistes, lauréats du concours, ont été choisis pour réaliser ce projet ouvert sur la ville en trois tranches ainsi que l'architecte Eric Pallot. La nouvelle identité visuelle du musée fut confiée à l'atelier graphique parisien Polymago. Le nouveau logotype présente deux lettres B entrelacées, emblème de Philippe Le Bon, en quatre couleurs différents représentant les quatre parcours du musée.
Le 7 septembre 2013, après 7 ans de travaux, a été inauguré le premier parcours rénové « Moyen Âge et Renaissance », qui couvre la période allant du Ve au XVIe siècle. Le chantier de rénovation va se poursuivre jusqu'à la réouverture complète le 17 mai 2019, avant-veille de la Nuit des musées. En effet, dès 2015 la deuxième puis la troisième tranche de travaux ont été mises en route. Elles vont permettre d'aménager une librairie plus spacieuse et de restaurer et réaménager les salles déjà existantes où sont exposées les œuvres datant du XVIIe au XXe siècle ainsi que la Tour de Bar.

Le musée des Beaux-Arts de Dijon offre à ses visiteurs des services à la hauteur d'un grand musée moderne comme une boutique librairie, des dispositifs de médiation dignes du XXIe siècle, un accueil dans des espaces réaménagés et dimensionnés à la mesure de l'établissement, une brasserie et est accessible aux personnes à mobilité réduite.

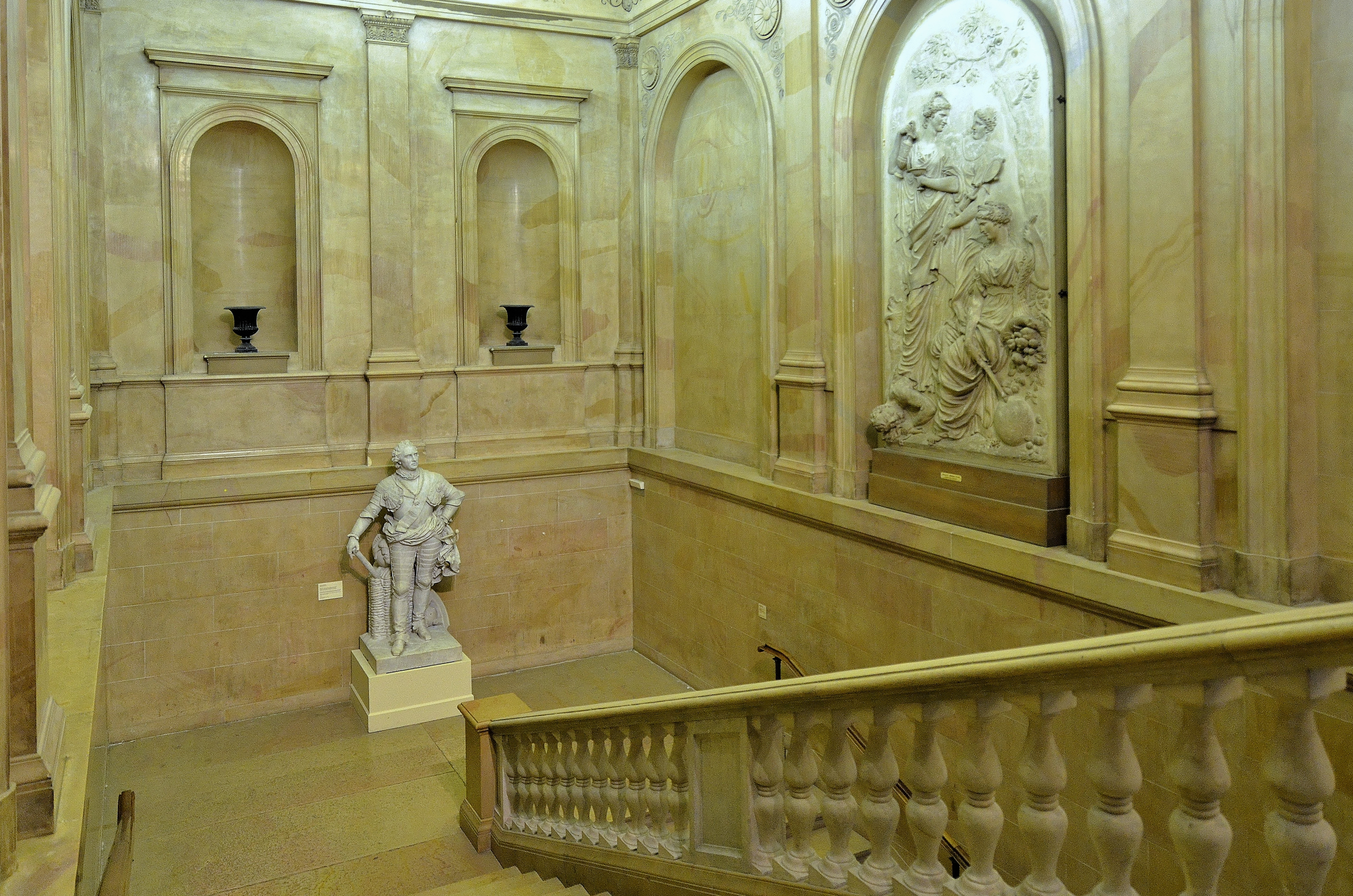
Escalier monumental.
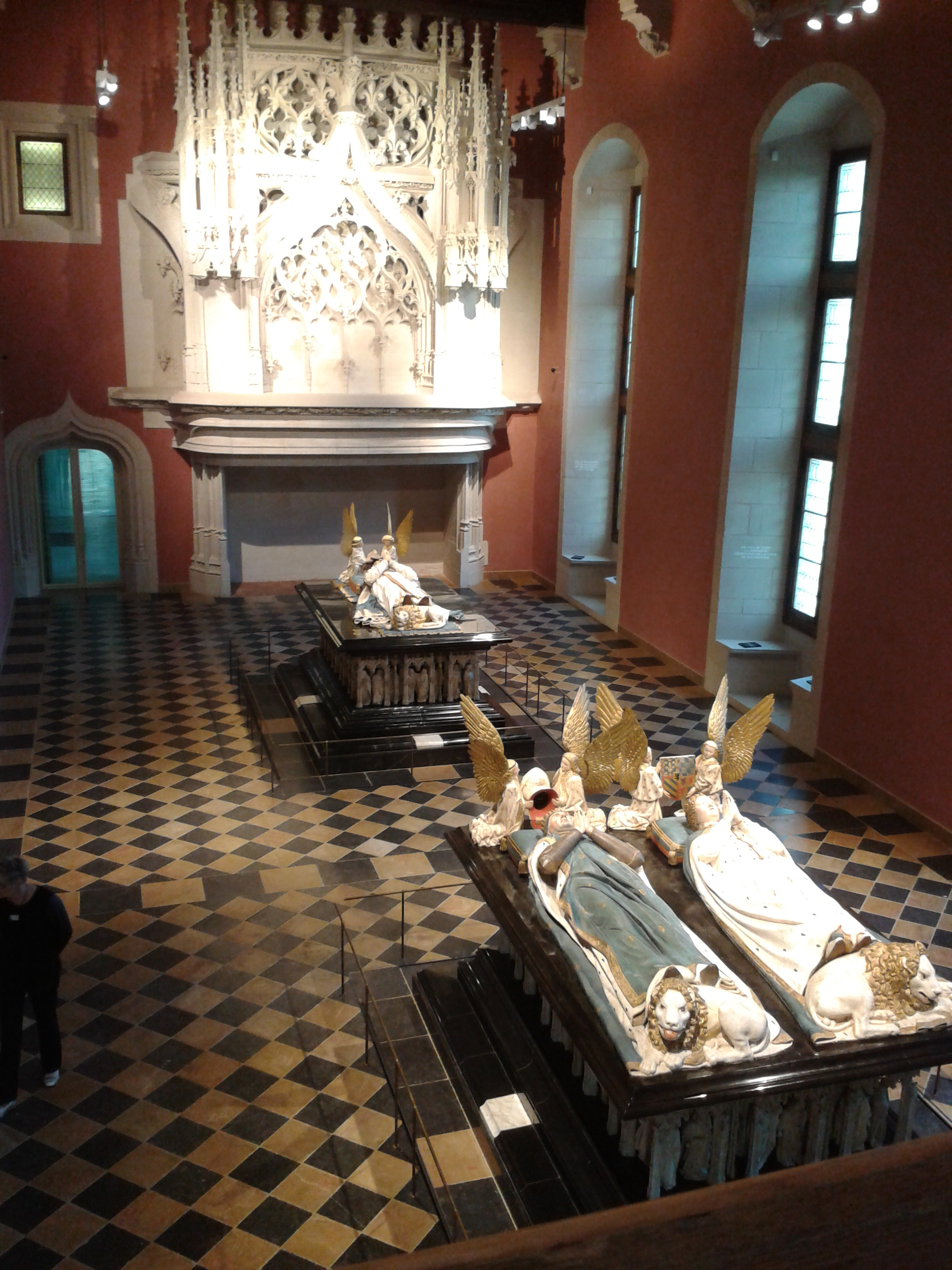
Salle des Gardes où se trouvent les tombeaux des Ducs de Bourgogne.
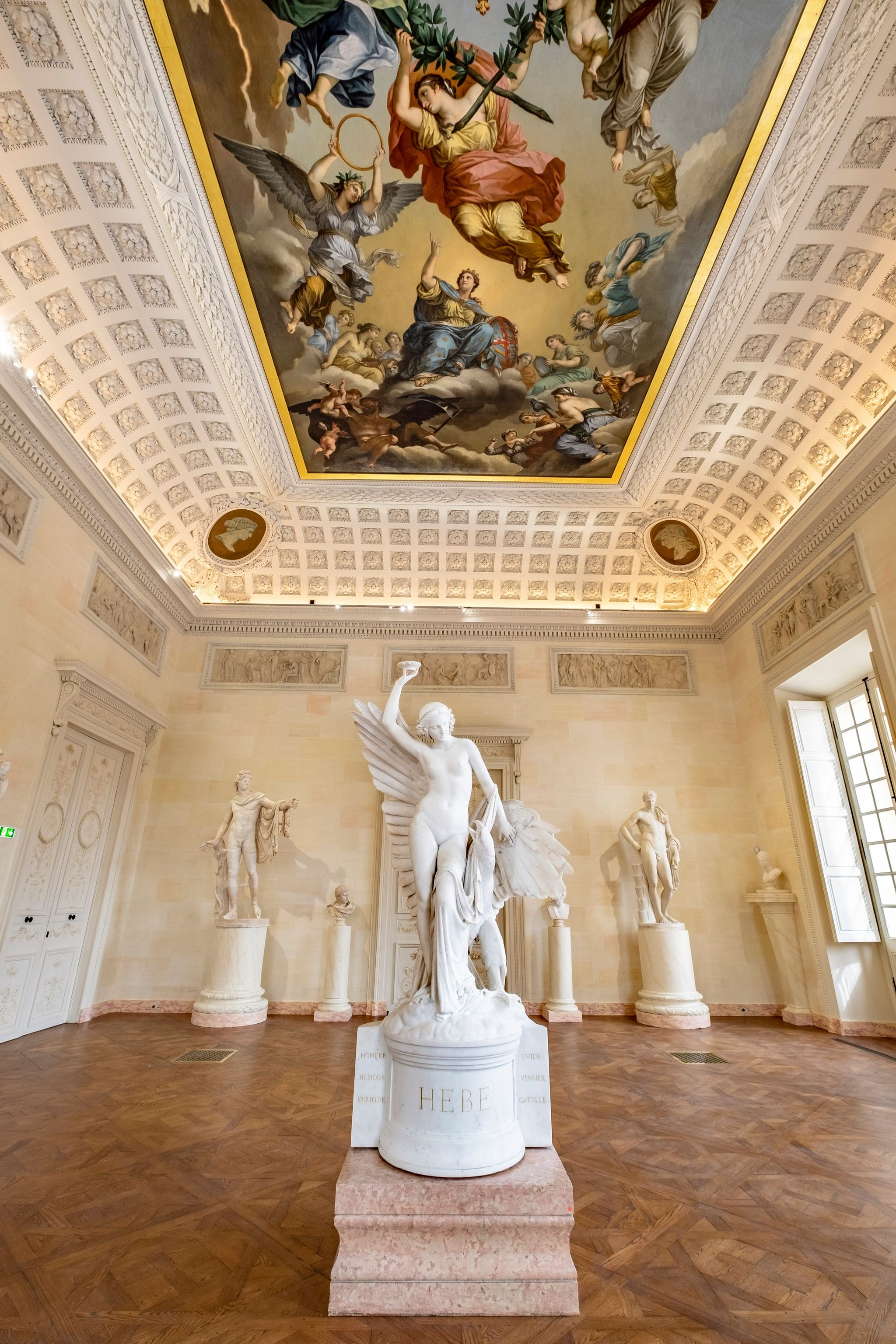
Salle des Statues avec le plafond peint par Pierre-Paul Prud'hon.
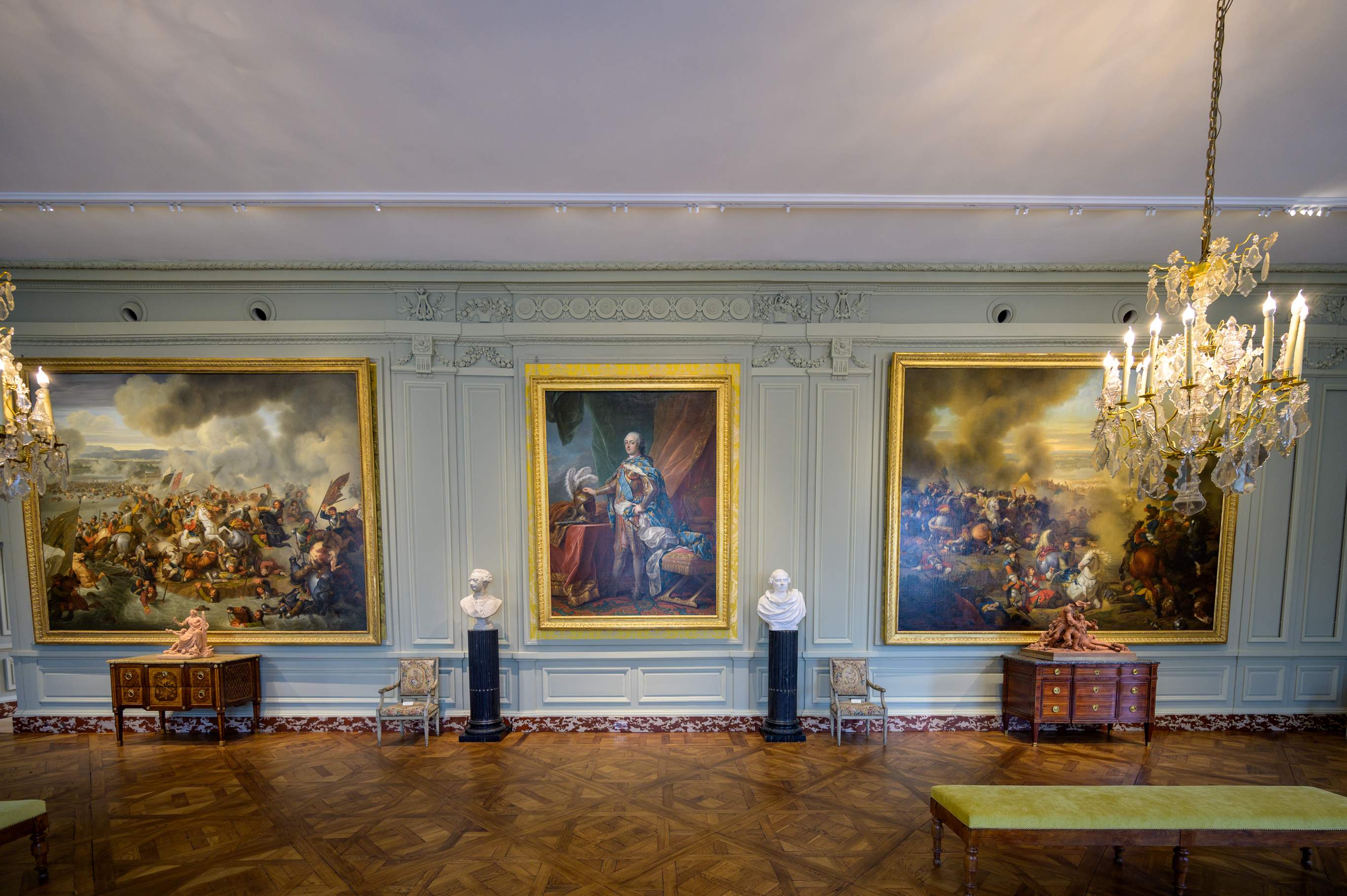
Salle XVIIIe. Salon Condé.
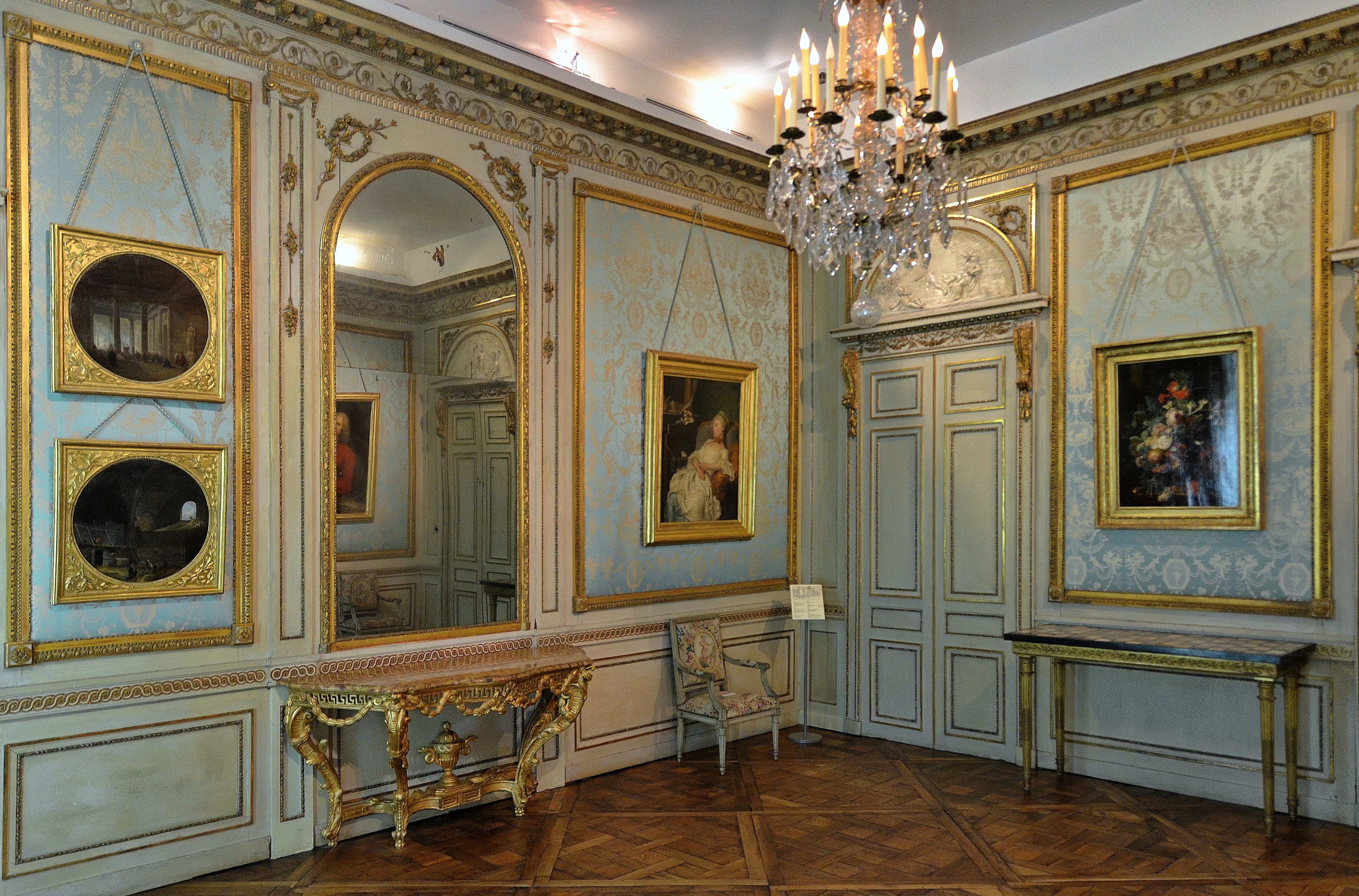
Salle XVIIIe. Boiseries du salon de l'hôtel Gaulin de Dijon.

## Histoire des collections
À l'origine le musée était composé de deux salles, la salle des Statues, destinée aux sculptures, et le salon Condé, dévolu aux peintures, et qui célèbre pour son décor la gloire des Condé, gouverneurs de Bourgogne.
Par la suite, le musée présente des collections constituées par les œuvres des lauréats des prix de Rome et par les saisies révolutionnaires. Enrichi par des envois impériaux, des dépôts de l’État, des dons et legs de collectionneurs il s’étendra peu à peu dans l’enceinte du Palais.
Parmi les principales acquisitions et donations :
- legs d'Anthelme et Edma Trimolet (1878) ;
- Henri et Sophie Grangier (1905) ;
- legs Alexandrine Leclanché, veuve Dècle (1896) ;
- legs Charles-Honoré Thévenot (1898) ;
- Jules Maciet (1897-1911) ;
- Marie-Henriette Dard (1916) ;
- legs Albert Gayet (1925) ;
- le Legs du docteur Albert Robin (1847-1928), ami d'Édouard Manet, Stéphane Mallarmé et Méry Laurent (1930)[20] ;
- acquisition de pièces amérindiennes à Mme Poinsotte (1950) ;
- les donations de Pierre et Kathleen Granville (1969-1974-1986-2006) représentent près de 1 000 œuvres, qui ont profondément transformé toutes les collections du Musée[21] ;
- donation Henri Breuil[22] en 1973.

Aujourd'hui, les collections du musée sont parmi les plus riches des musées français. De l'Antiquité à l'art contemporain, de la peinture aux arts décoratifs en passant par les dessins et les sculptures, toutes les formes d'art sont représentées au sein des quelque 130 000 œuvres conservées.
Les collections médiévales sont sans doute les plus remarquables, par leur qualité et leur quantité. Si le musée est surtout connu pour les tombeaux des ducs de Bourgogne, présentés au sein de la grande salle du palais, ceux-ci ne doivent pas faire oublier les autres points forts des collections, que sont les portraits funéraires du Fayoum (datant de l'Égypte romaine) ou les chefs-d'œuvre de la peinture européenne de la Renaissance au XIXe siècle (Le Titien, Guido Reni, Philippe de Champaigne, Eugène Delacroix, Théodore Géricault, Édouard Manet ou encore Claude Monet). Les artistes bourguignons, parfois méconnus en dehors de leur région d'origine malgré leur importance, sont particulièrement mis en valeur : c'est ainsi que le musée peut présenter des ensembles riches et cohérents pour Pierre-Paul Prud'hon, François Rude, Jean-Baptiste Lallemand ou encore Félix Trutat, mort à 24 ans alors qu'il était l'un des portraitistes français les plus prometteurs de sa génération. Concernant le XXe siècle, la Seconde École de Paris constitue le point fort de la collection, autour des œuvres de Nicolas de Staël, Maria Helena Vieira da Silva et Charles Lapicque.
L'art contemporain n'est pas oublié : le musée conserve ainsi entre autres plusieurs œuvres de Yan Pei-Ming.

## Les différentes collections

### Collections Antiquités

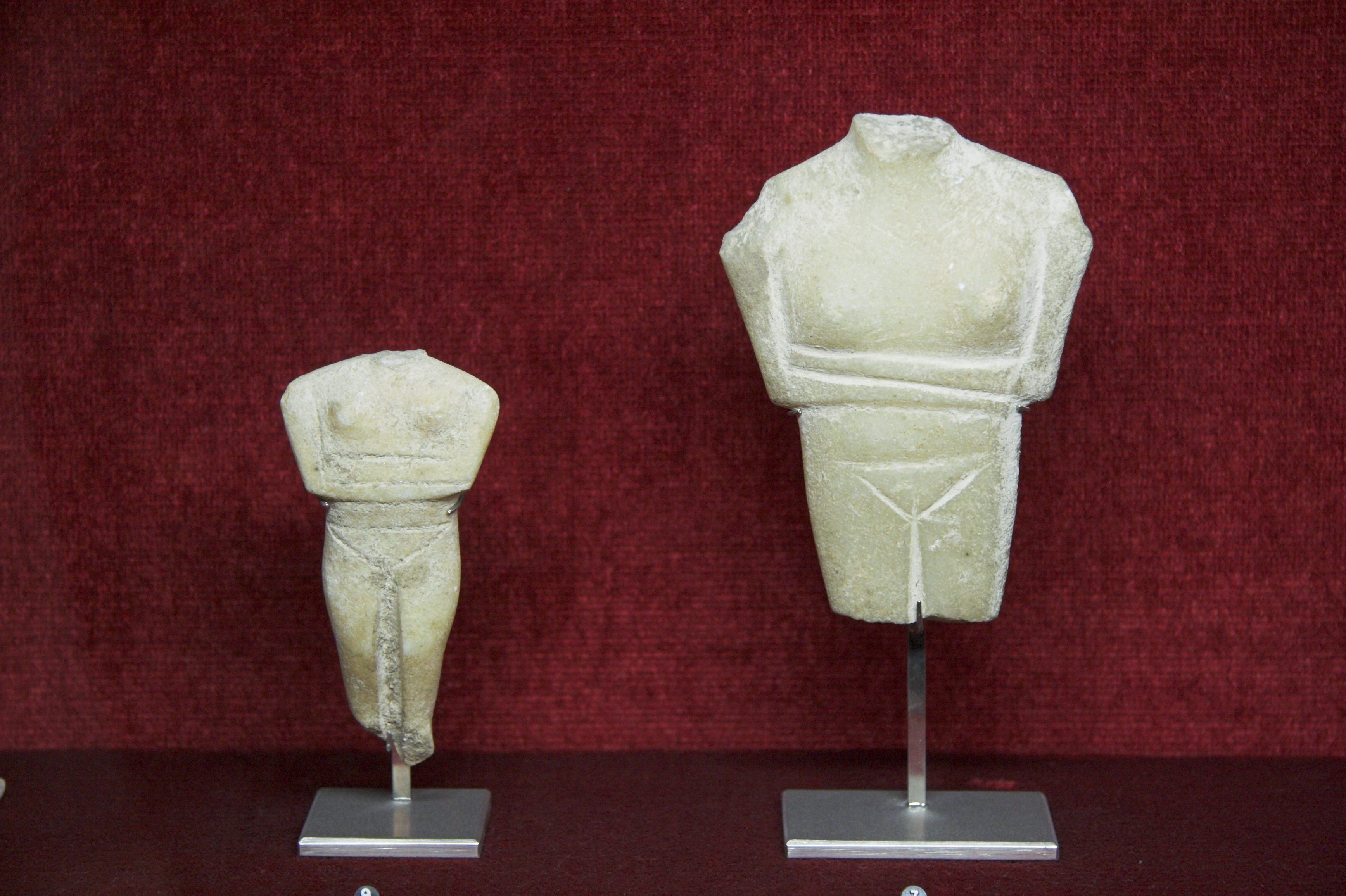
Idoles cycladiques,.

Ouvert au public à la fin du XVIIIe siècle avec une vocation encyclopédique, le musée possède un fonds antique, particulièrement riche pour l'Égypte ancienne.
Depuis 1998, à la suite de l'exposition Offrandes à Osiris, une salle accueille également une partie des collections égyptiennes du musée, à savoir 340 œuvres sur le millier qu'il possède. Toutes ces pièces sont en lien avec l'art funéraire égyptien. Elles devraient, en théorie, provenir du legs au musée de l'archéologue dijonnais Albert Gayet, qui fouilla pendant vingt ans le site d'Antinoé, pour redécouvrir l'art copte. Or, le legs Albert Gayet a été déposé au Louvre pendant de nombreuses années et, au moment où le musée des Beaux-Arts l'a réclamé, le Louvre a été incapable de le restituer : beaucoup de pièces avaient été dispersées, sans qu'il soit possible de retracer leur parcours. Le Louvre a donc déposé au musée des Beaux-Arts des pièces « équivalentes », pour faire bonne mesure. Le point fort de la collection est formé par les masques funéraires de la période romaine de l'Égypte, ainsi que par une remarquable série de 11 portraits peints sur bois appelés « portraits du Fayoum ».
En outre, la collection antique comporte des objets gaulois, étrusques, gallo-romains, romains, mais aussi grecs, chypriotes et moyen-orientaux : céramiques, monnaies, statuettes, poteries, verrerie... Ces objets proviennent de différents dons : collection du marquis Campana (1863), donation Pierre et Kathleen Granville (1969, 1974, 1986), don du professeur Roland Martin (1992).

Portraits du Fayoum
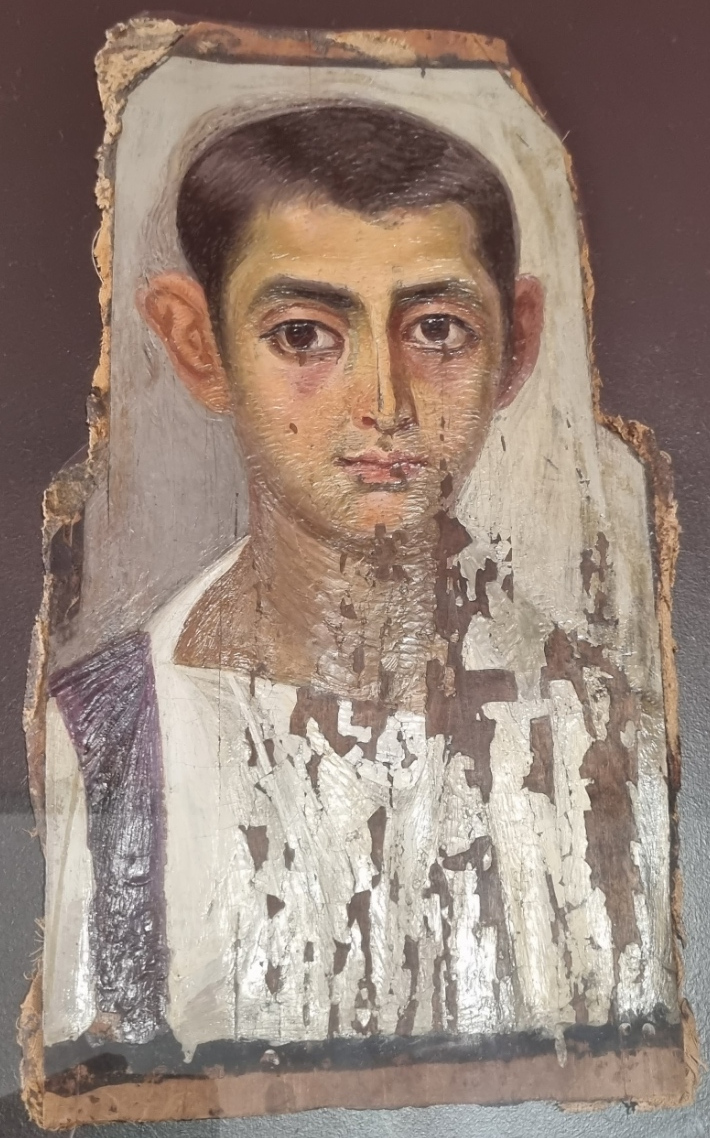
Portrait de jeune garçon, Égypte, v. 115 ap. J.-C. Série des portraits du Fayoum.
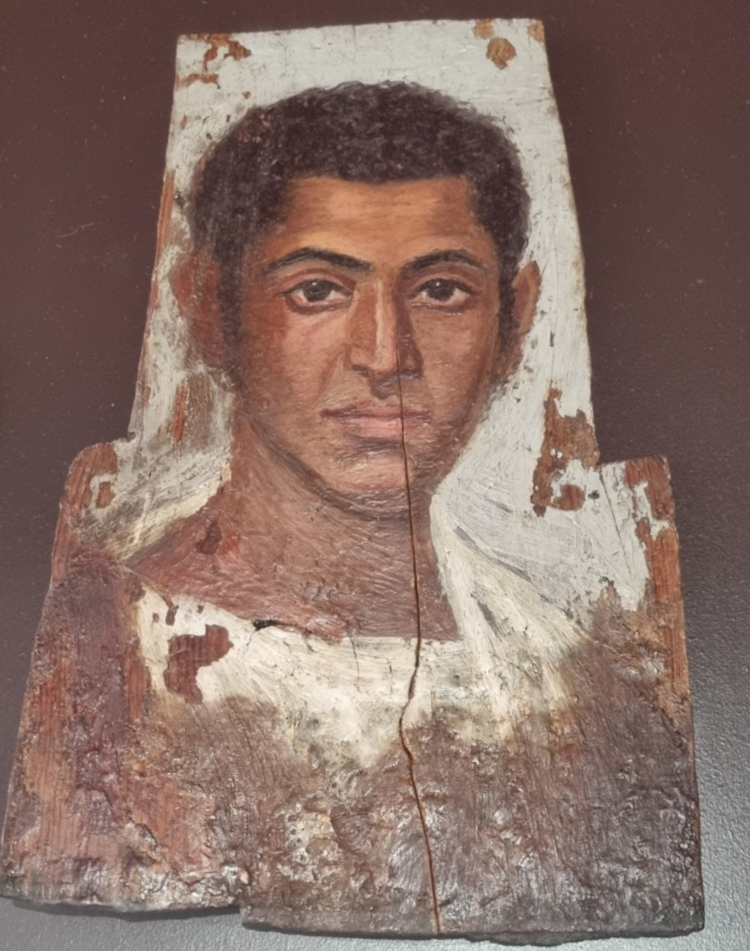
Portrait d'homme, Égypte, v. 120 ap. J.-C. Série des portraits du Fayoum.
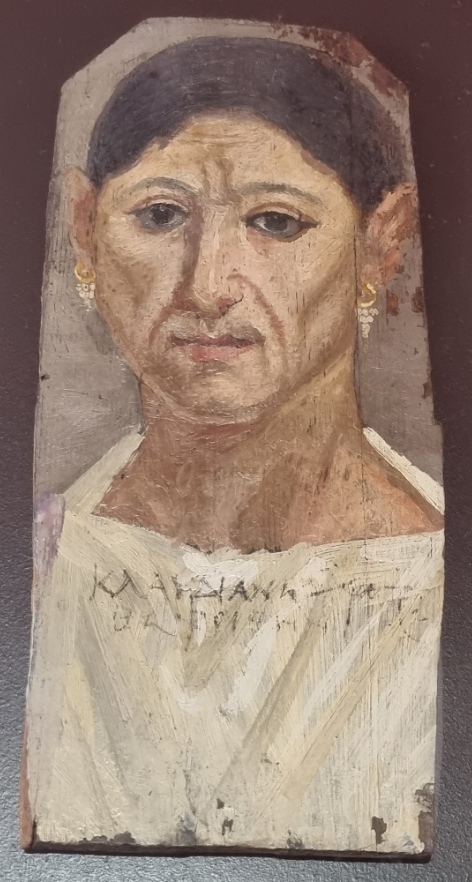
Portrait de Klaudiané, fille de Phoib, Égypte, entre 150 et 175 ap. J.-C. Série des portraits du Fayoum.
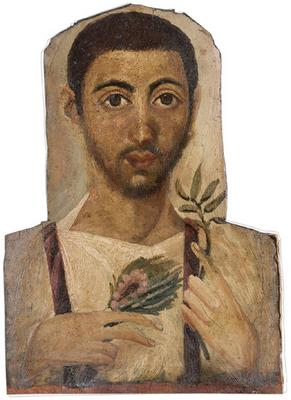
Portrait d'homme barbu, Égypte, IIIe siècle apr. J.-C. Série des portraits du Fayoum.

### Collections du Moyen Âge
Le musée conserve une collection d'art du Moyen Âge particulièrement remarquable : aux œuvres commandées par les ducs de Bourgogne à Dijon, s'ajoute un ensemble de peintures, sculptures et objets d'art qui illustrent le raffinement et la dévotion de l'Europe médiévale.
Le goût des ducs de Bourgogne pour l'art et le faste est illustré par les œuvres provenant de la Chartreuse de Champmol, nécropole fondée en 1383 par Philippe le Hardi aux portes de Dijon. Son tombeau orné de pleurants et celui de son fils Jean sans Peur sont parmi les plus célèbres monuments funéraires de la fin du Moyen Âge.
La collection médiévale est riche de peintures italiennes (Pietro Lorenzetti, Taddeo Gaddi), flamandes (le Maître de Flémalle, Albrecht Bouts) et d'un ensemble de peintures suisses et allemandes unique en France (Konrad Witz, le Maître des Ronds de Cobourg). Quelques panneaux témoignent de l'influence des Flamands sur les peintres bourguignons au XVe siècle. La Bourgogne, la Flandre, l'Allemagne et l'Italie sont aussi représentées dans le domaine de la sculpture (École de Claus Sluter). Les objets d'art (orfèvrerie, ivoire…), essentiellement religieux, évoquent les trésors des églises comme les dévotions des particuliers.
La salle du Chapitre abrite des souvenirs de la Sainte-Chapelle et de l'ordre de la Toison d'or, ordre de chevalerie créé par Philippe le Bon en 1430.

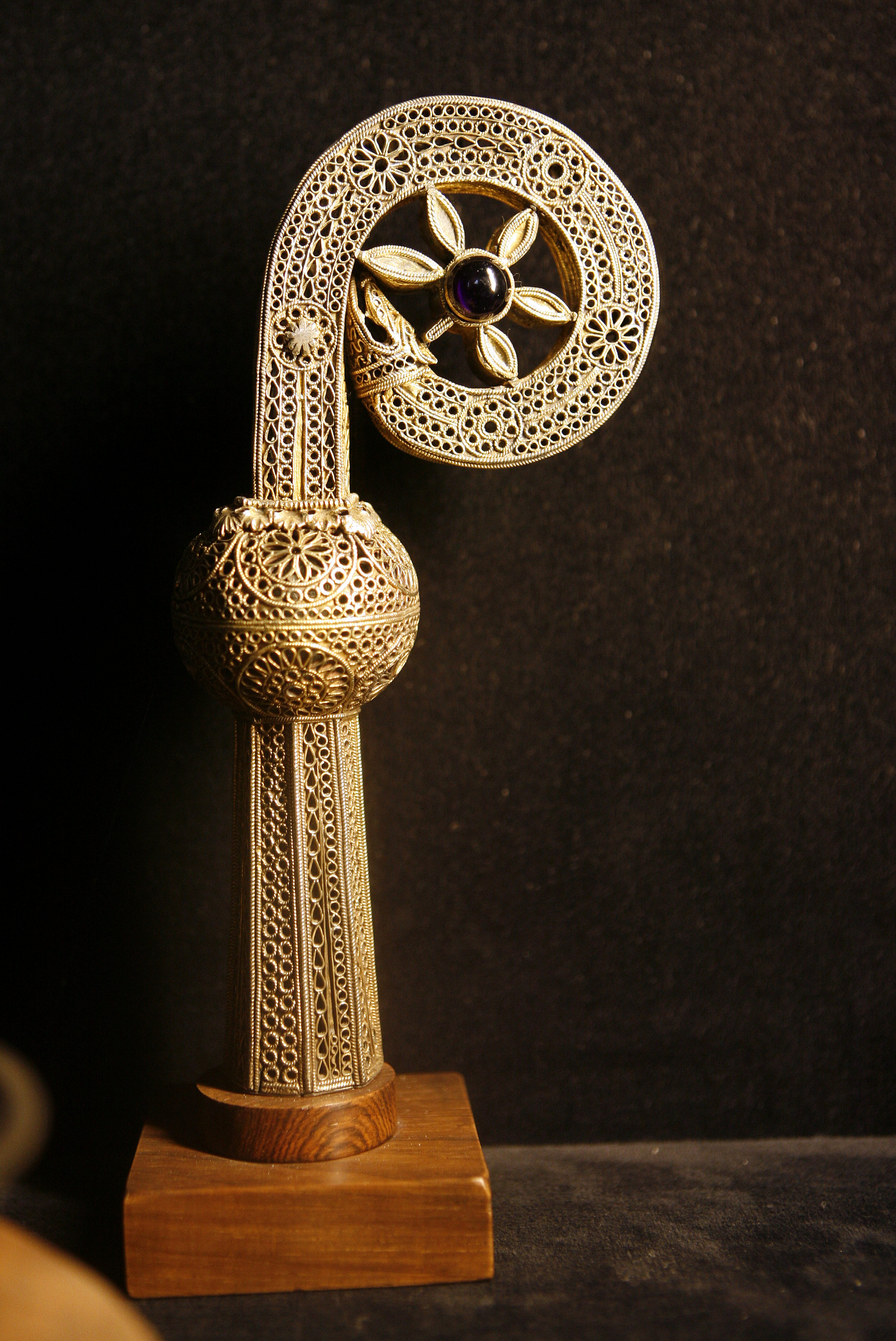
Crosse dite de saint Robert de Molesme, Italie du Sud, fin XIe / début XIIe siècle.
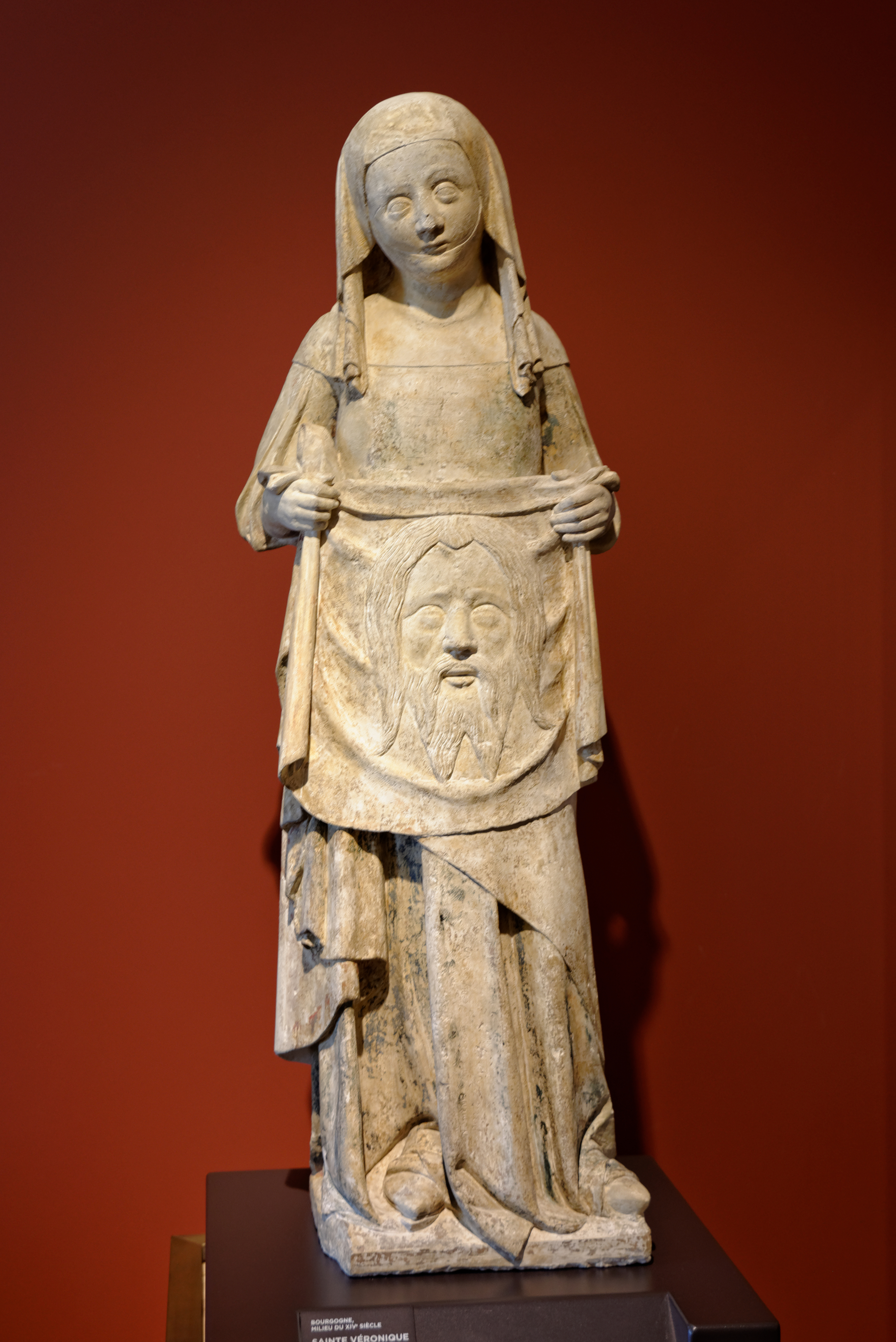
Anonyme Bourguignon, Sainte Véronique, milieu XIVe siècle.
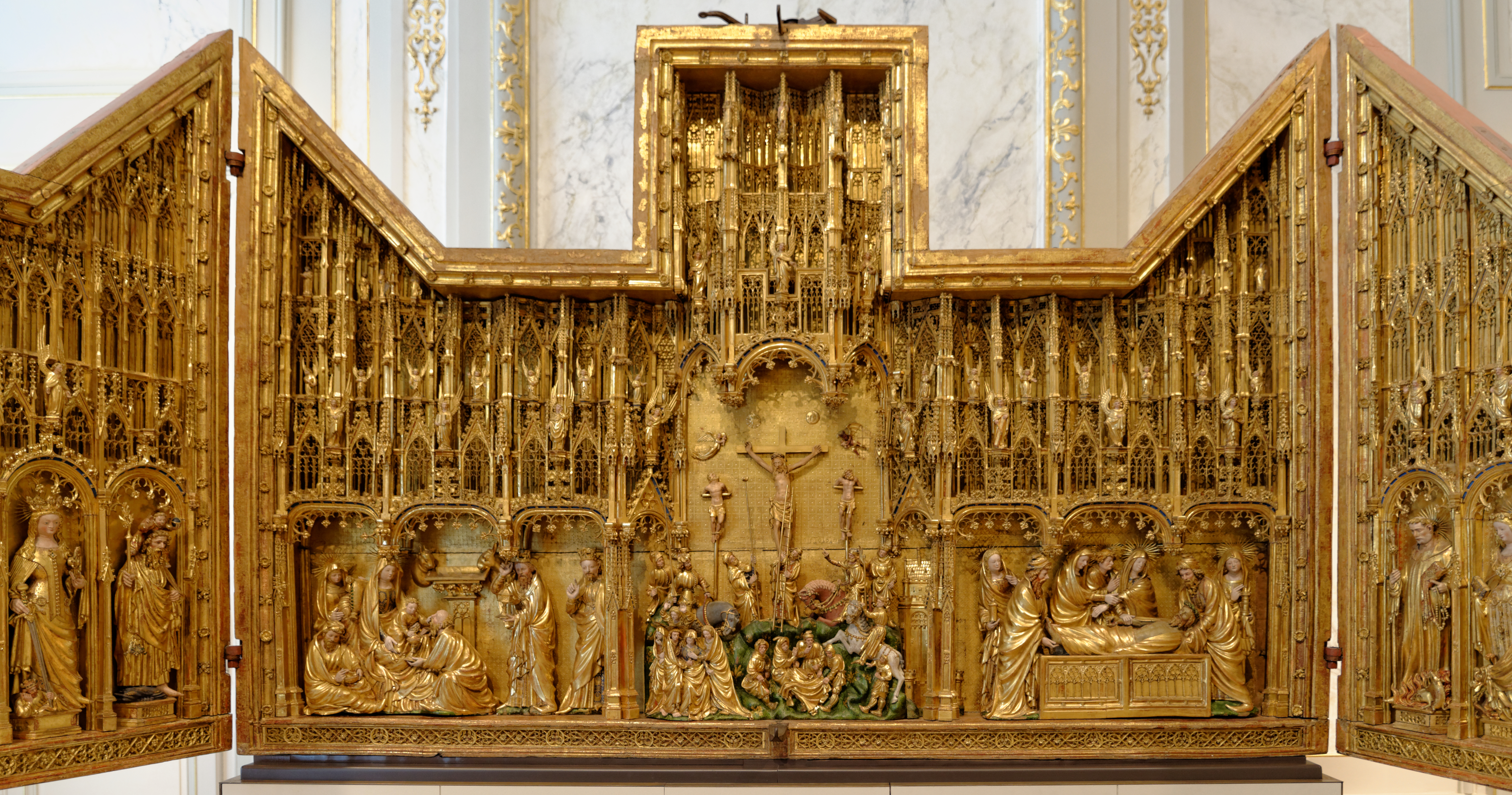
Jacques de Baerze, Retable de la Crucifixion, vers 1390-1399.
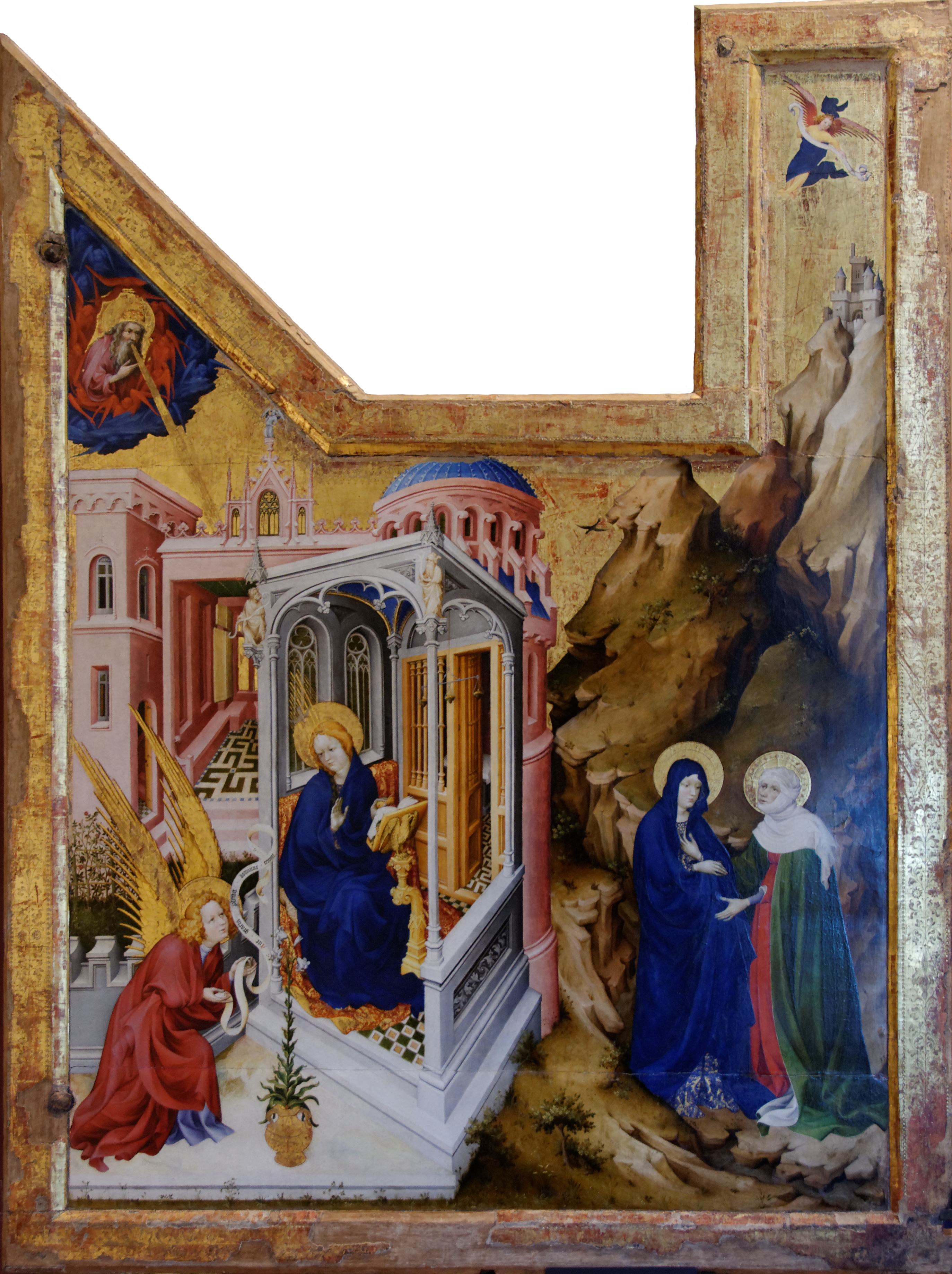
Melchior Broederlam, L'Annonciation, la Visitation, vers 1392.
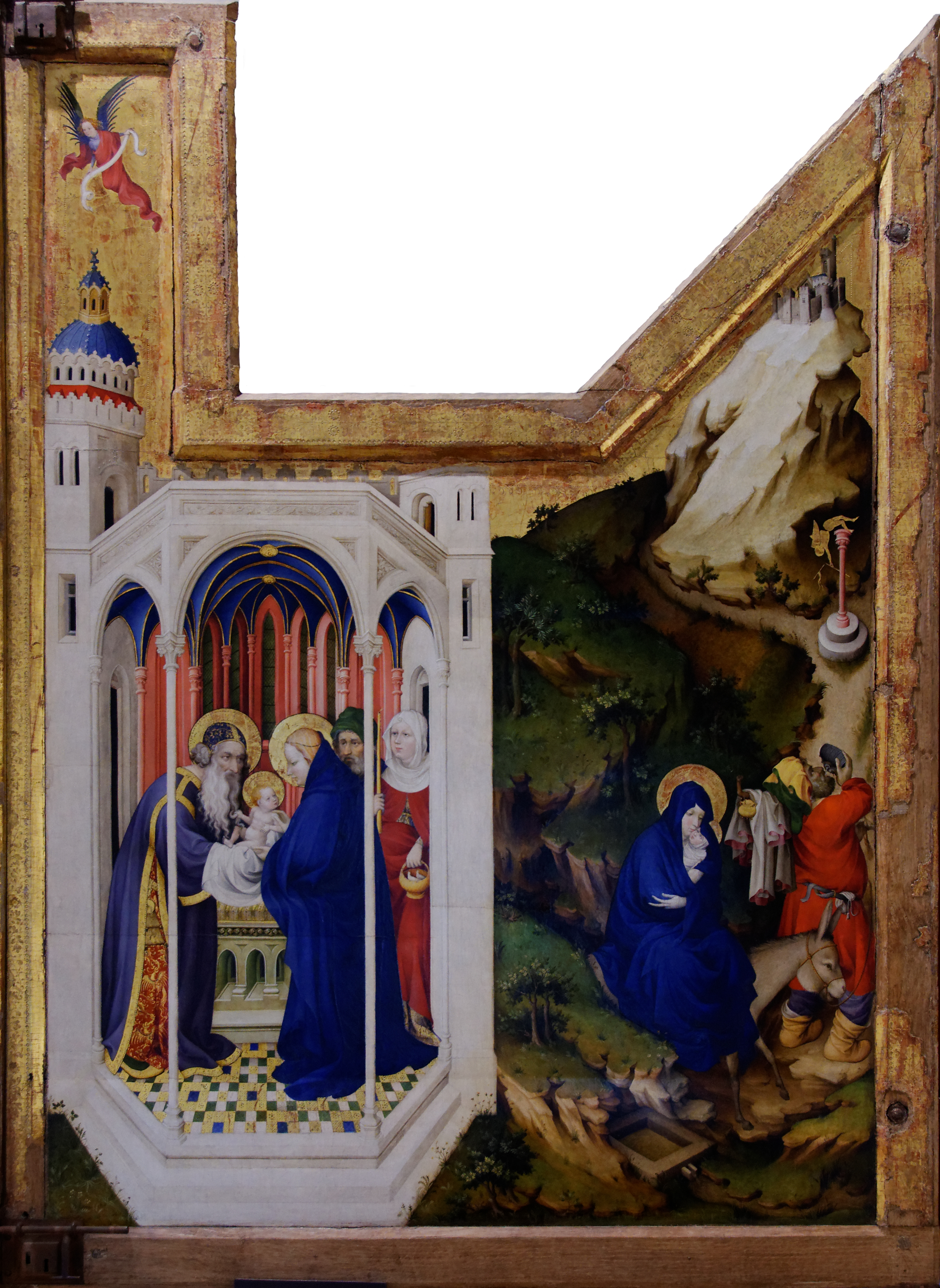
Melchior Broederlam, La Présentation au temple, la fuite en Egypte, vers 1392.
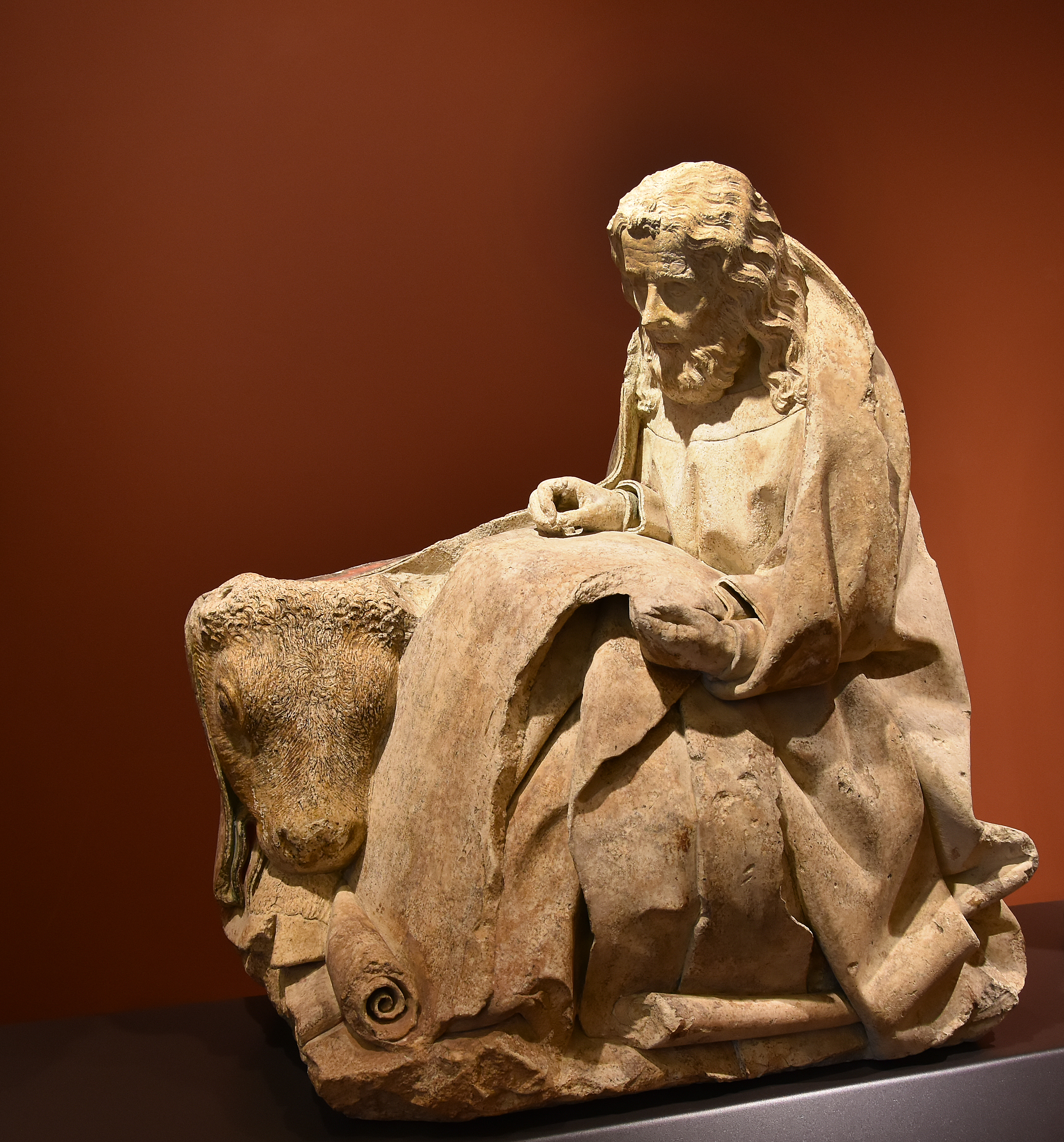
Attribué à Claus de Werve, Saint Luc écrivant l'Evangile, début XVe siècle.
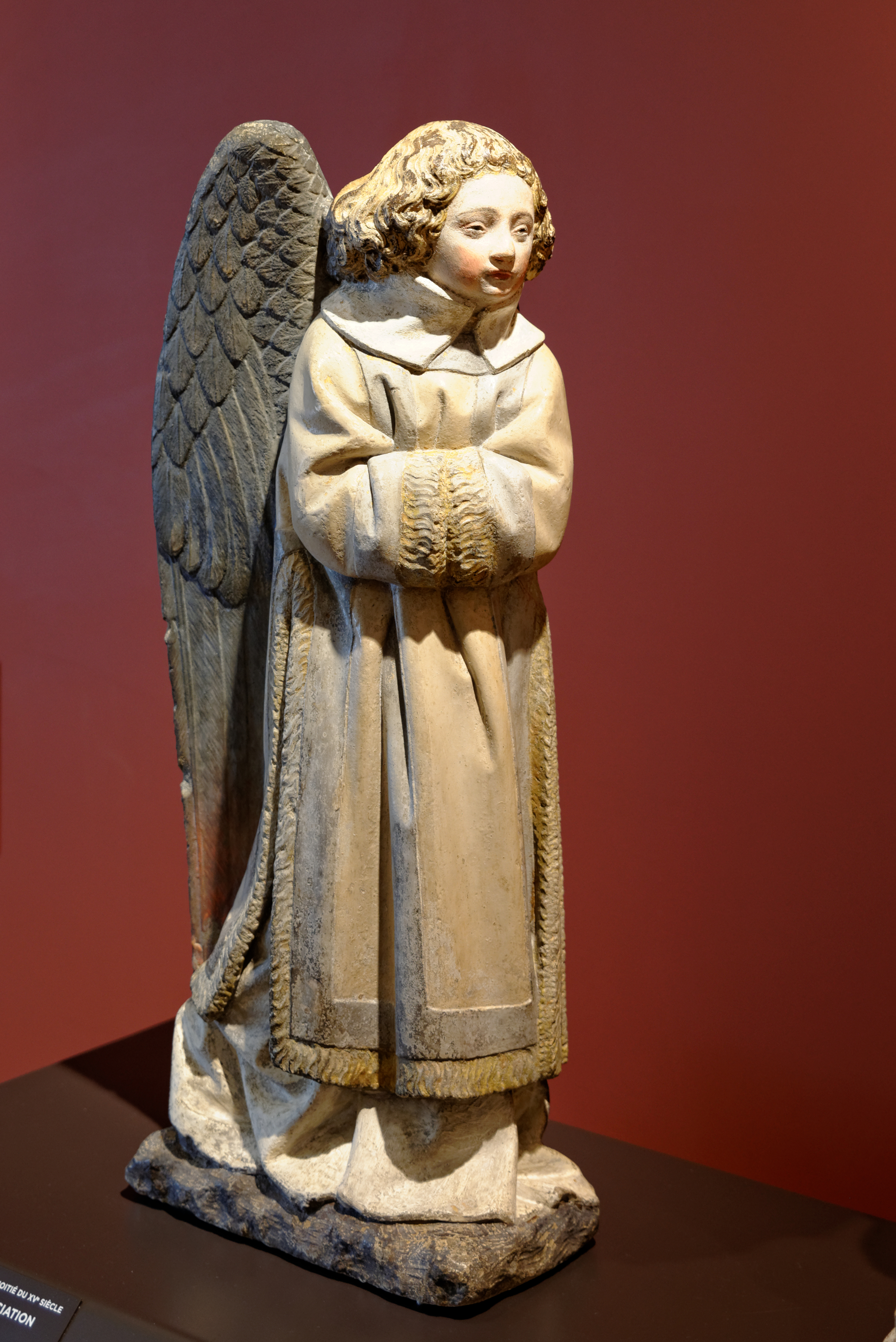
Anonyme Bourguignon, Ange de l'Annonciation, début XVe siècle.
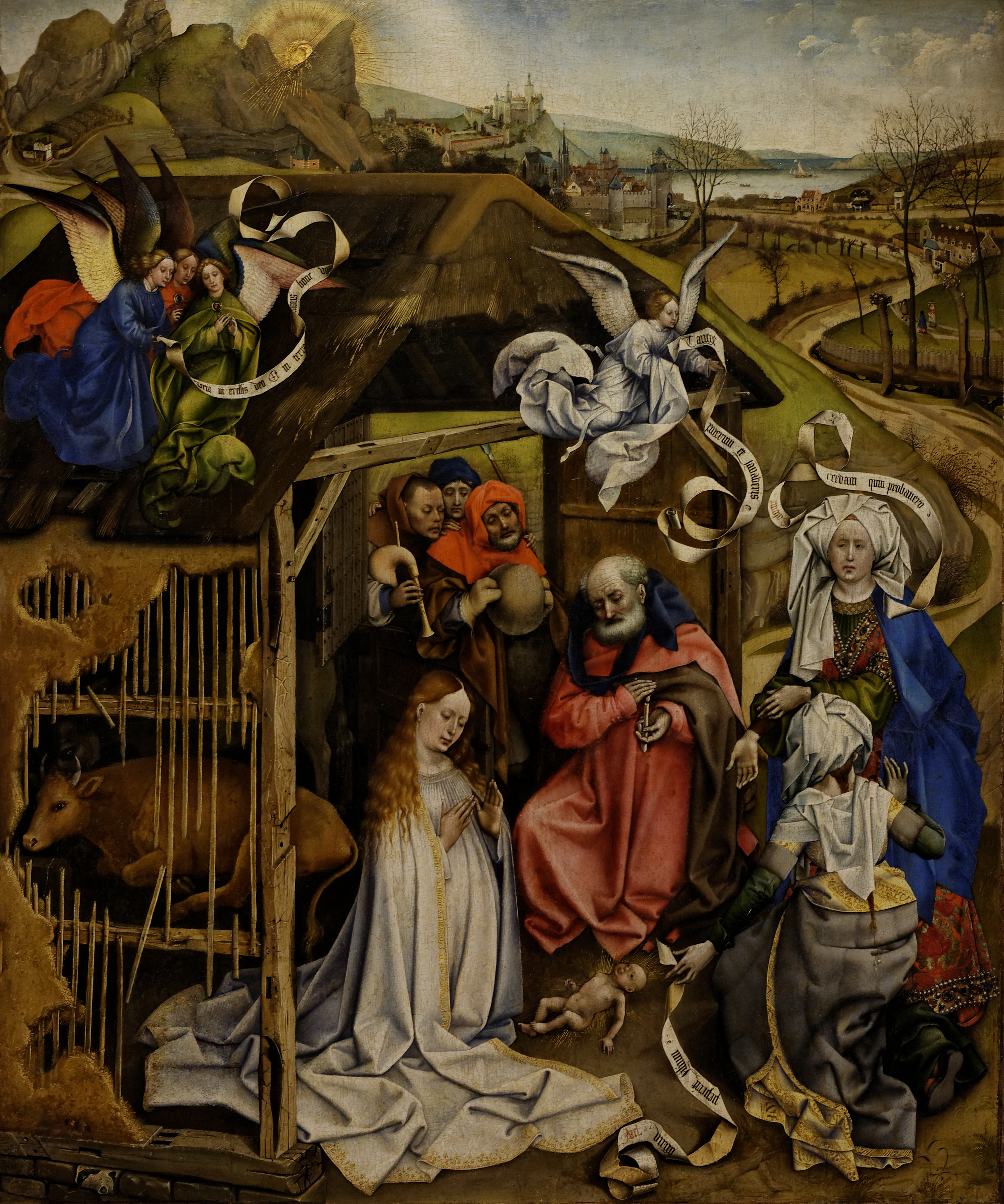
Robert Campin dit le « Maître de Flémalle », La Nativité, vers 1415-1430.
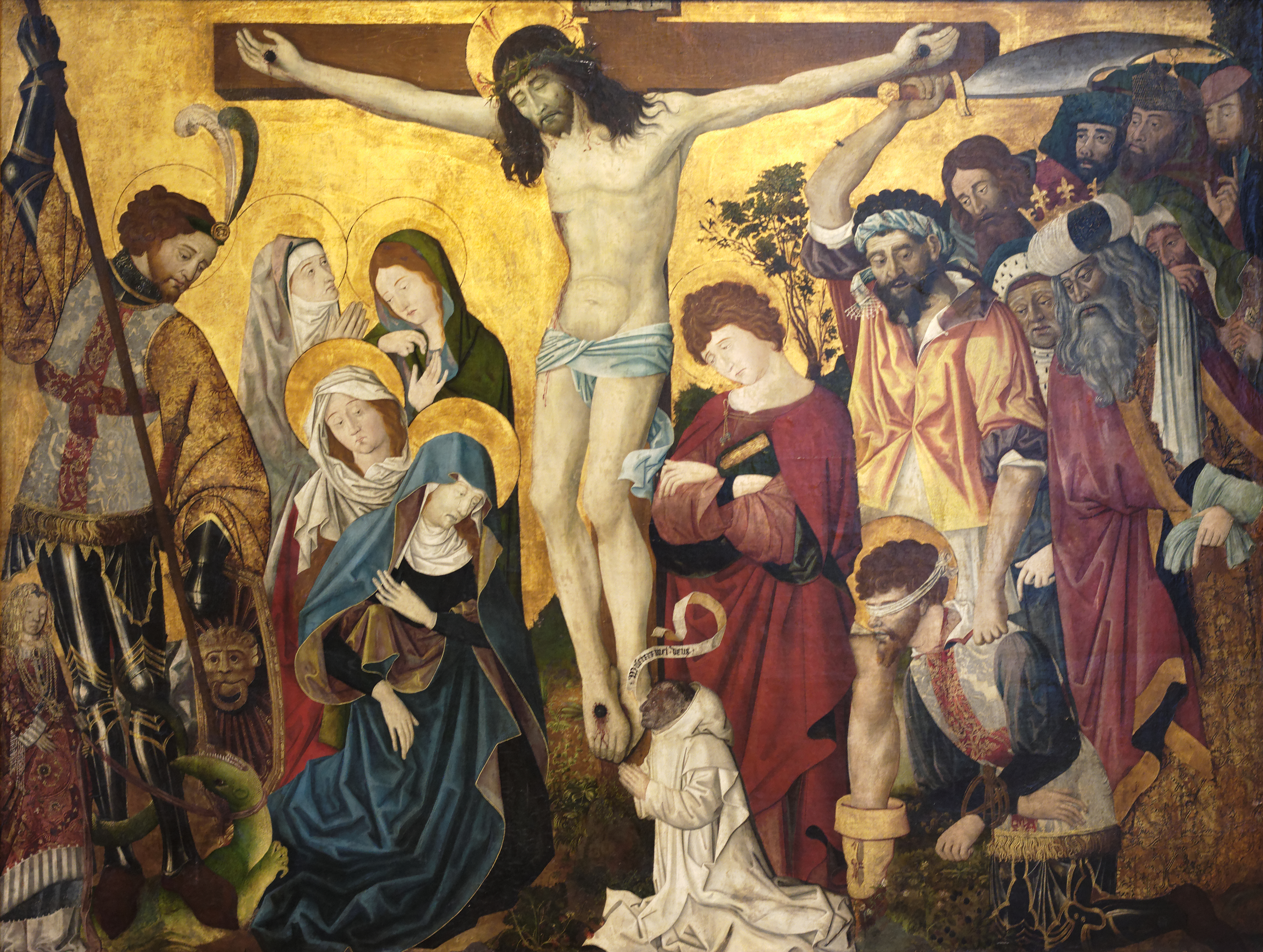
Anonyme Bourguignon, Retable de saint Georges avec un moine chartreux, 1416.
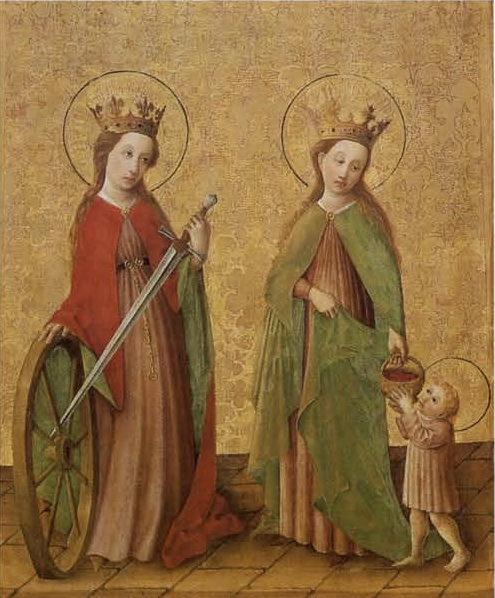
Maître de la Passion de Darmstadt, Sainte Catherine et sainte Dorothée, vers 1425.
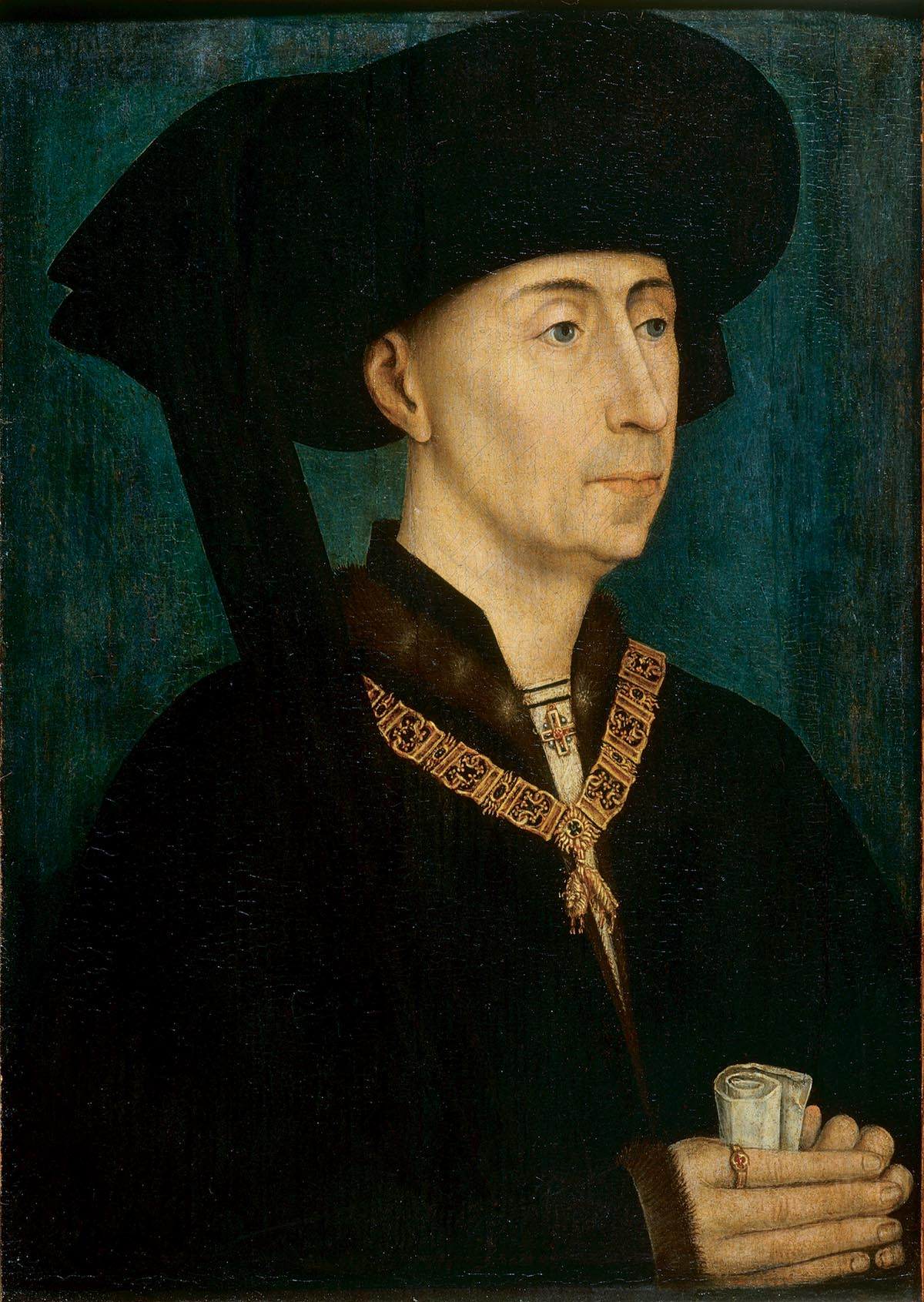
Atelier de Roger van der Weyden, Portrait de Philippe le Bon, XVe siècle.
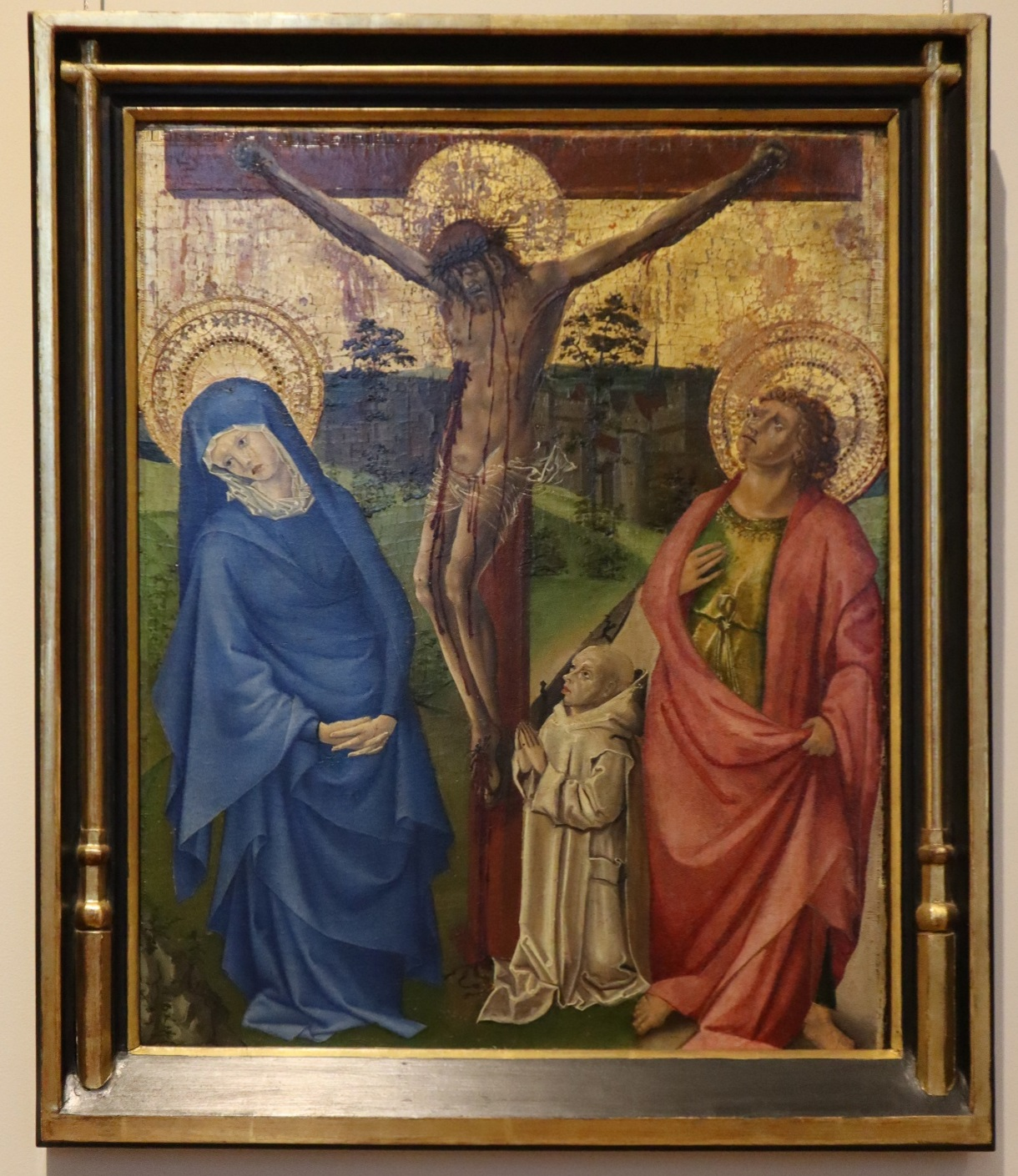
Anonyme Bourguignon, Calvaire au moine chartreux, 1430/40.
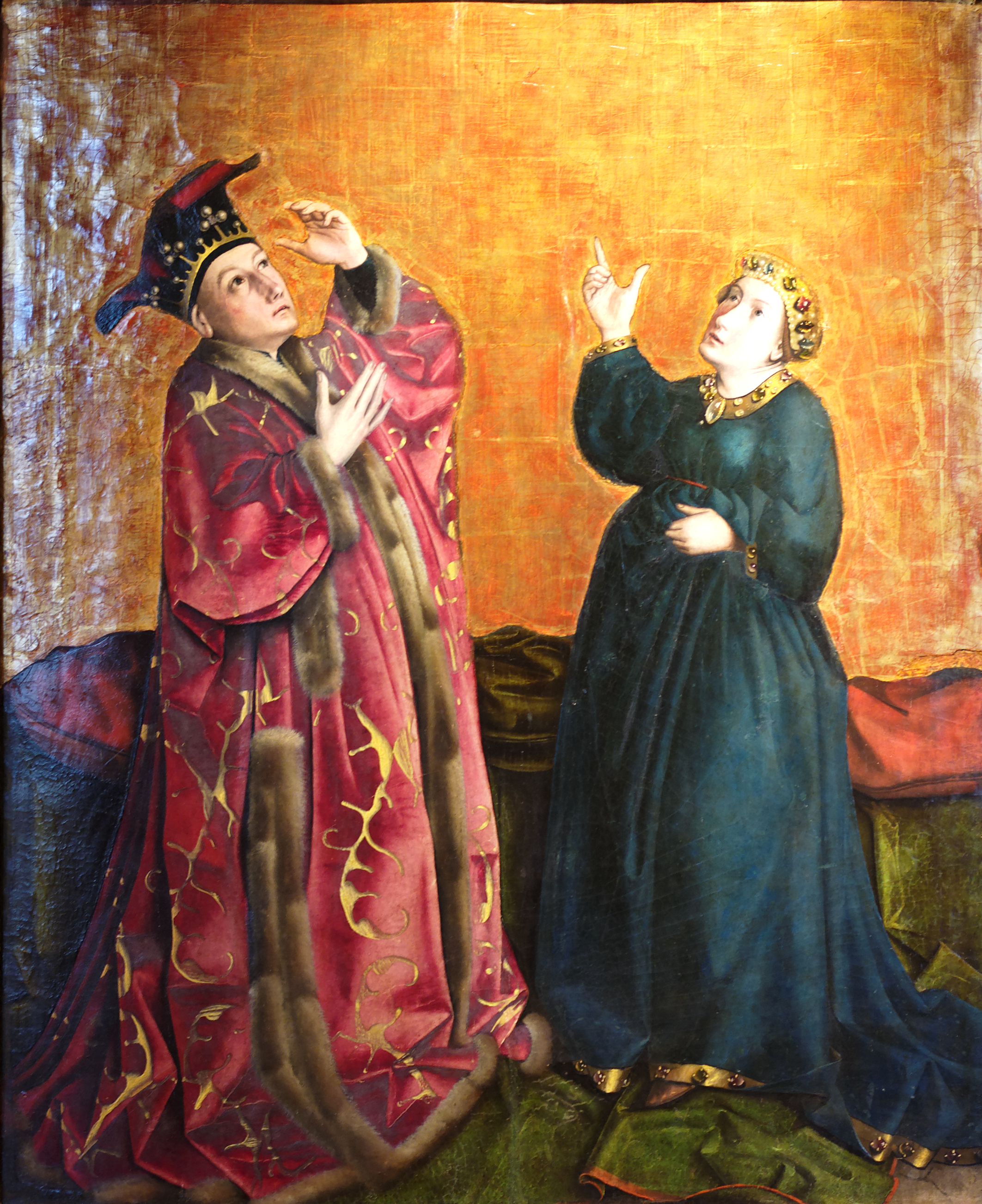
Konrad Witz, L'empereur Auguste et la sibylle de Tibur, vers 1435.
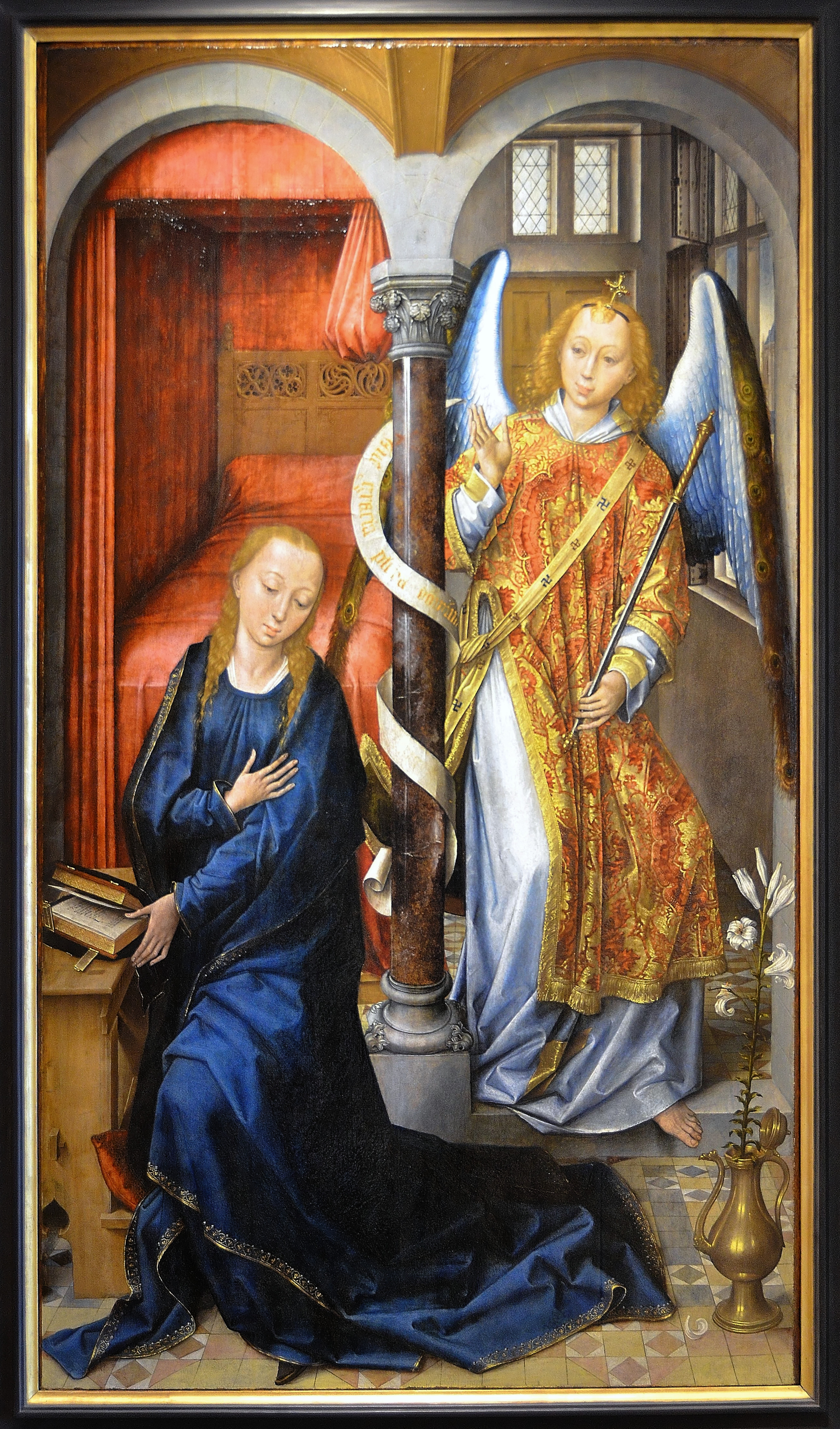
Maître de la Rédemption du Prado, L'Annonciation, v. 1470.
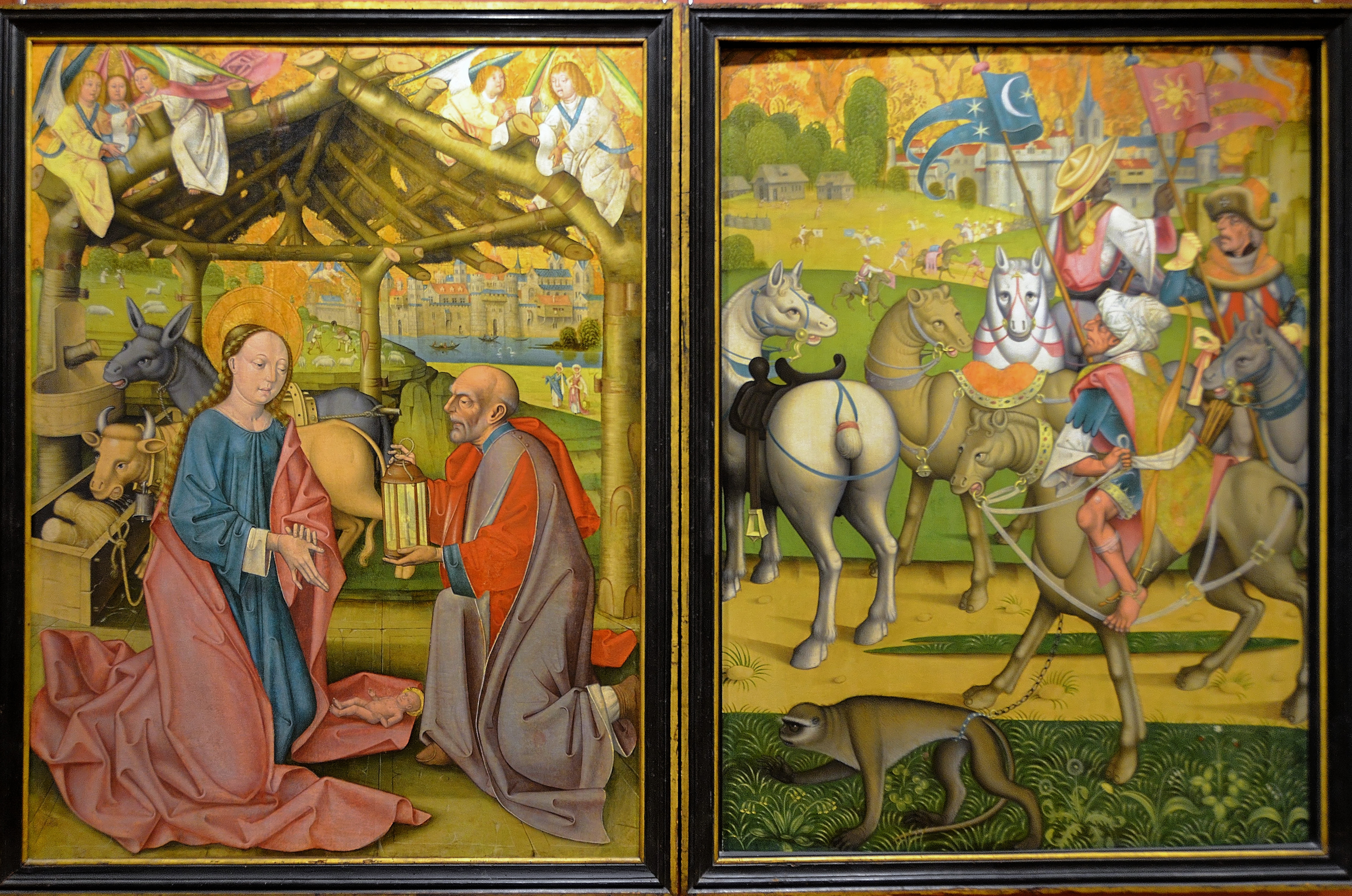
Maître de la Déploration de Sarnen, La Nativité et la chevauchée des Rois Mages, v. 1475.
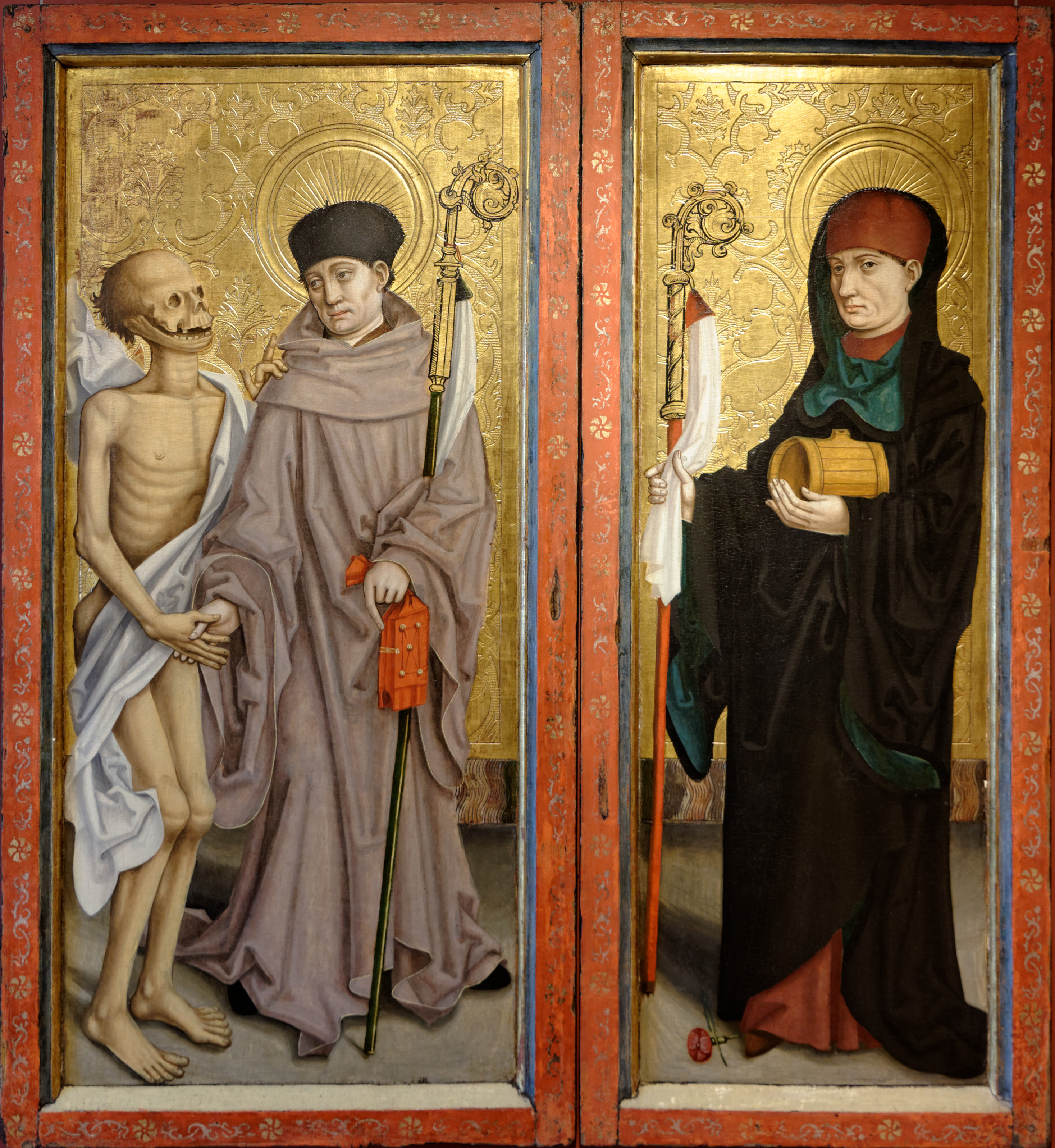
Maître à l'Œillet de Baden, Saint Fridolin et Saint Otmar, fin XVe siècle.
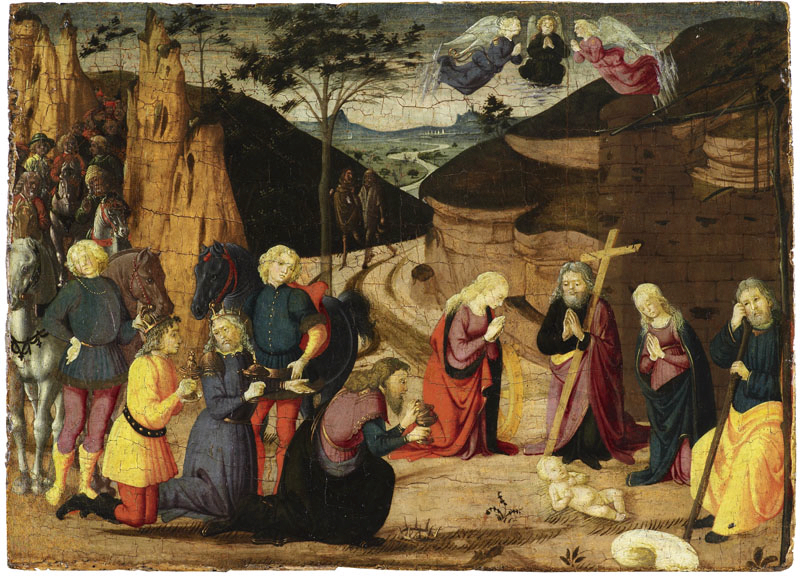
Biagio d'Antonio, L'Adoration des Mages, fin XVe siècle.
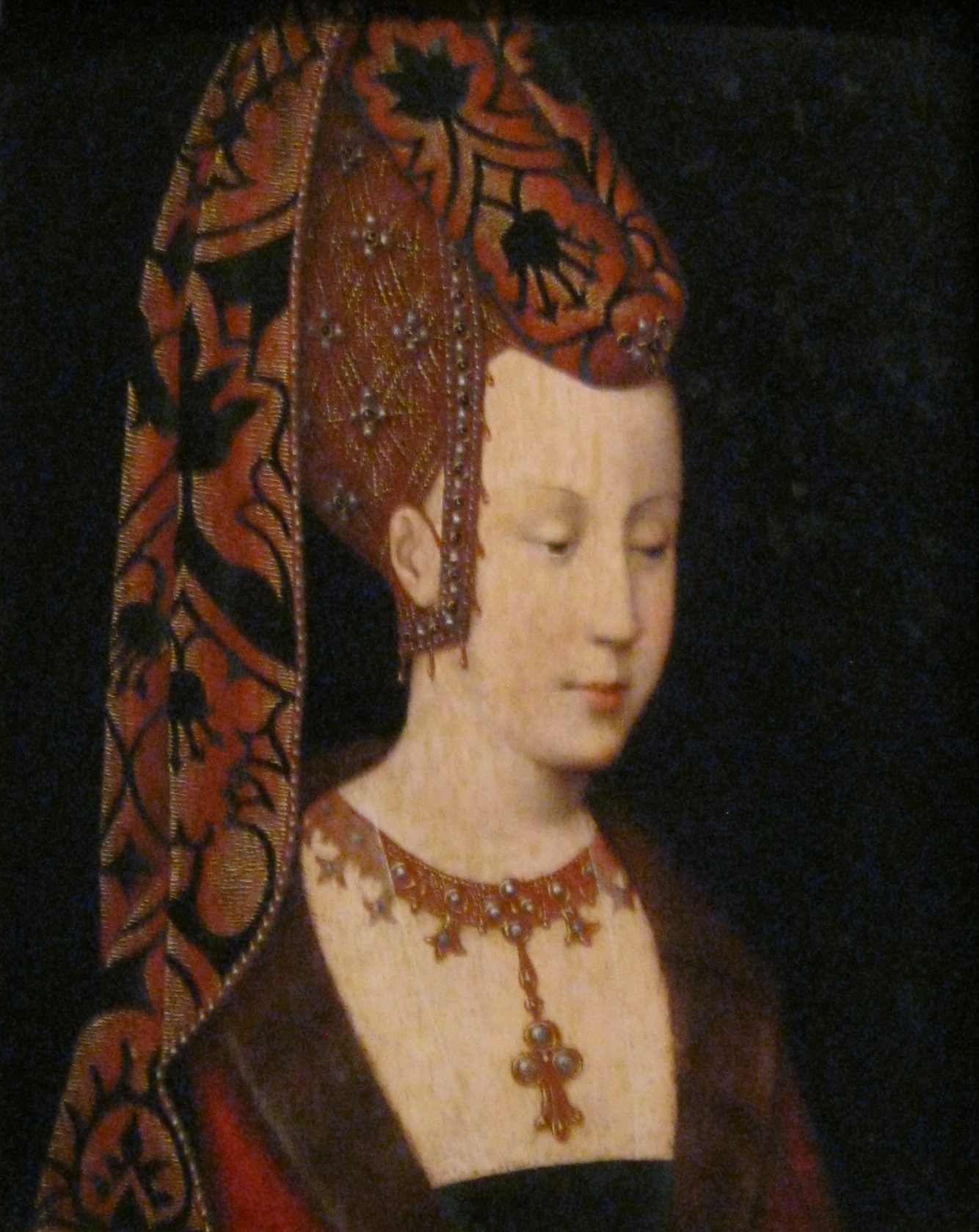
Anonyme, Portrait présumé d'Isabelle de Portugal, vers 1500.

### Collections de la Renaissance
Peintures, sculptures et objets d'art témoignent des innovations de la Renaissance. L'Italie est au premier plan, mais la contribution des pays nordiques ou de la France n'est pas moins remarquable. La Bourgogne connaît de beaux moments artistiques, dominés à la fin du siècle par Hugues Sambin, architecte, sculpteur et menuisier.
La Renaissance italienne est brillamment représentée avec un beau choix de peintures (Lorenzo Lotto, Bernardino Luini, Giorgio Vasari, Le Titien, Jacopo Bassano, Véronèse…) et un ensemble d'objets d'art (majoliques, verrerie, orfèvrerie, médailles…). Retables sculptés ou peints des Pays-Bas méridionaux et septentrionaux, panneaux de retables suisses et allemands ou du nord de l'Italie illustrent l'assimilation progressive des nouveautés italiennes et l'apport décisif des nordiques dans l'émergence du paysage. La Dame à sa toilette évoque le raffinement de l’École de Fontainebleau et la Vénus endormie de Dirk de Quade van Ravesteyn celui de la cour de Rodolphe II à Prague. Émaux peints de Limoges, céramiques dans le goût de Bernard Palissy,orfèvrerie, horlogerie, coutellerie, objets exotiques, illustrent la curiosité des premiers collectionneurs.

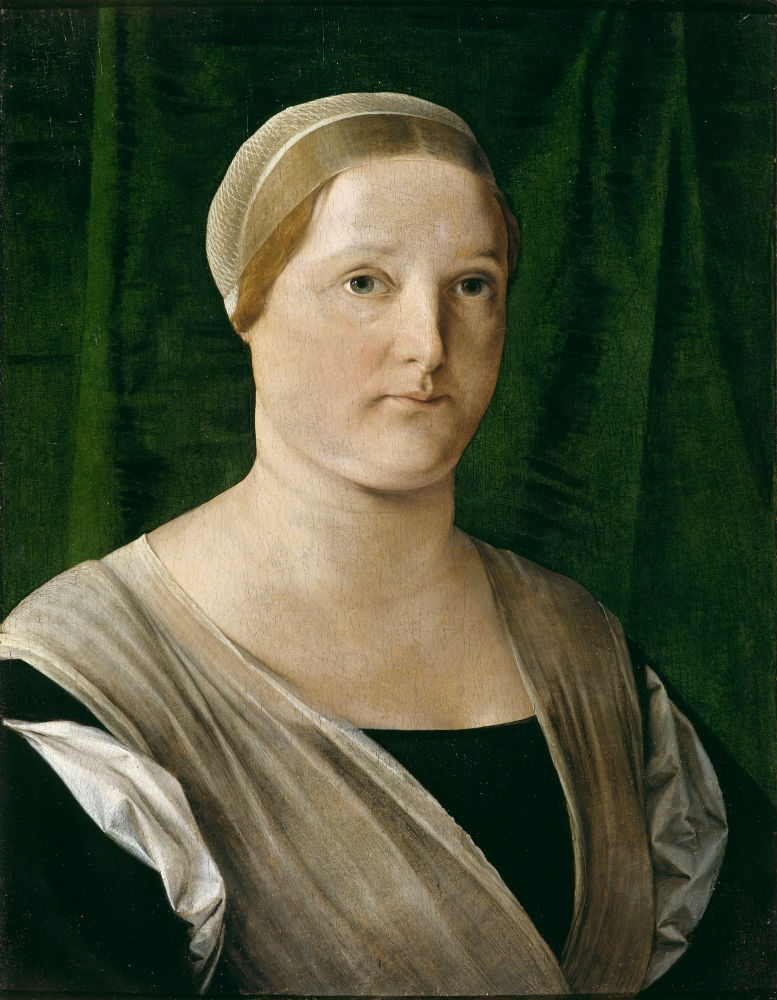
Lorenzo Lotto, Portrait de femme, vers 1505.
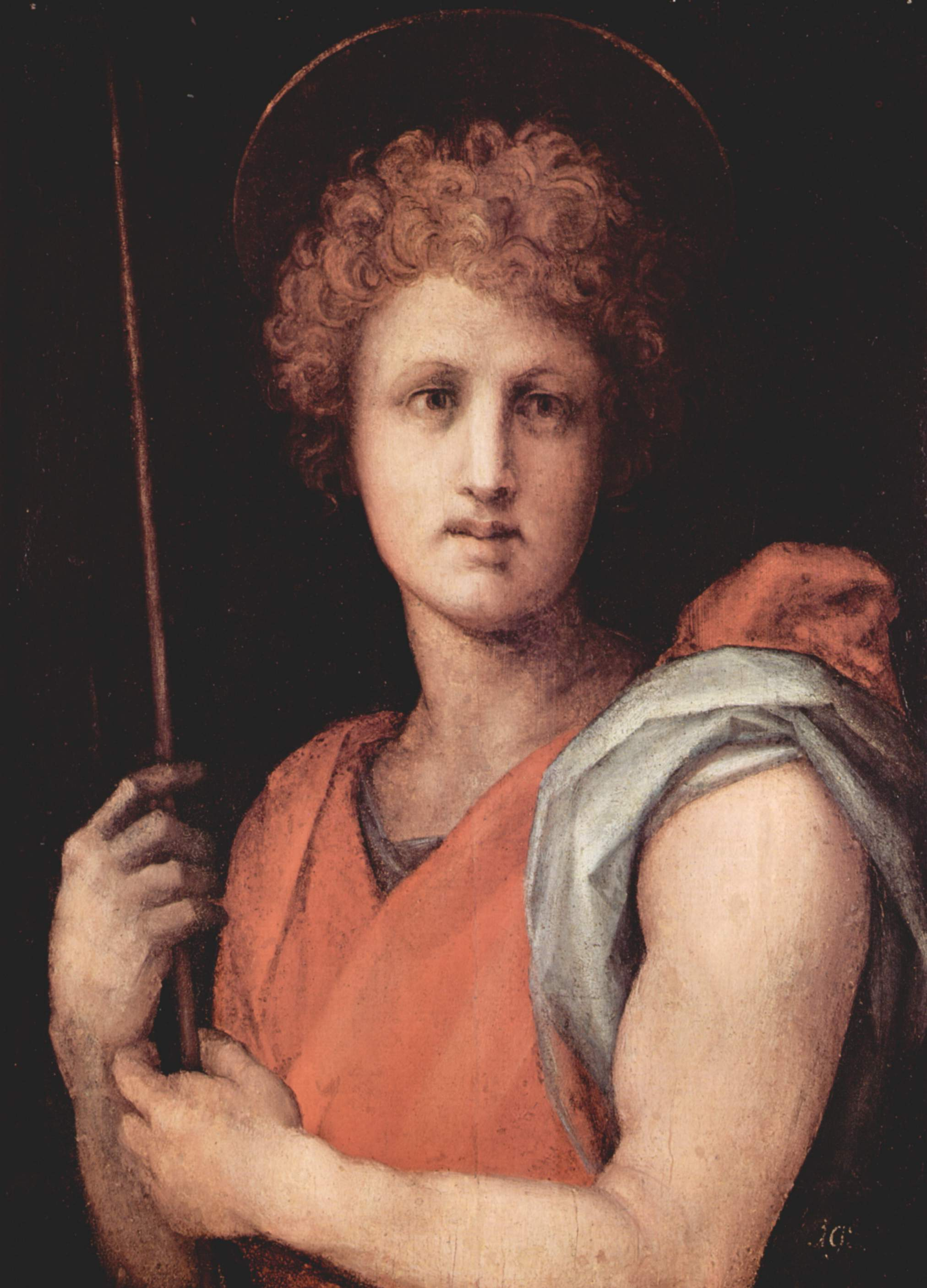
Jacopo Carucci Pontormo, Saint Jean-Baptiste, vers 1515.
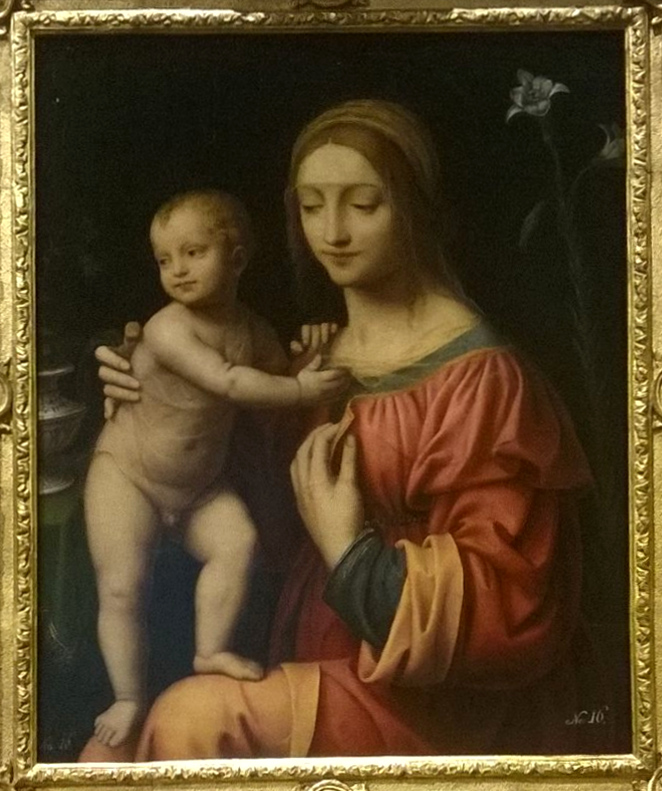
Bernardino Luini, La Vierge et l'Enfant, vers 1515.
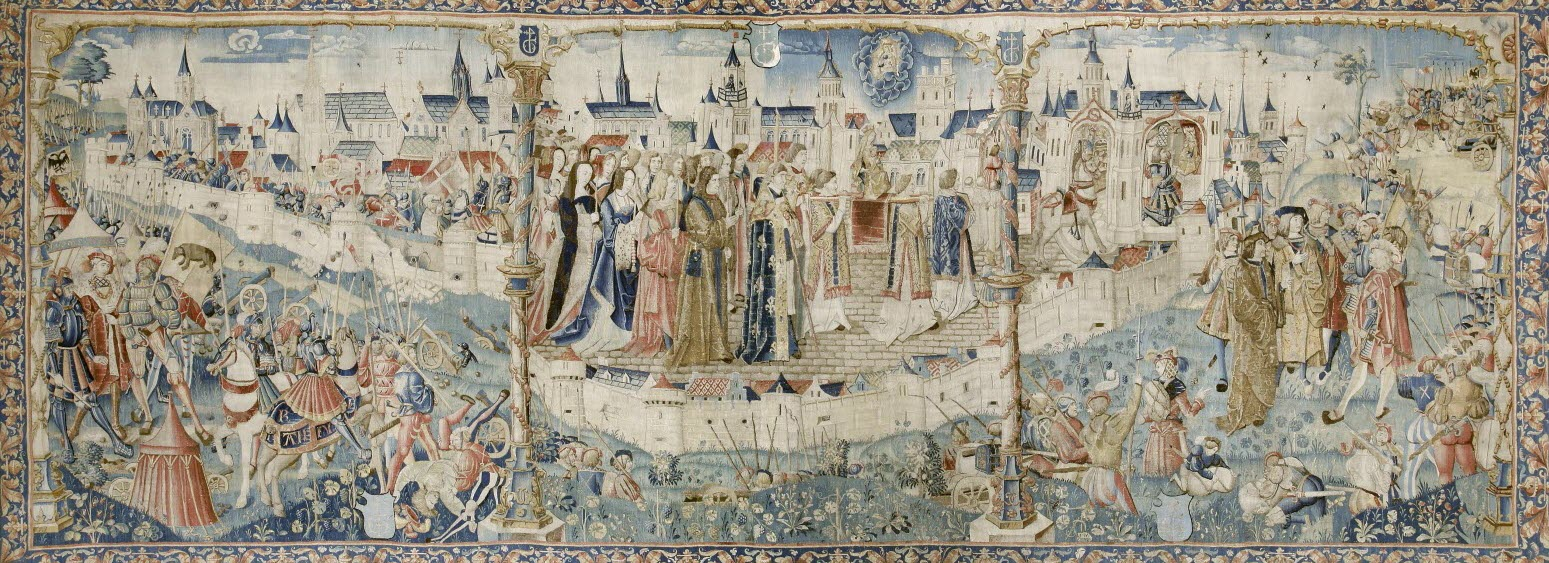
Le Siège de Dijon par les Suisses en 1513, vers 1520.
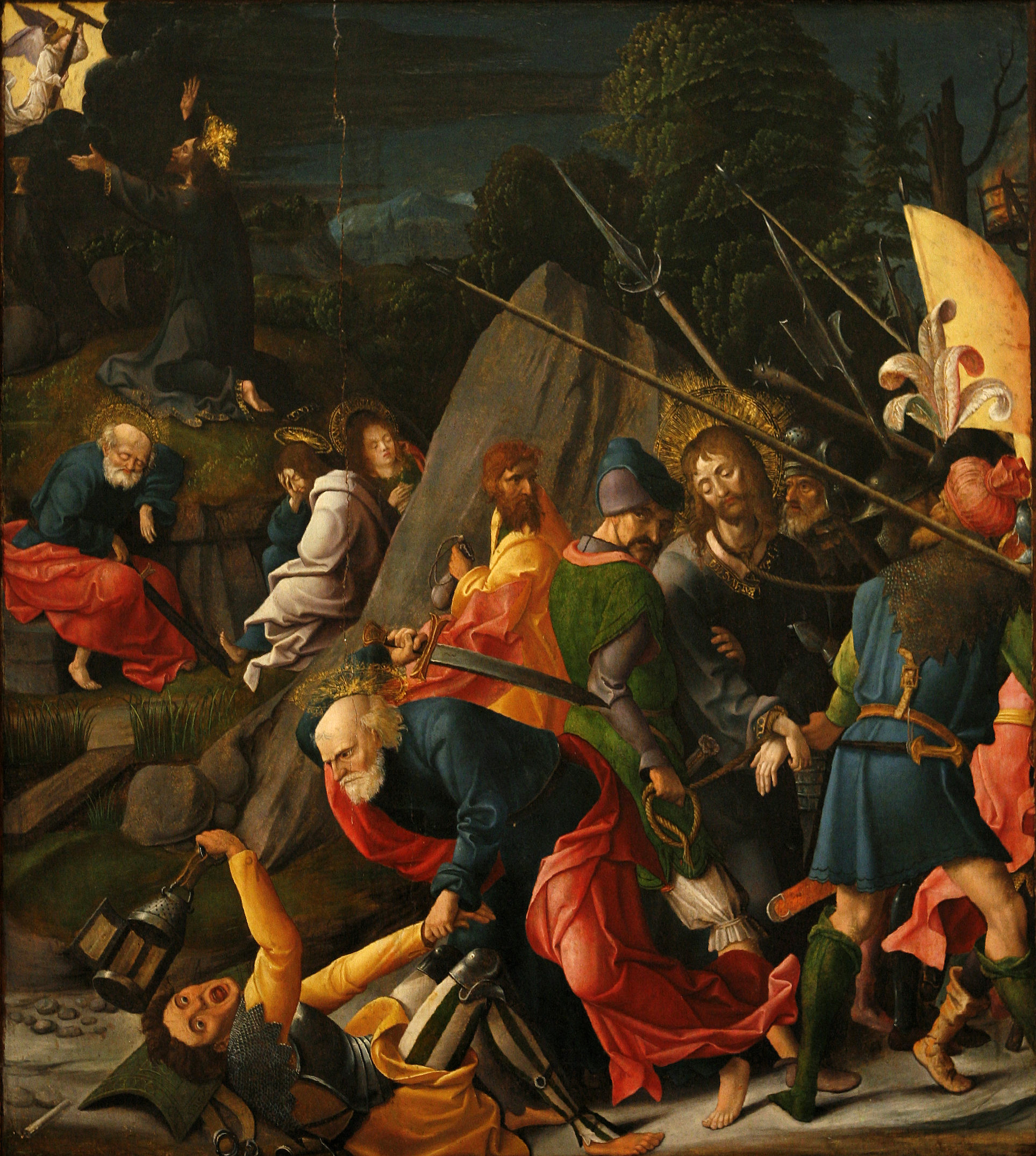
Grégoire Guérard, L'Arrestation du Christ, vers 1520.
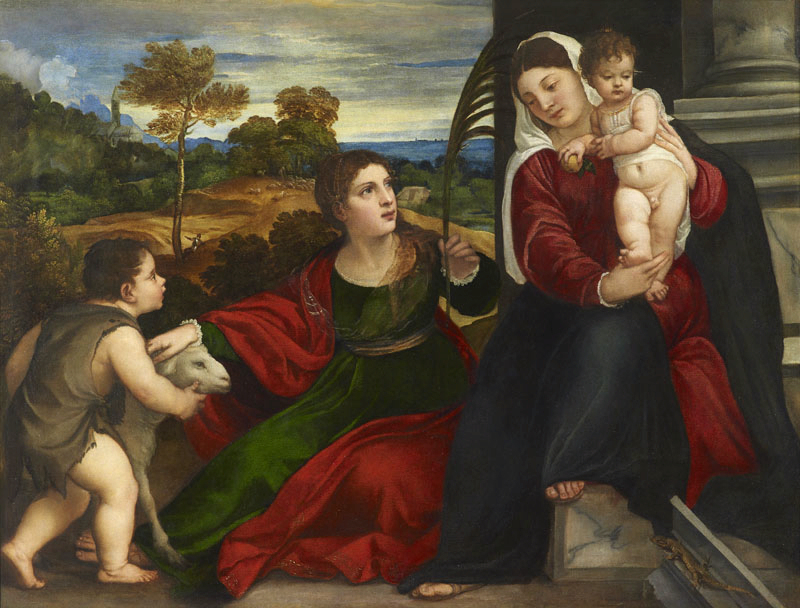
Titien, La Vierge, l'Enfant, sainte Agnès et saint Jean-Baptiste, 1535.
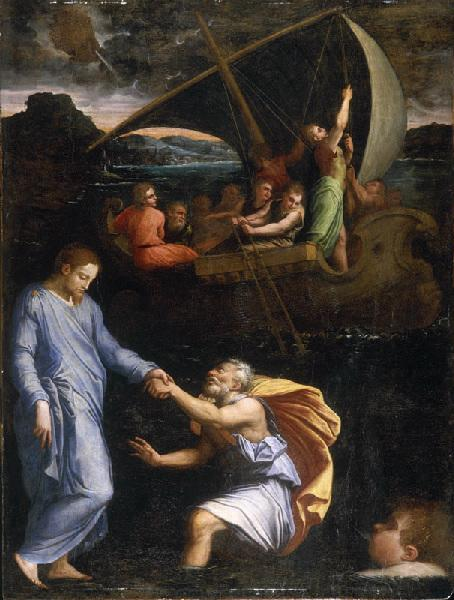
Giorgio Vasari, Saint Pierre marchant sur les eaux, 1545.
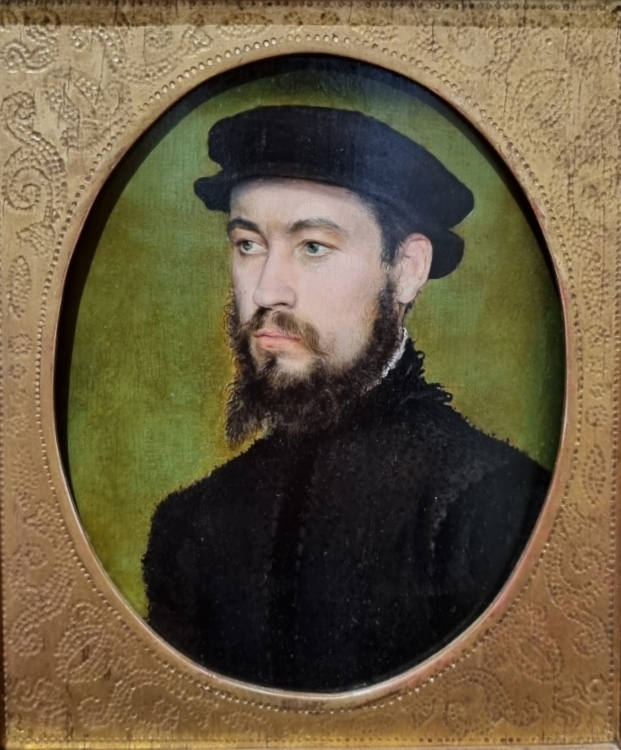
Corneille de Lyon, Portrait d'homme, vers 1545-50.
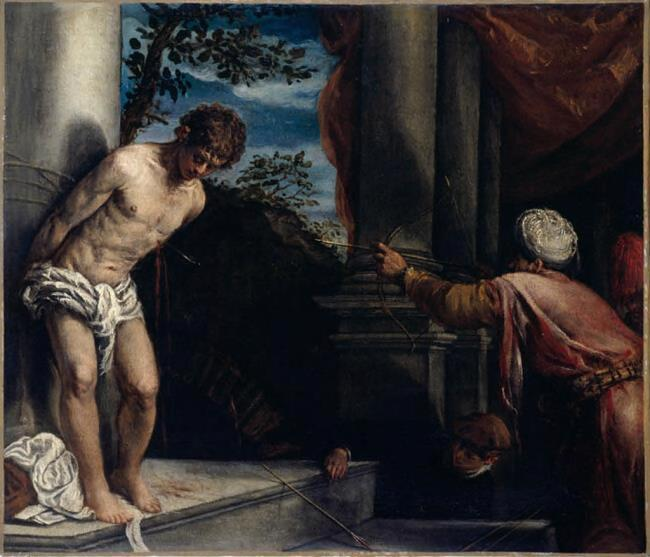
Jacopo Bassano, Le Martyre de saint Sébastien, 1574.
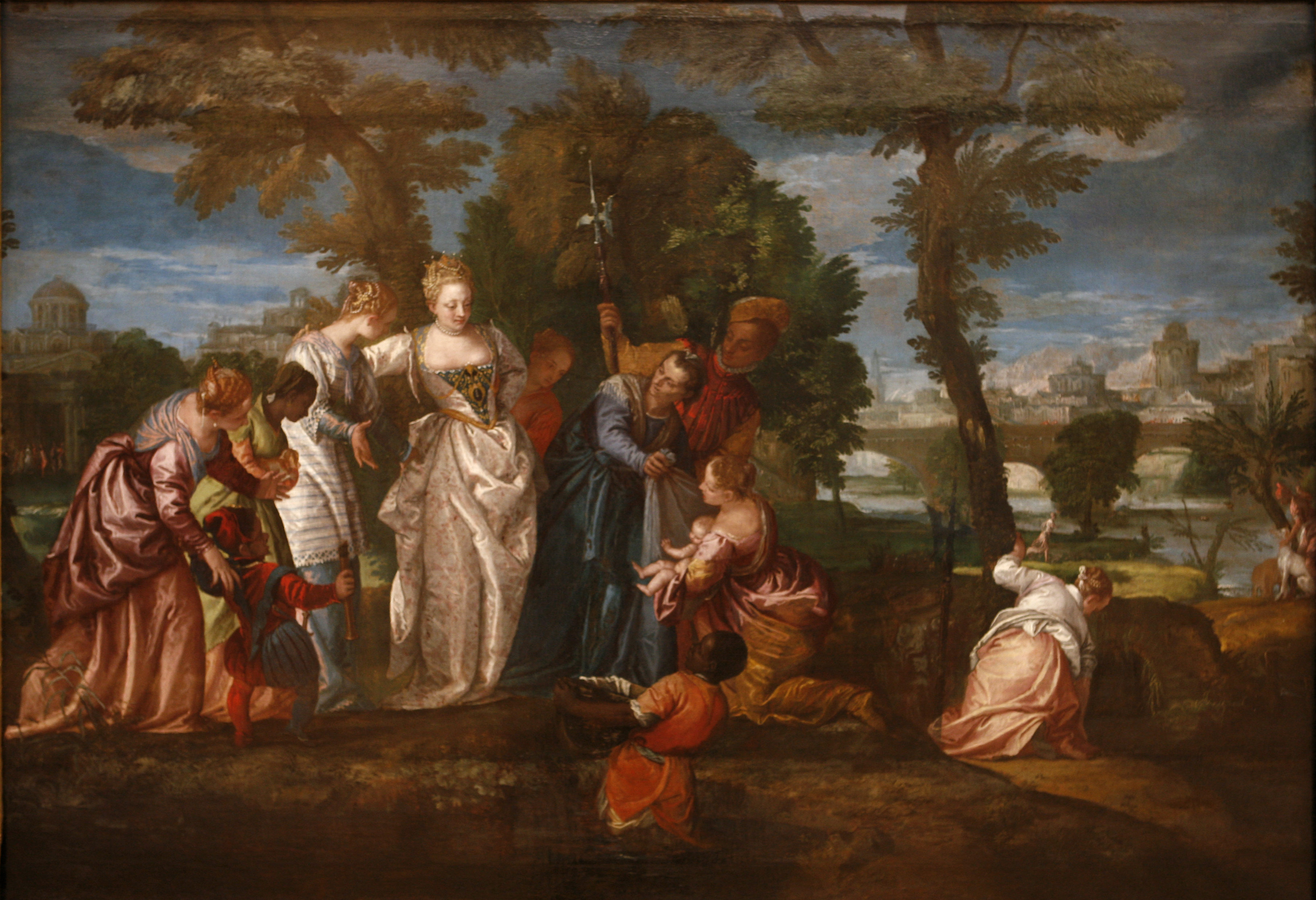
Paul Véronèse, Moïse sauvé des eaux, vers 1580.
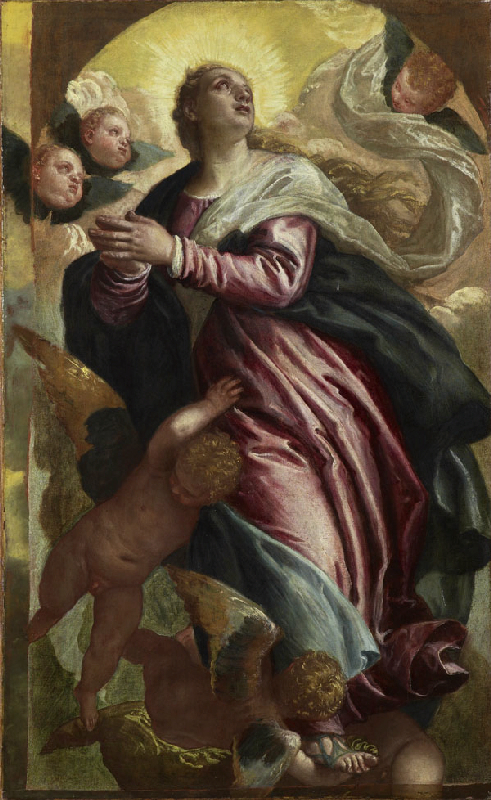
Paul Véronèse, L'Assomption de la Vierge, vers 1580.
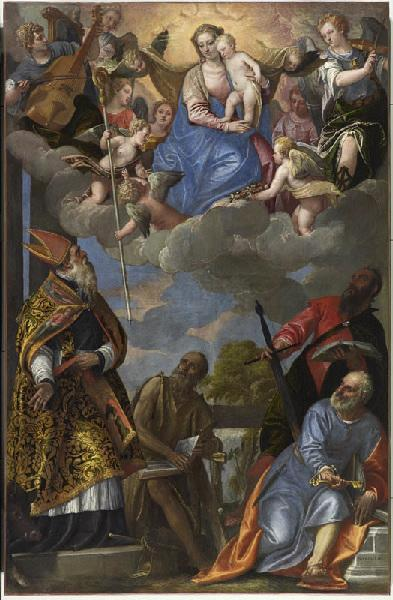
Paul Véronèse, La Vierge apparaissant à saint Antoine, saint Paul ermite, saint Paul et saint Pierre, v. 1580/90.
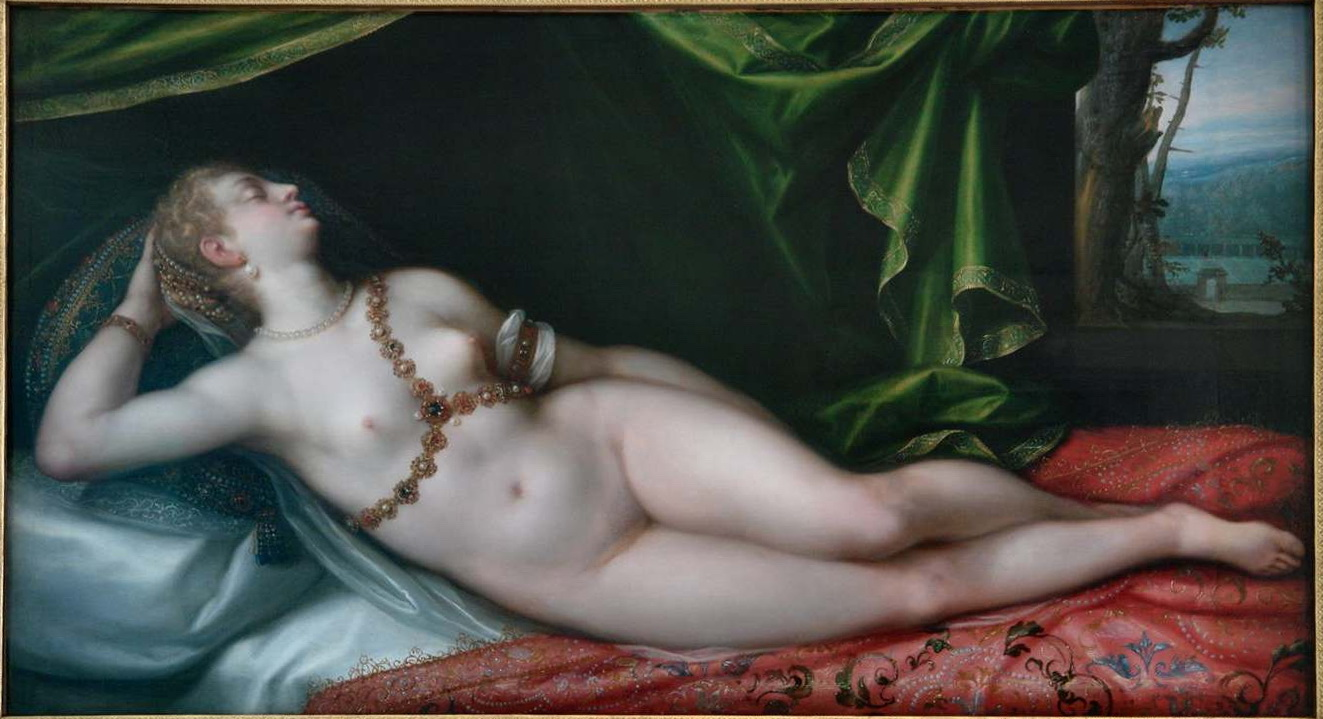
Dirk de Quade van Ravesteyn, Vénus endormie, fin du XVIe siècle.
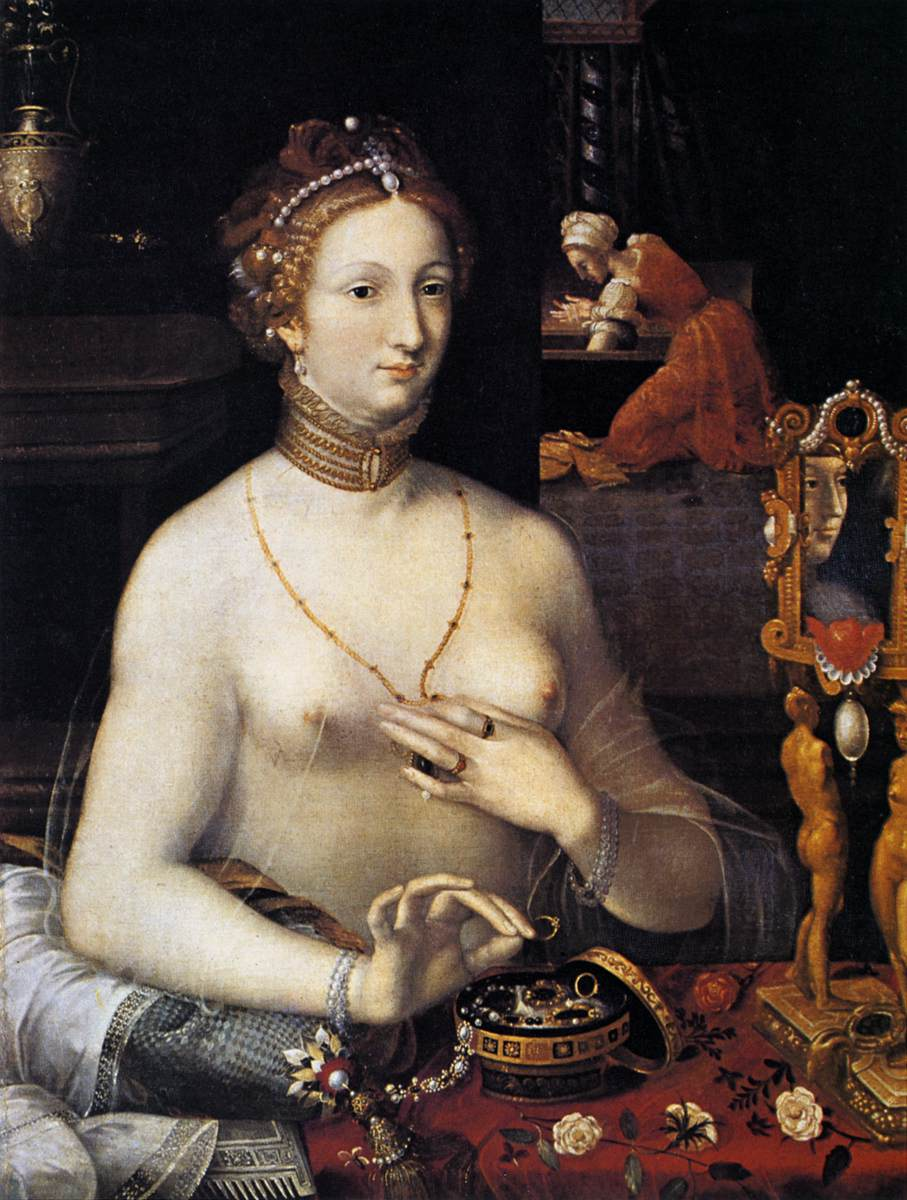
Ecole de Fontainebleau, Dame à sa toilette, fin XVIe siècle.
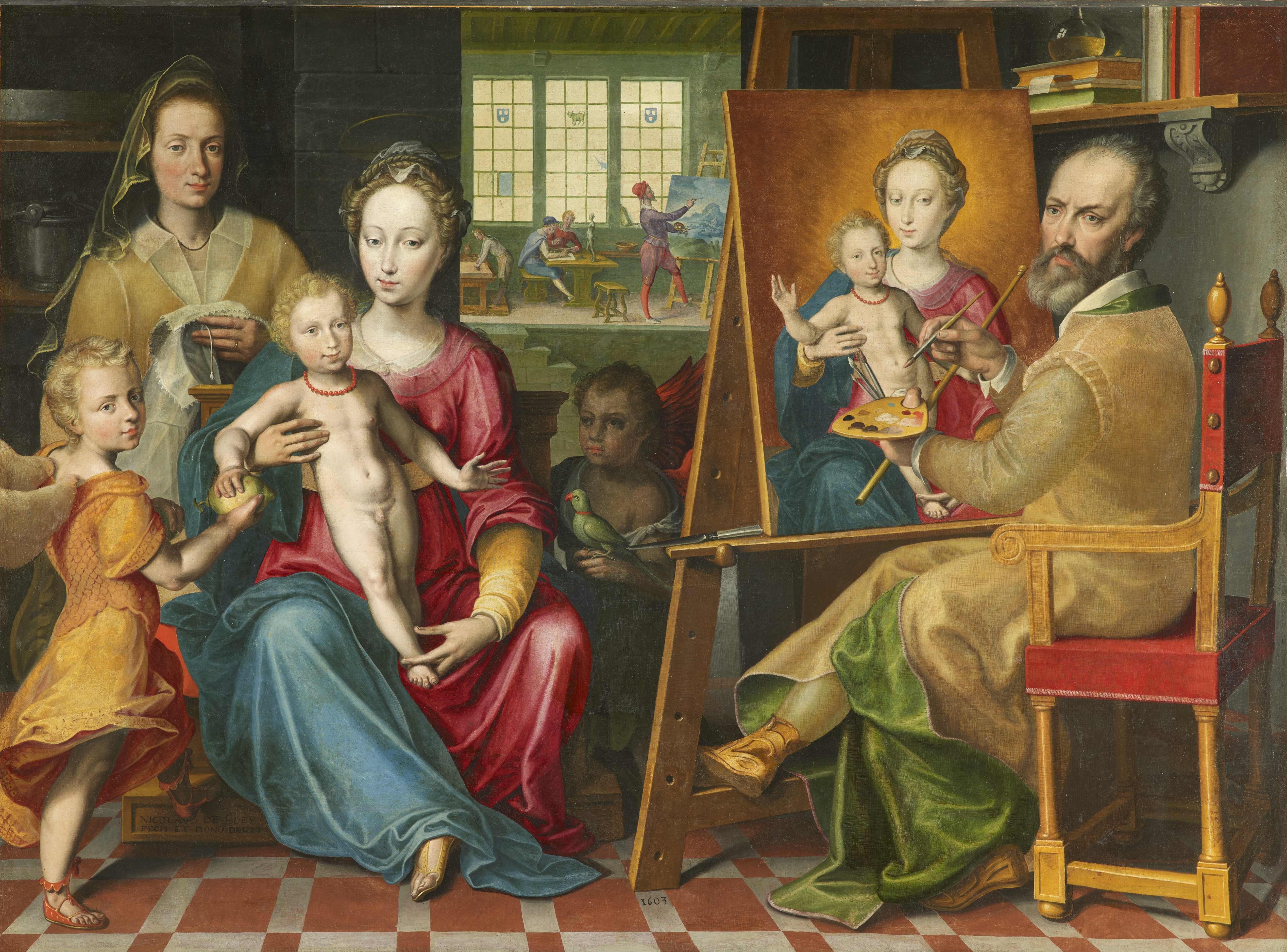
Nicolas de Hoey, Saint Luc peignant la Vierge, 1603.

### Collections duXVIIesiècle
La peinture européenne du XVIIe siècle est particulièrement bien représentée, de l'Italie aux Pays-Bas en passant par la France et les Flandres. En contrepoint, les œuvres bourguignonnes permettent d'observer comment les artistes régionaux (Philippe Quantin, Jean Tassel, Jean Dubois) ont réagi aux grandes nouveautés de leur époque (caravagisme et baroque).
Les œuvres des grandes collections princières comme Adam et Ève au Paradis de Guido Reni côtoient des peintures plus intimes destinées à des particuliers comme Le Souffleur à la lampe de Georges de La Tour. À la suite du Concile de Trente, l'Église reste le commanditaire majeur des peintres, tant en Italie (Francesco Albani) qu'en France (Philippe de Champaigne) ou dans les Flandres (Pierre-Paul Rubens, Gaspard de Crayer). Les palais royaux ne sont pas en reste et se couvrent de décors, dont le musée présente des esquisses (La Chute des Anges rebelles de Charles Le Brun pour Versailles) ou des vestiges lorsque les bâtiments qui les abritaient ont été démolis (L'Automne peint par Charles de La Fosse pour Marly, château de repos de Louis XIV).

Les artistes bourguignons se tiennent, quant à eux, au courant des nouveautés artistiques de leur temps. Le clair-obscur caravagesque est ainsi très rapidement assimilé par les peintres dijonnais, tels Philippe Quantin ou Jean Tassel dont l'atelier situé à Langres connaît un important rayonnement de Dijon à Troyes. En sculpture, l'exemple des créations du Bernin à Rome trouve un fort écho à Dijon dans les œuvres de Jean Dubois, qui couvre églises et hôtels particuliers de ses œuvres, et dont le musée conserve une partie du fonds d'atelier. Les artistes parisiens sont toutefois sollicités pour certaines commandes prestigieuses, tel le buste de Louis XIV commandé à Antoine Coysevox pour la Salle des États, ou sa monumentale statue équestre, qu'Étienne Le Hongre réalise pour la Place Royale de Dijon, aujourd'hui place de la Libération.

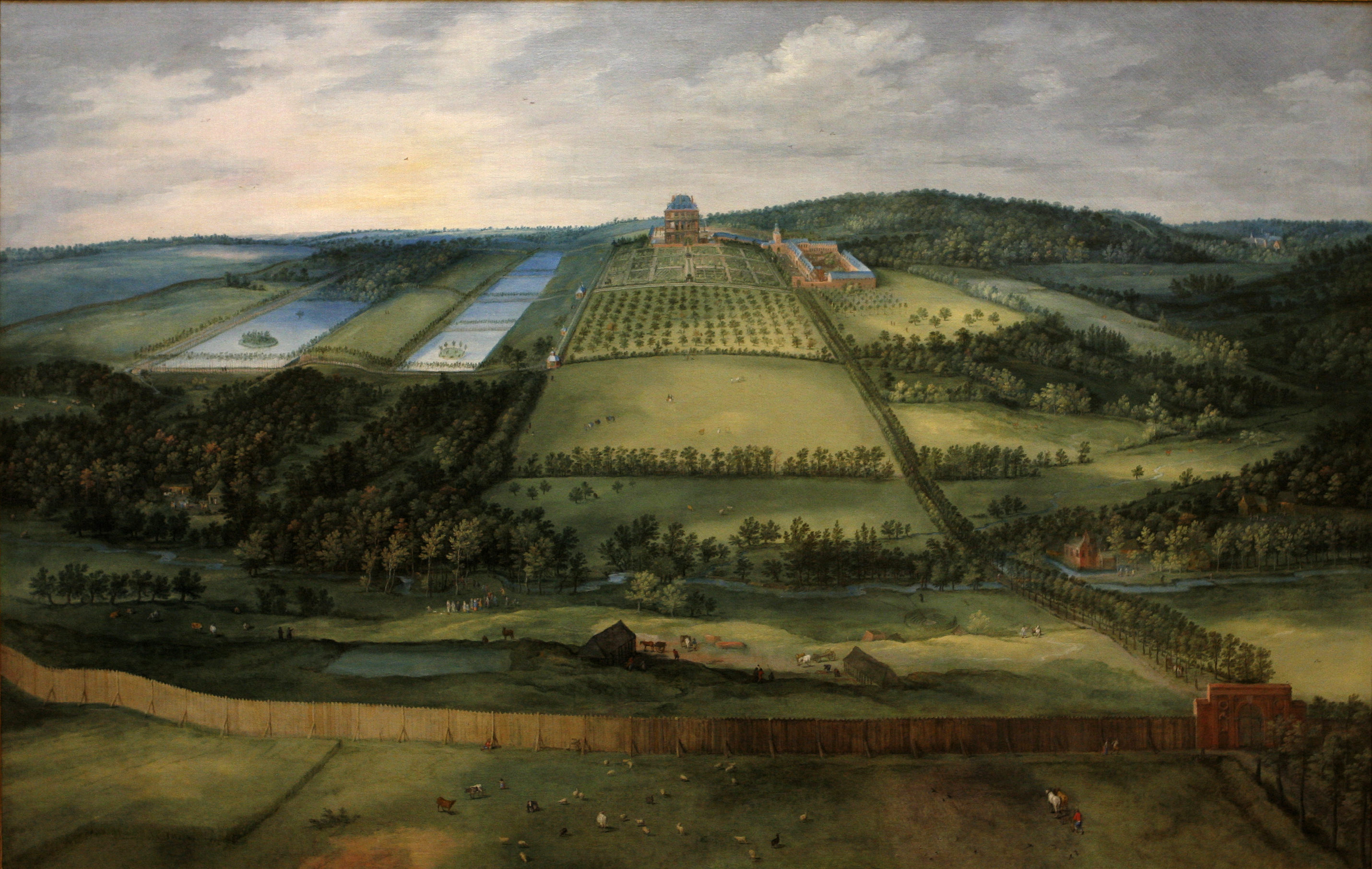
Brueghel de Velours, Le Château de Mariemont, 1612.
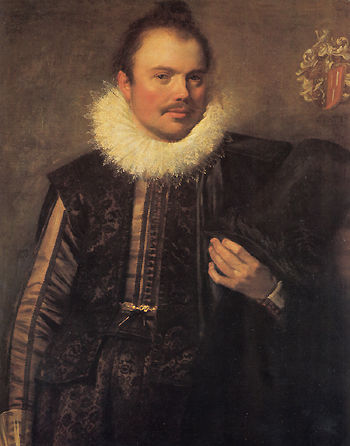
Frans Hals, Portrait de gentilhomme, 1619.
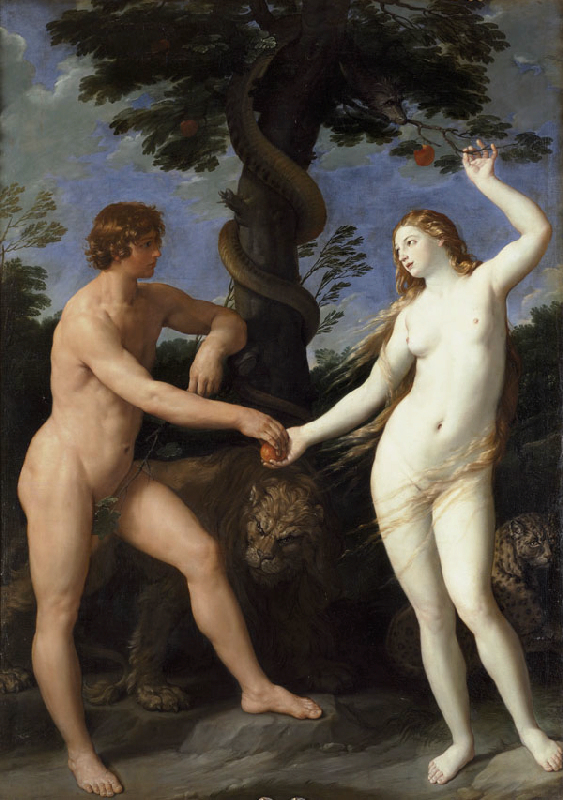
Guido Reni, Adam et Ève au Paradis, vers 1620.
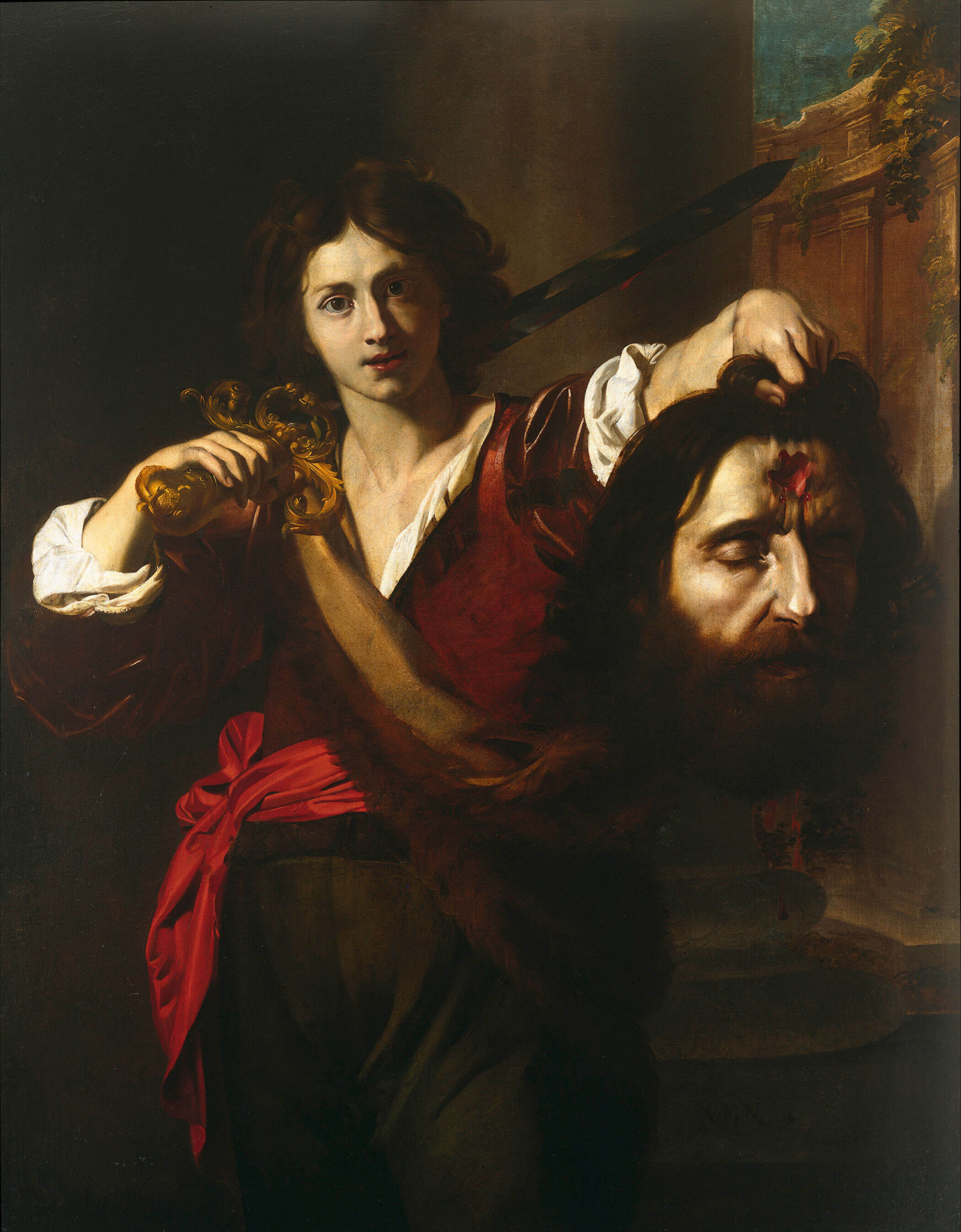
Nicolas Régnier, David et la tête de Goliath, 1625.
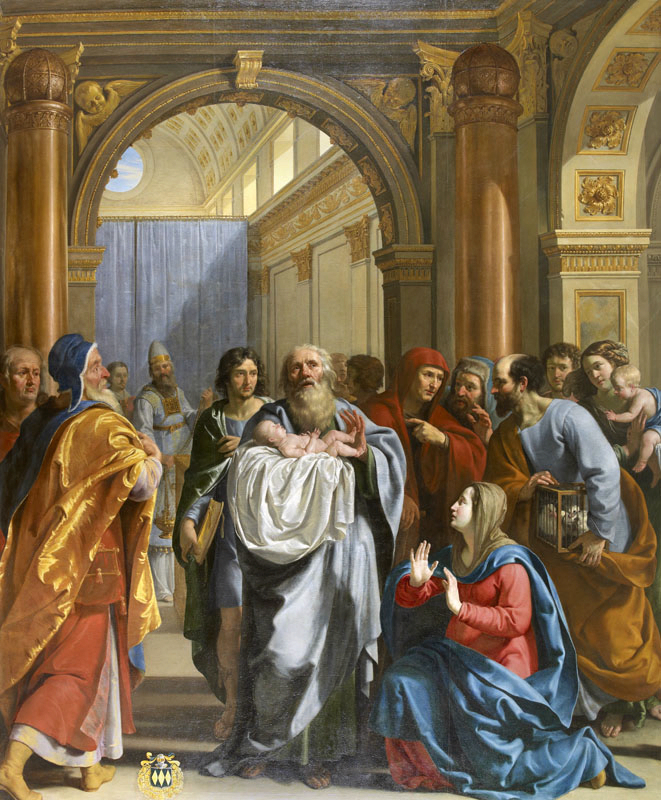
Philippe de Champaigne, La Présentation au temple, 1628.
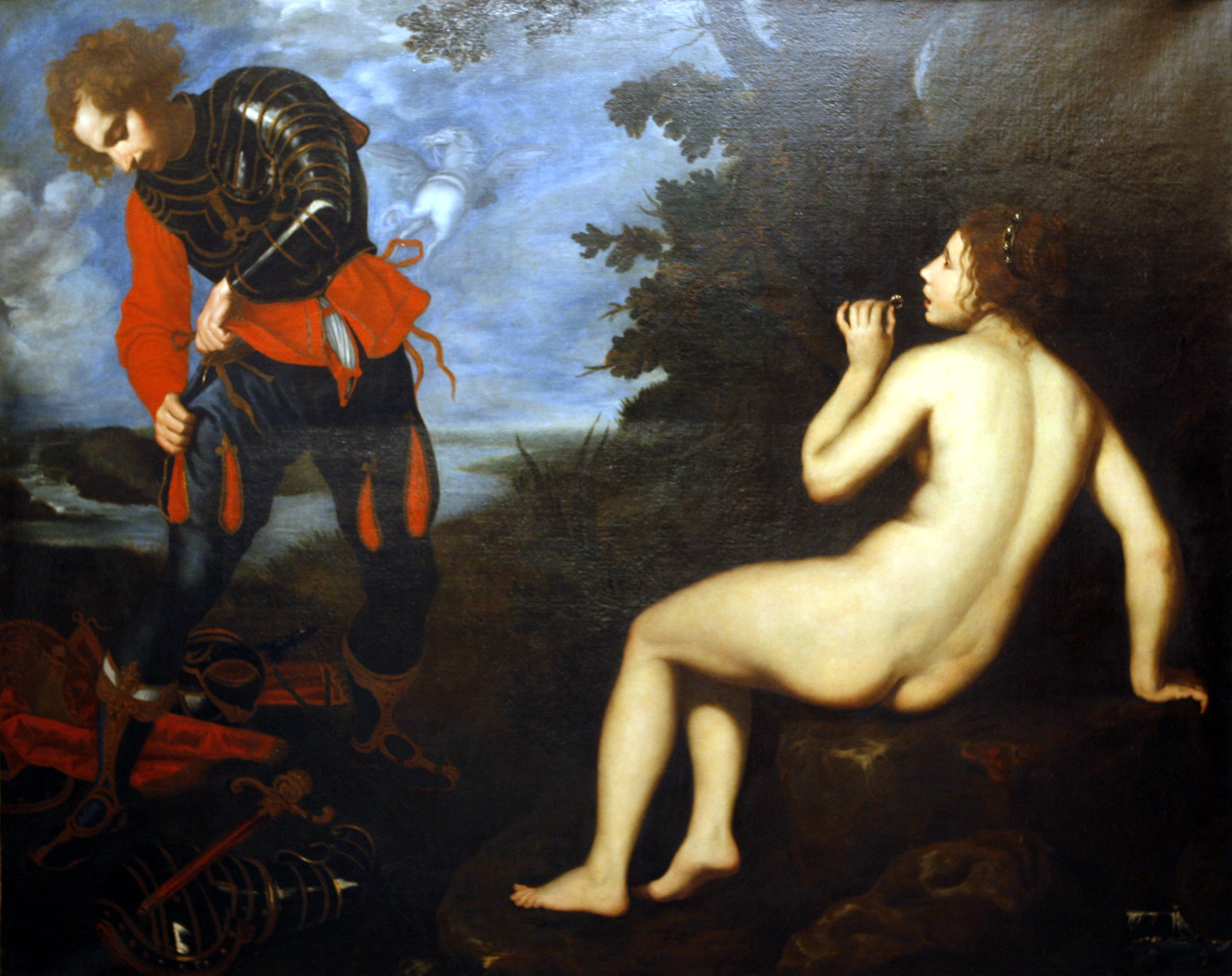
Giovanni Biliverti, Roger et Angélique, vers 1630.
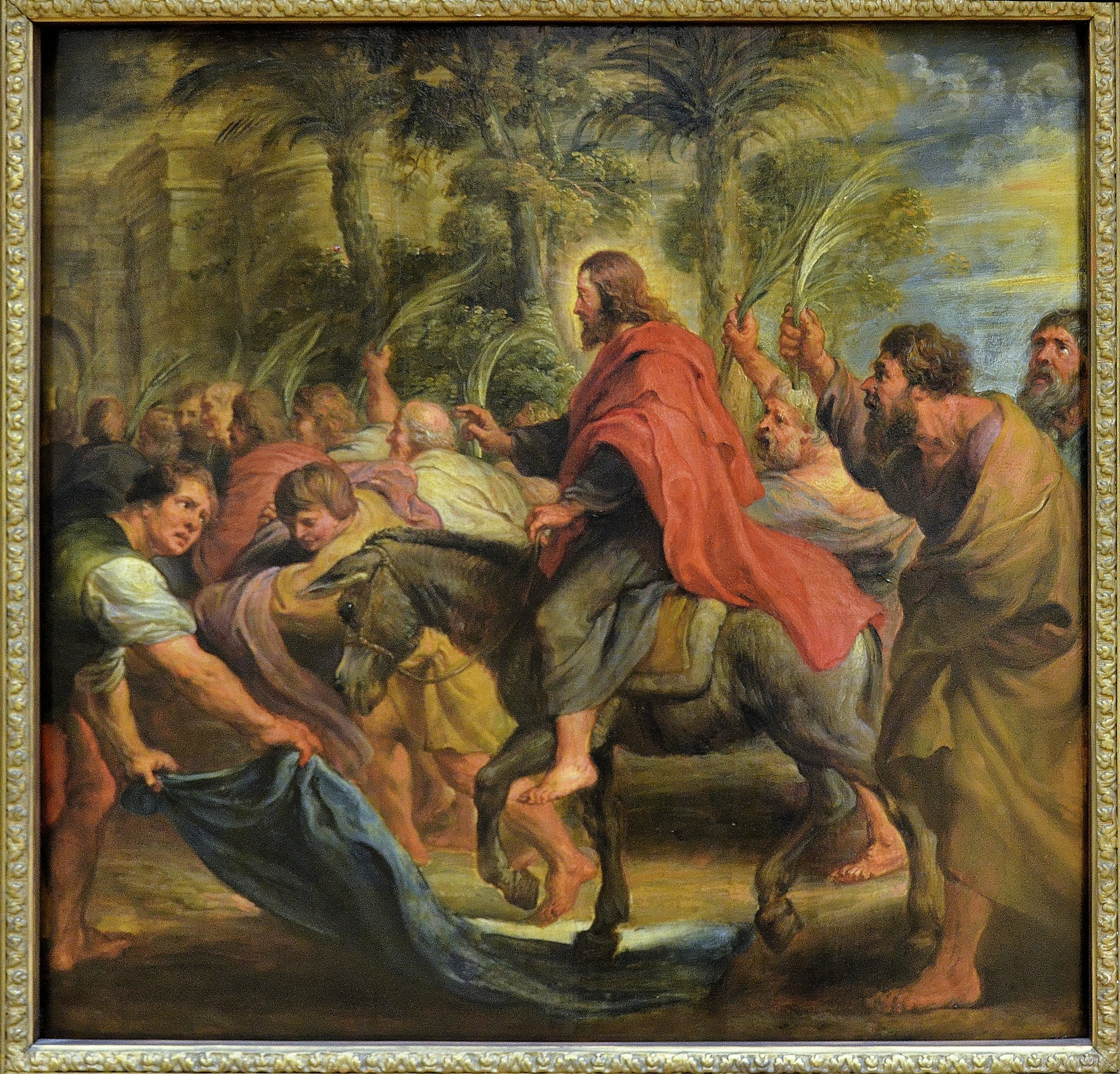
Pierre-Paul Rubens, L’Entrée du Christ à Jérusalem, 1632.
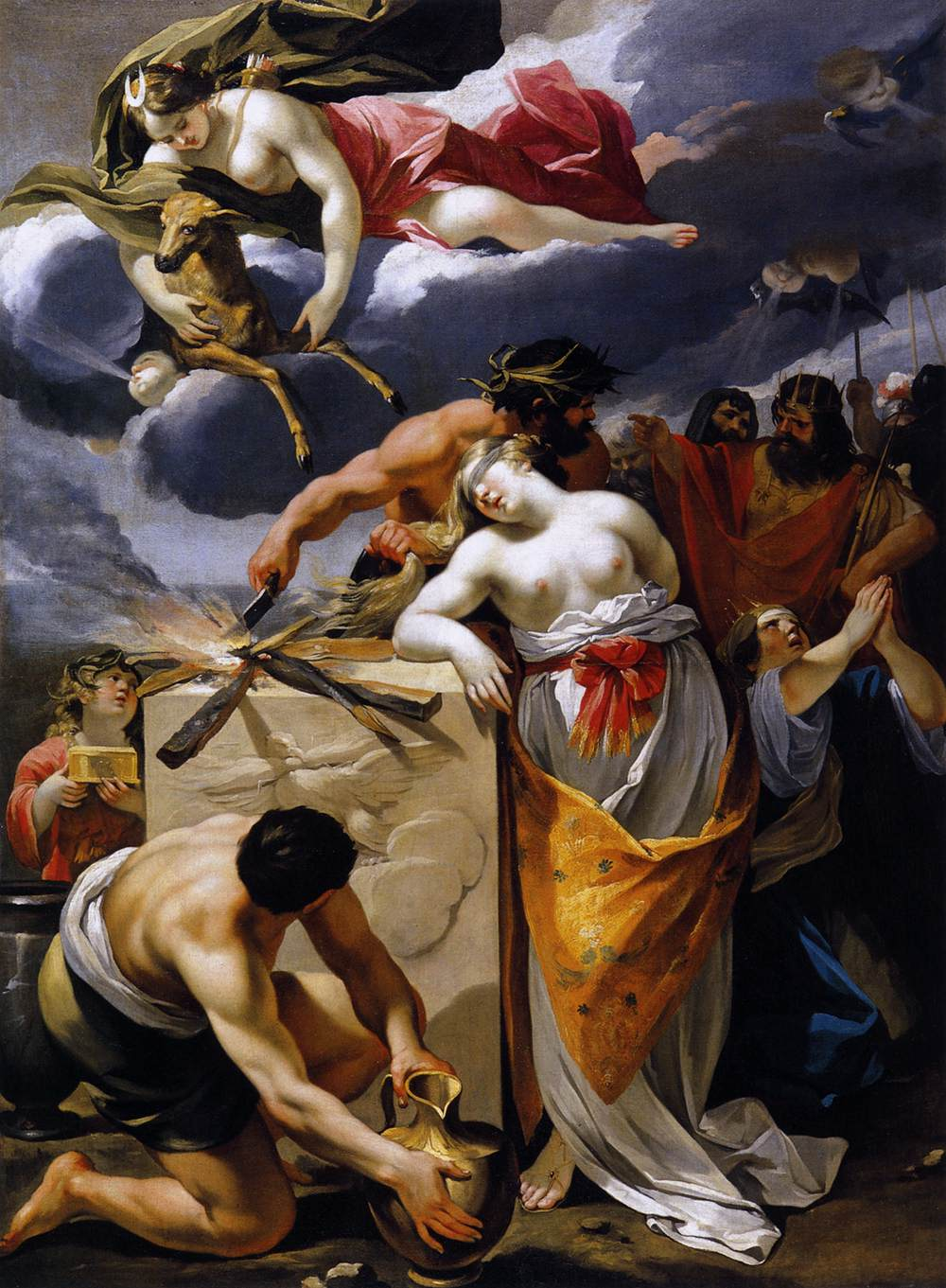
François Perrier, Le Sacrifice d'Iphigénie, v.1632/1633.
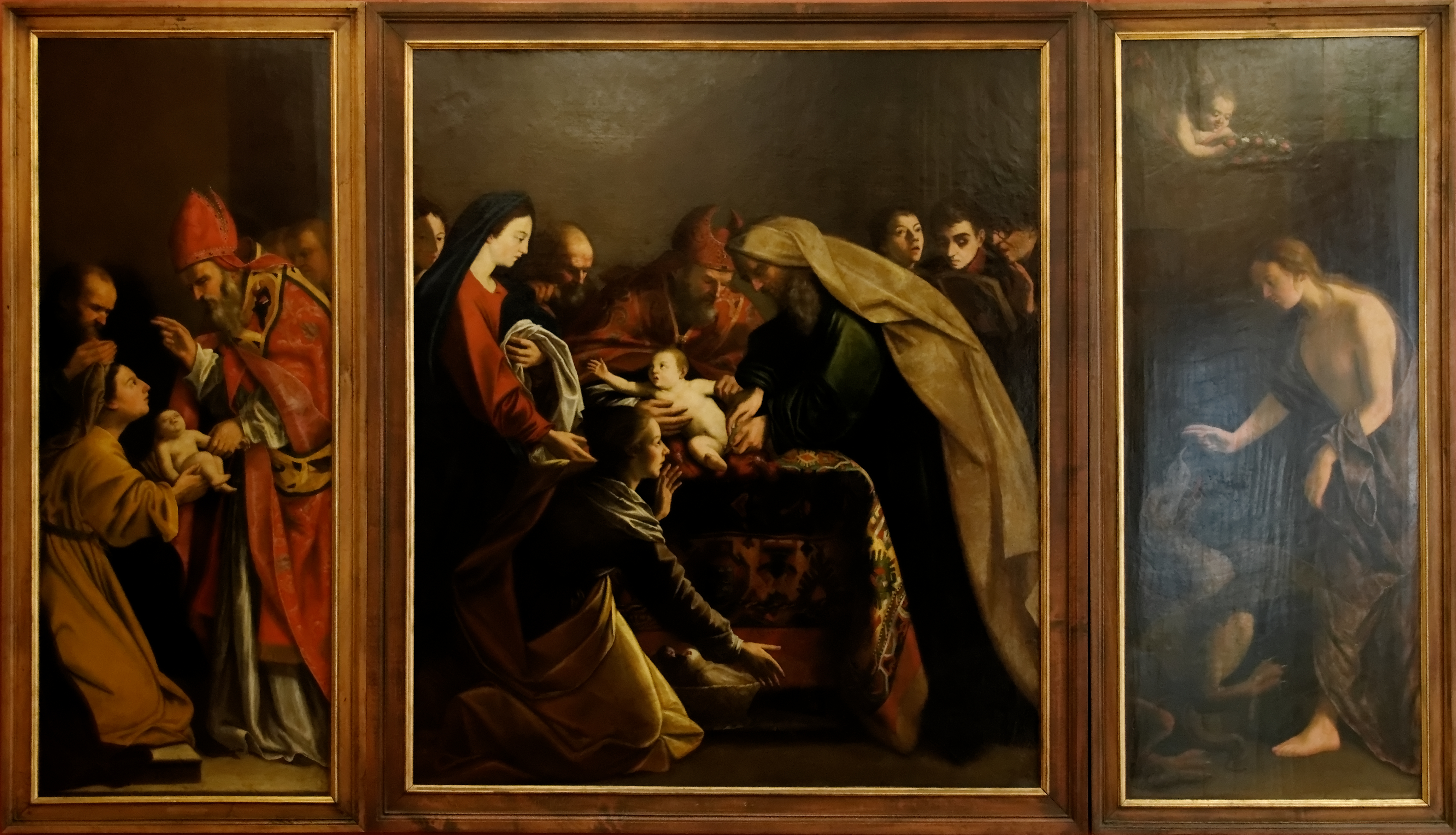
Philippe Quantin, Triptyque de la Circoncision, 1635.
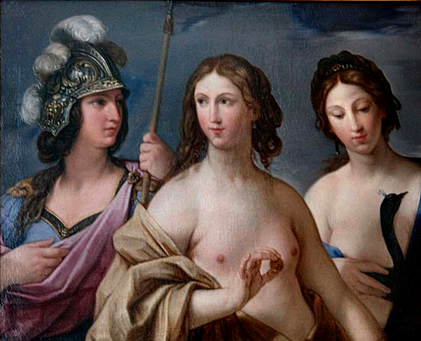
Giovanni Andrea Sirani, Vénus victorieuse, vers 1640.
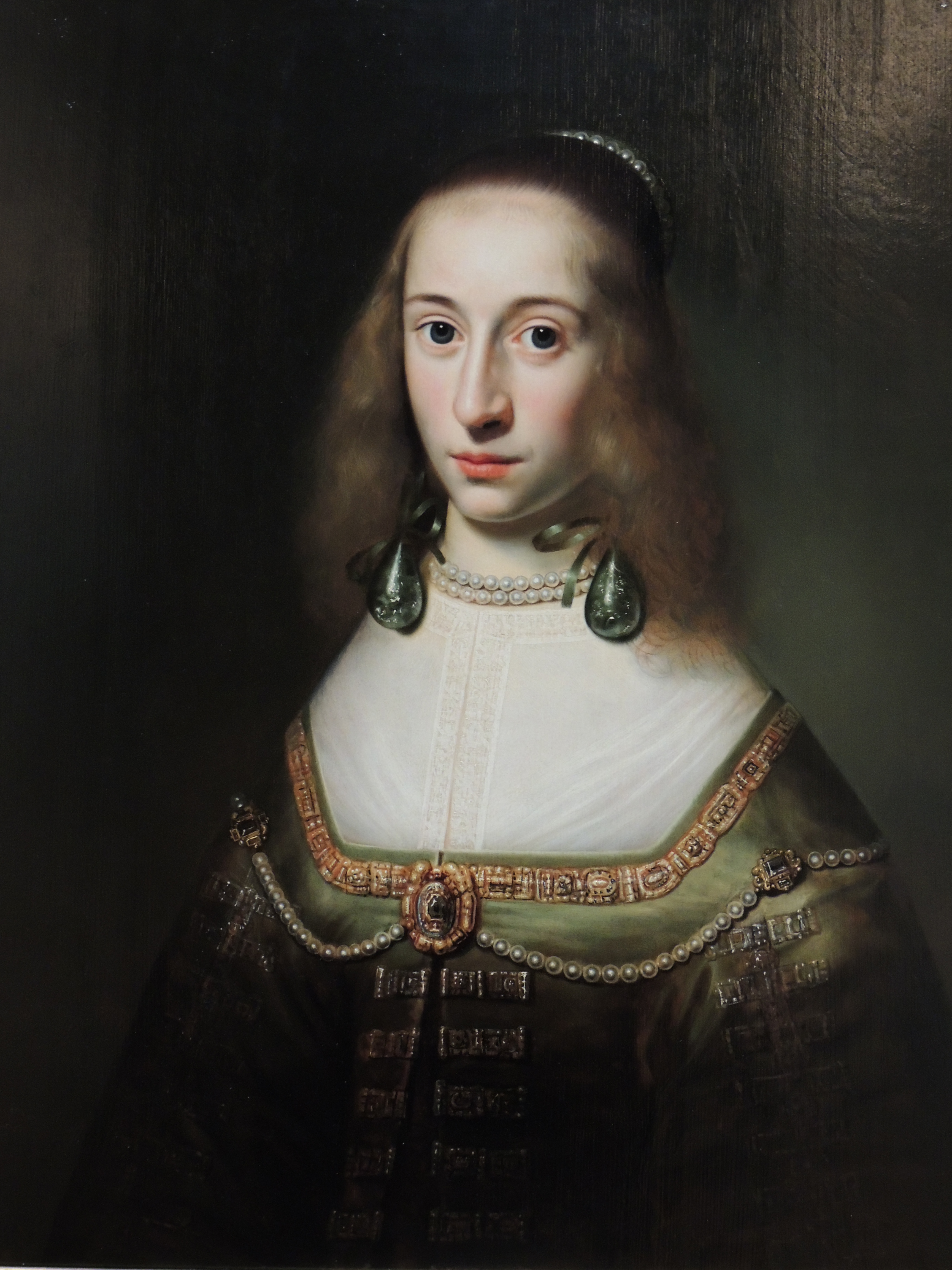
Pieter Hermansz Verelst, Portrait d'Agatha Van Hartigsvelt, 1642.
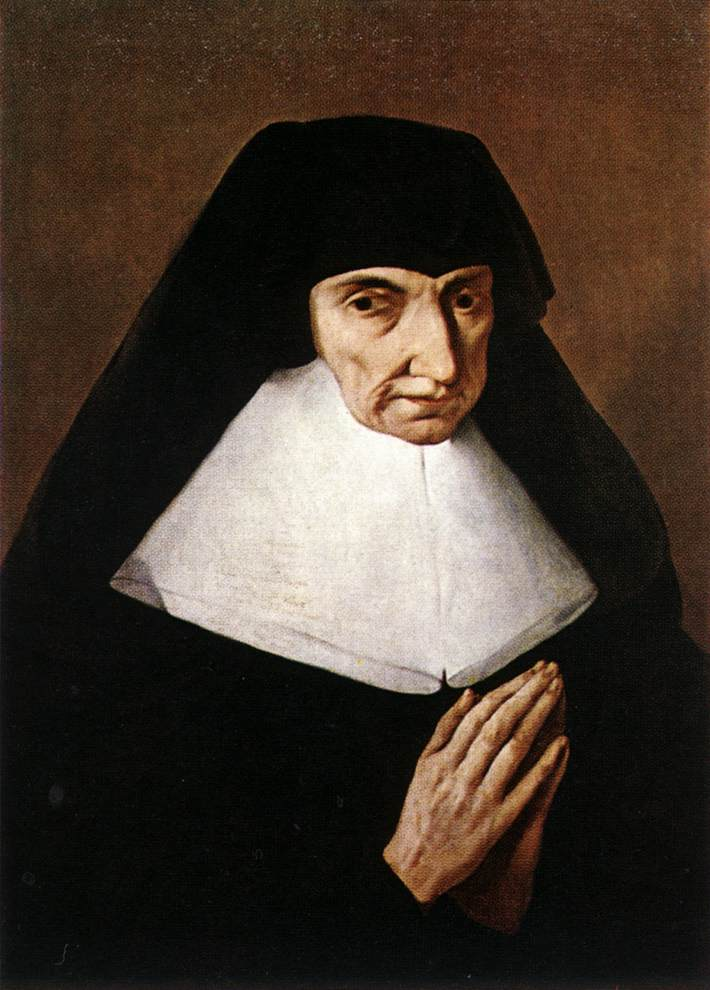
Jean Tassel, Catherine de Montholon, vers1648.
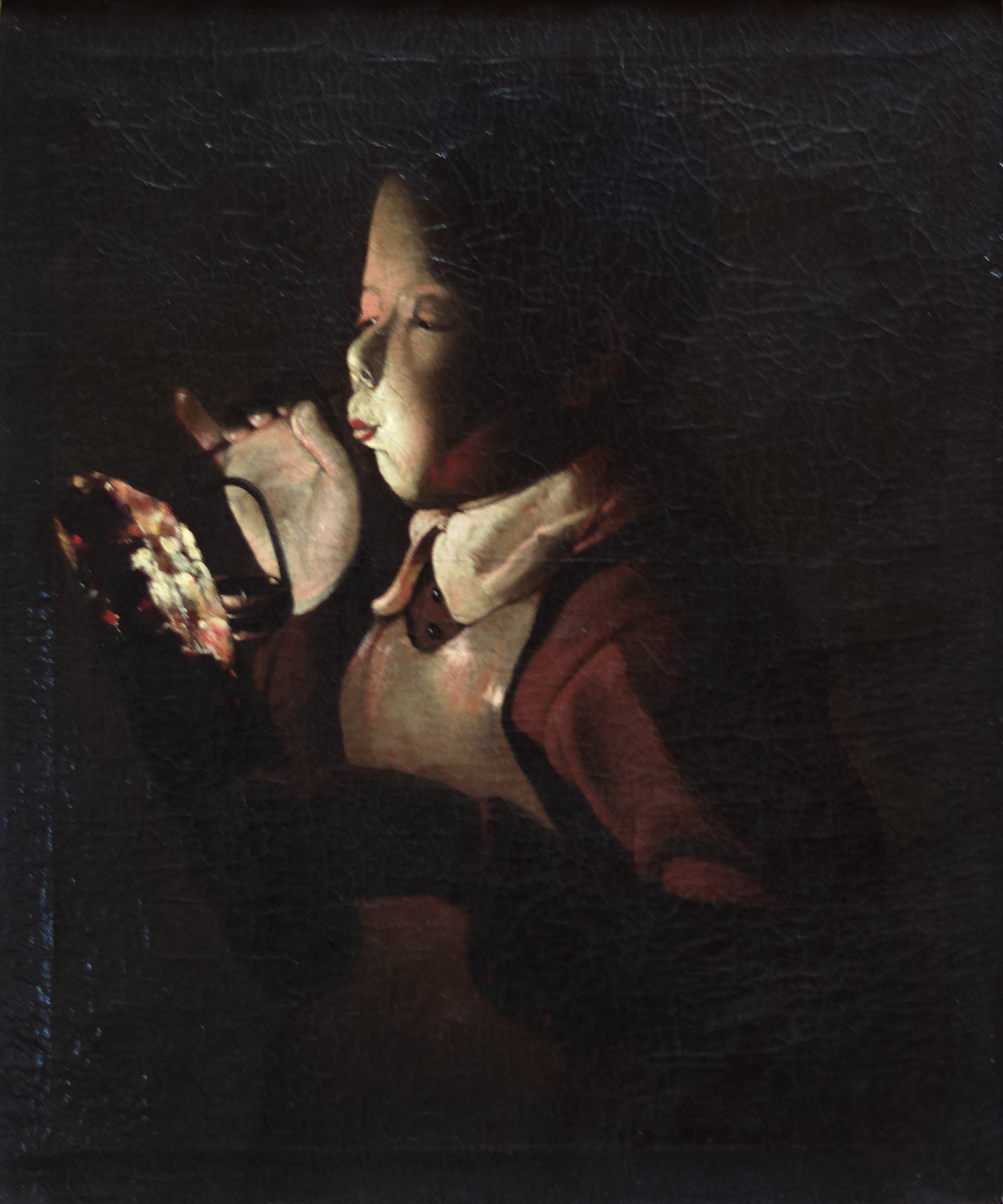
Georges de La Tour, Le Souffleur à la lampe, 1649.
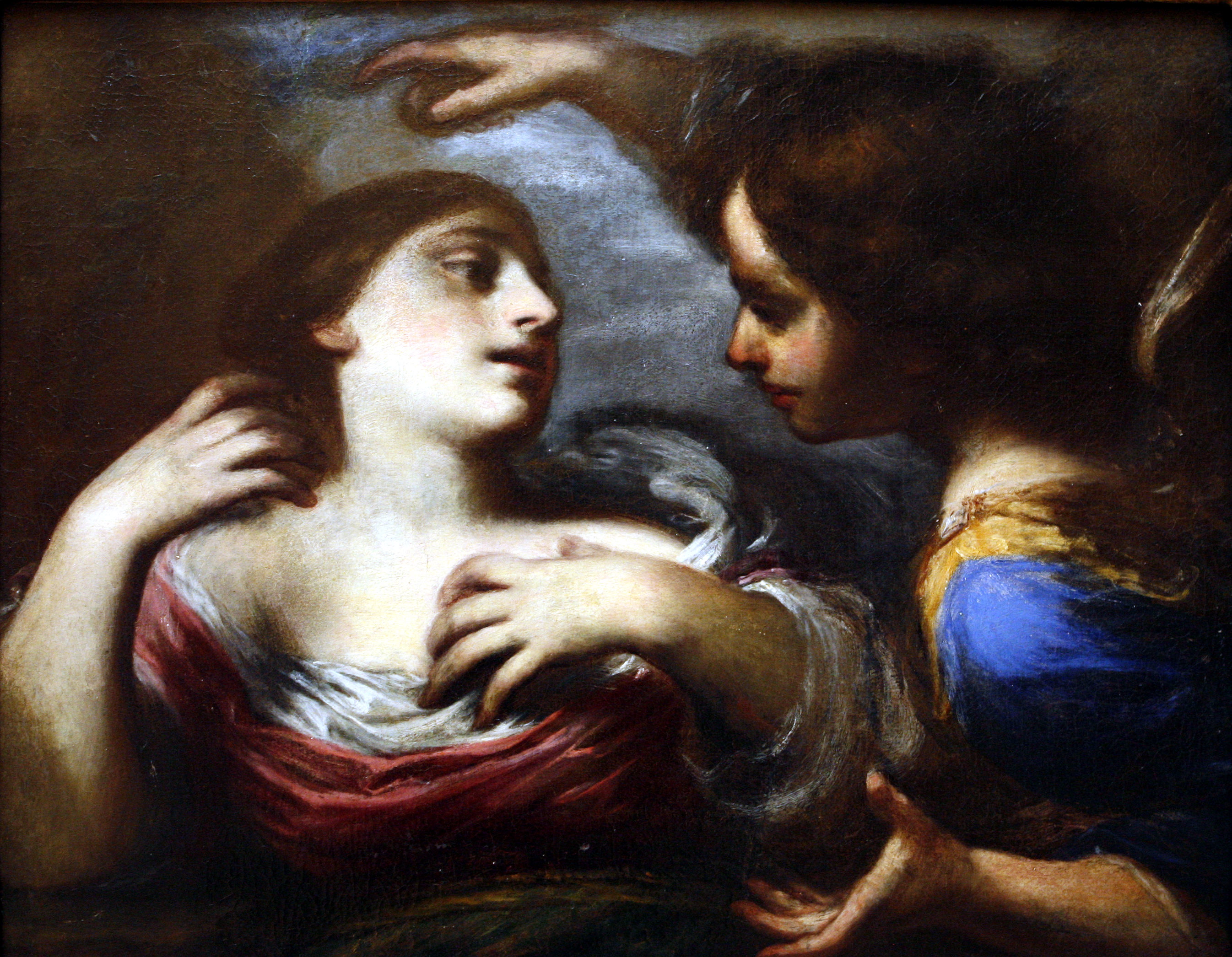
Cecco Bravo, Agar et l'ange, 1650.
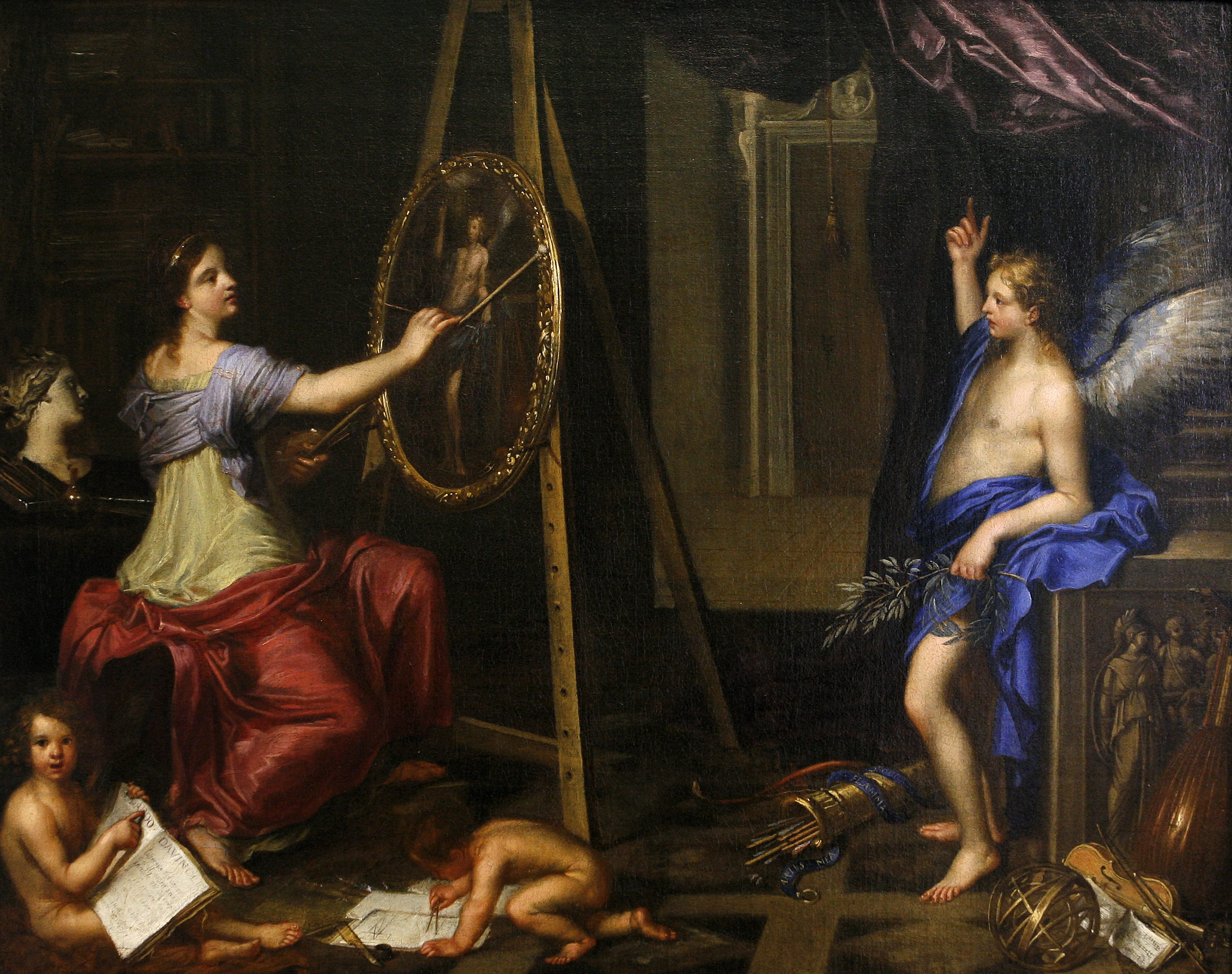
Charles-Alphonse Dufresnoy, Allégorie de la Peinture, vers 1650.
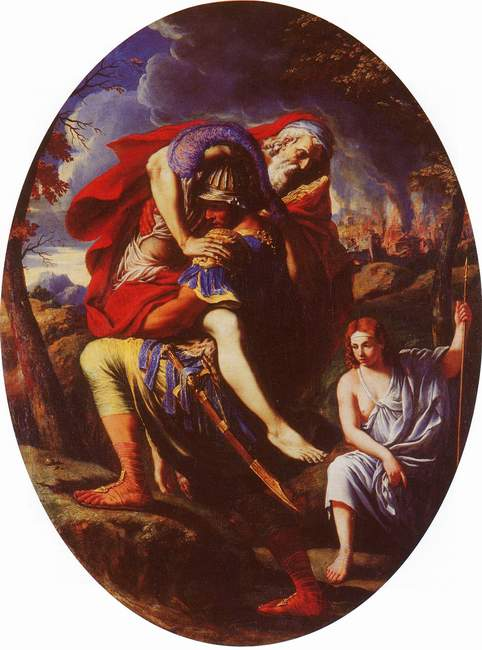
Charles Errard, Enée transportant Anchise, milieu du XVIIe siècle.
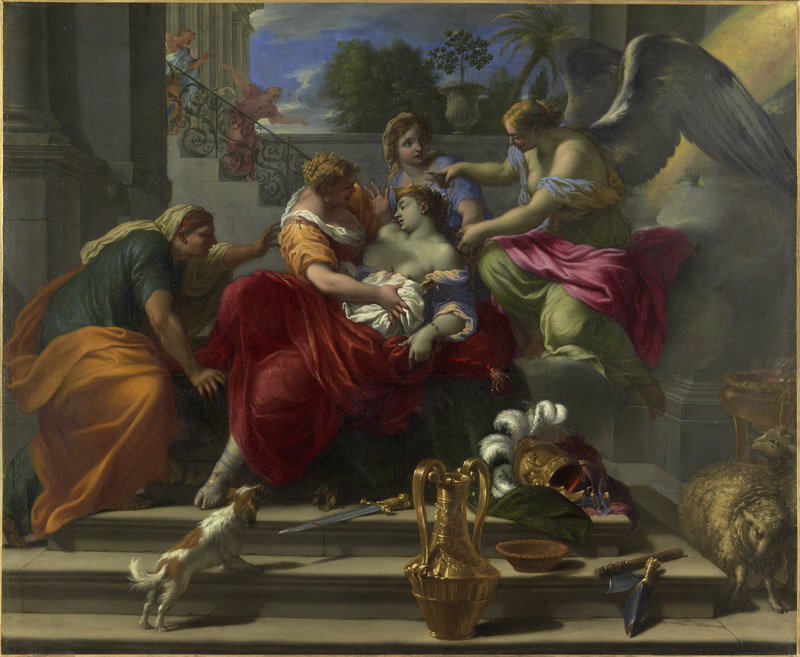
Thomas Blanchet, Iris coupe le cheveu fatal à Didon sur le bûcher, v. 1655.
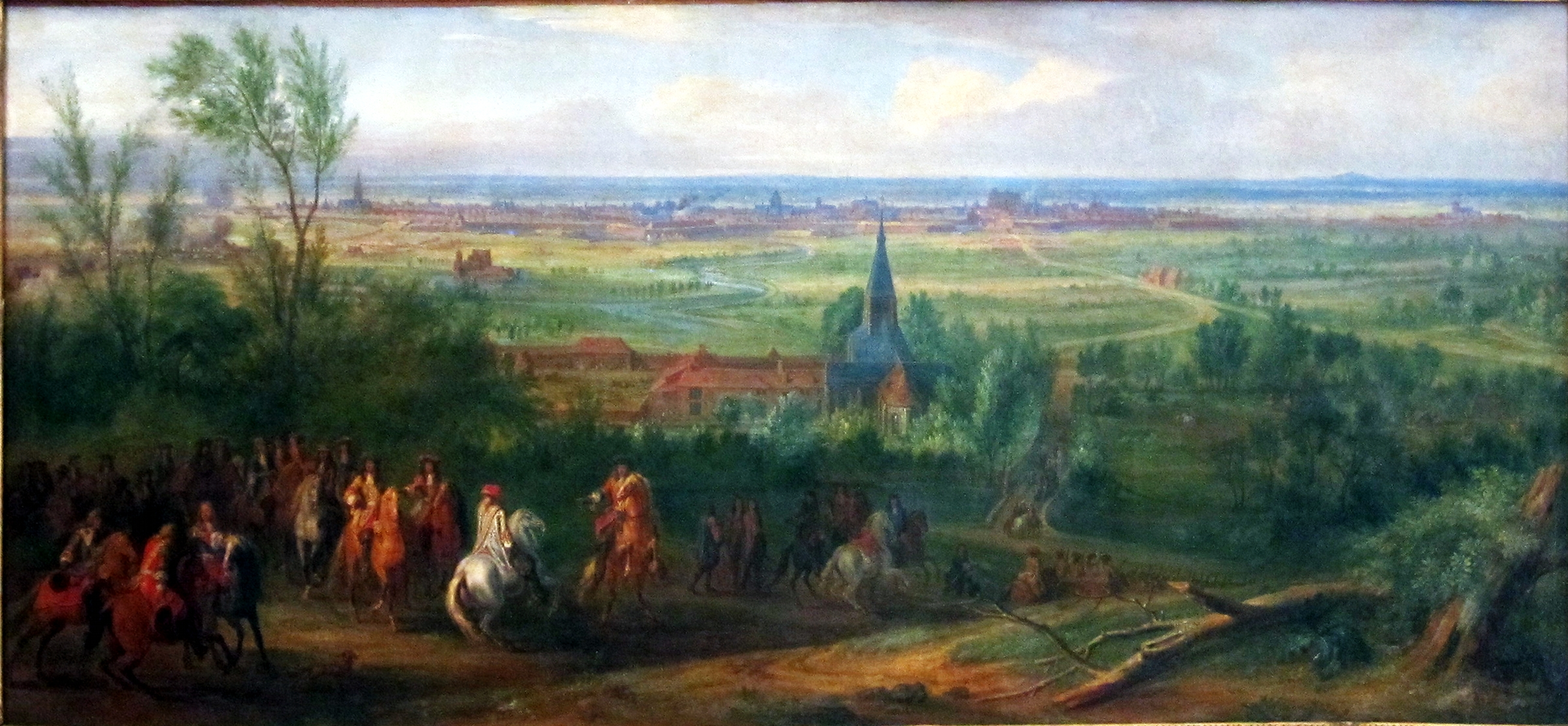
Adam-François Van der Meulen, Le Siège de Lille en 1667, v. 1667.
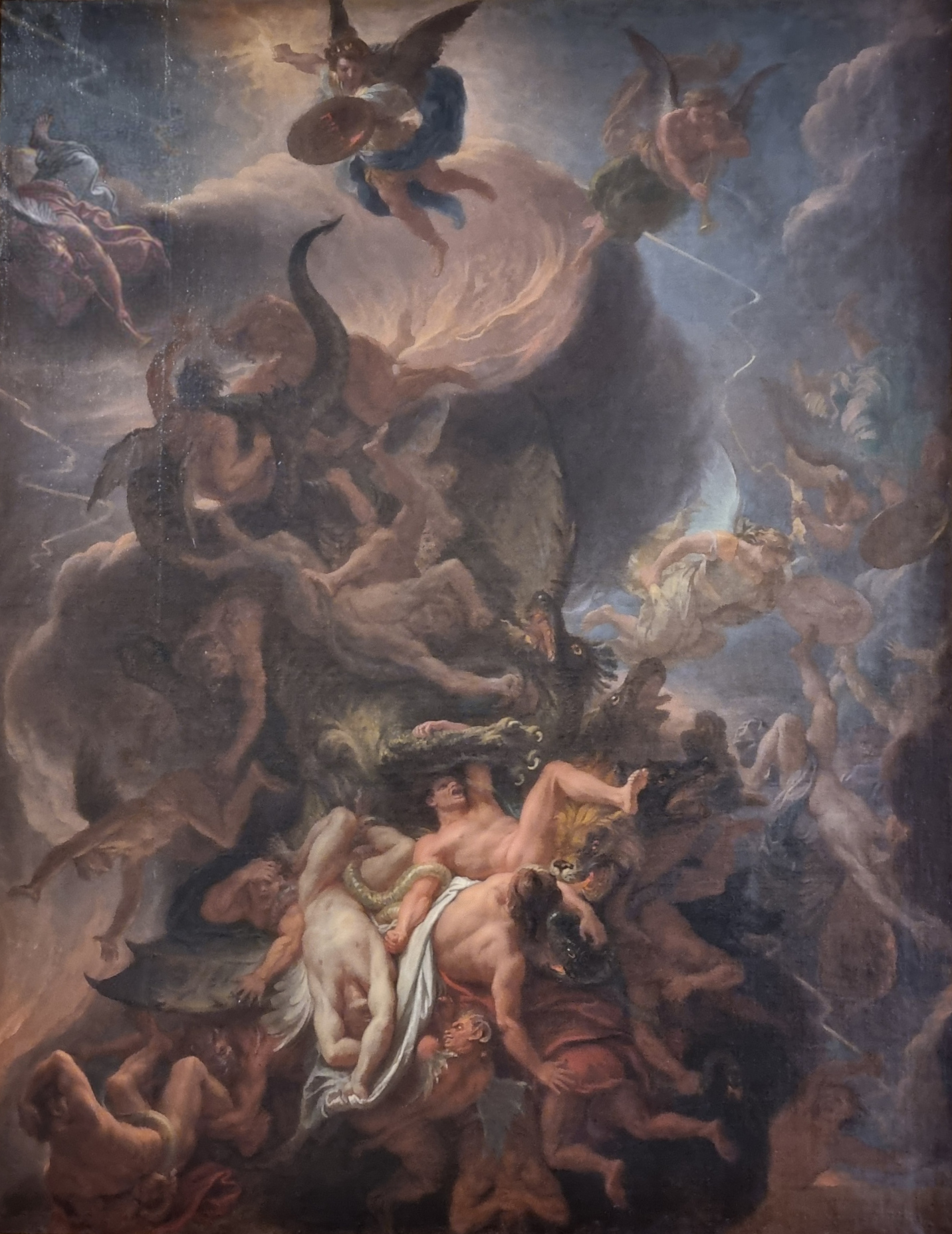
Charles Le Brun, La Chute des anges rebelles, avant 1685.
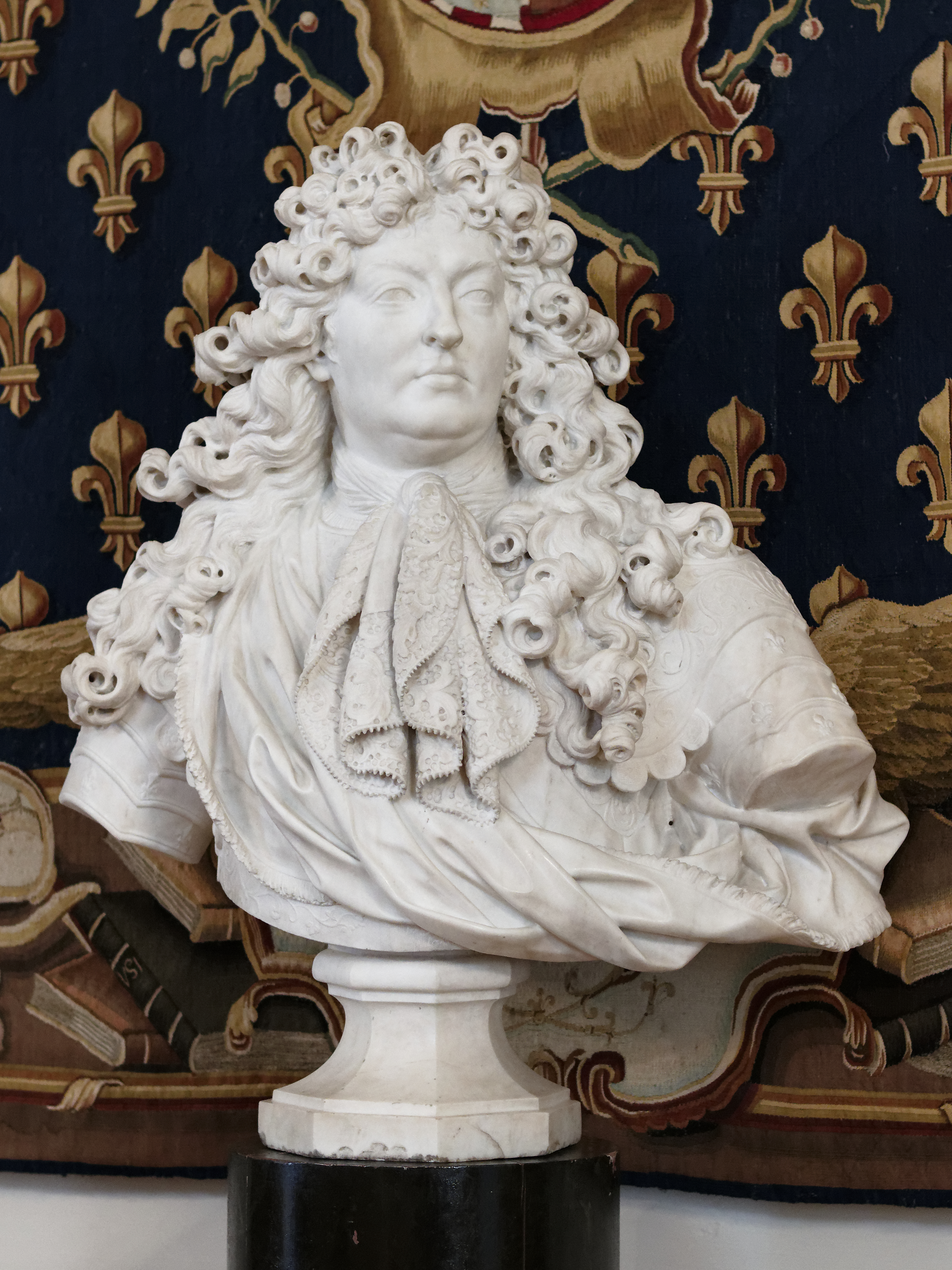
Antoine Coysevox, Louis XIV, v. 1686.
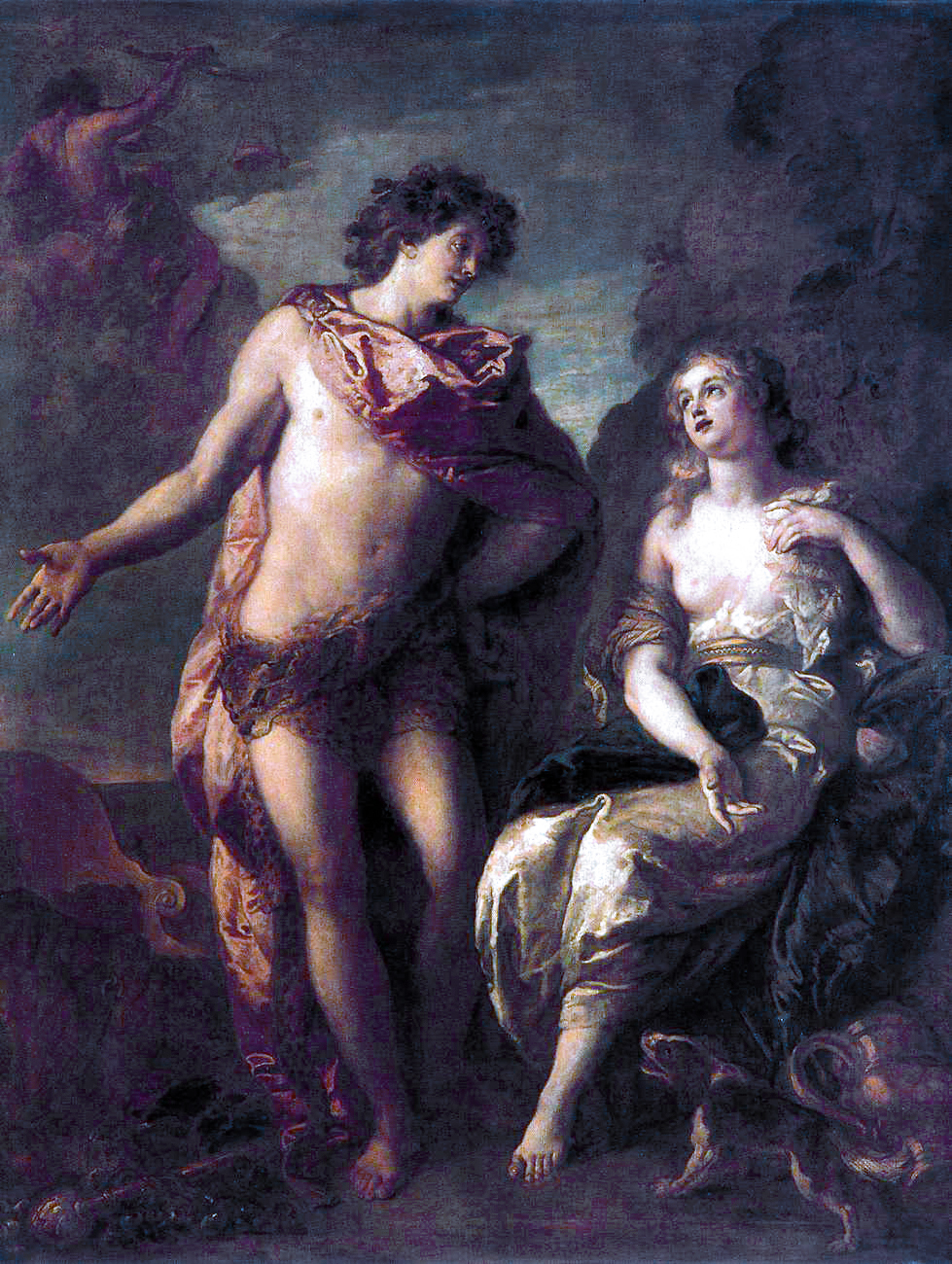
Charles de la Fosse, Bacchus et Ariane, 1699.
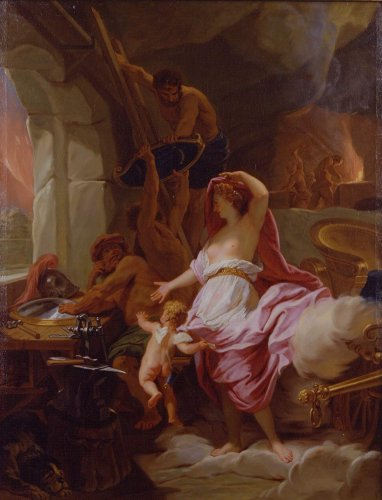
Jean Jouvenet, Vénus dans la forge de Vulcain, v. 1699.

### Collections duXVIIIesiècle
Si la plupart des grands peintres du XVIIIe siècle sont présents, l'originalité du musée pour cette période tient beaucoup à l'École de dessin de Dijon, qui est à l'origine du musée et qui sera le lieu de formation de Pierre-Paul Prud'hon, l'un des plus grands artistes de l'époque napoléonienne.
Au-delà des œuvres de Giambattista Tiepolo, François Boucher ou Hubert Robert, le musée présente de véritables chefs-d'œuvre d'artistes moins connus comme Le Repos de Jean-François Colson, image de l'intimité et du charme souvent associés au Siècle des lumières. Les commandes prestigieuses sont bien représentées, qu'elles soient faites en Bourgogne (Carle van Loo, Condamnation de Saint Denis et Saint Georges terrassant le dragon pour la Chartreuse de Champmol) ou à Paris (esquisse en terre d'Edmé Bouchardon pour la fontaine de Grenelle).
L'art du portrait trouve au XVIIIe siècle un épanouissement particulier, recherchant l'intensité psychologique plus que l'apparence sociale : le Buste de Rameau par Jean-Jacques Caffieri ou le Buste de Buffon par Jean-Antoine Houdon en font foi.
L'École de dessin de Dijon, fondée par François Devosge en 1766, est la seule école d'art en Province qui organise au XVIIIe siècle un « prix de Rome » destiné à envoyer dans la Ville Éternelle les lauréats d'un concours quadriennal afin qu'ils puissent y parfaire leur formation. Pierre-Paul Prud'hon, qui gagne le concours dijonnais en 1784, deviendra après la Révolution, l'un des grands artistes de Napoléon, ce dont témoigne le Jeune Zéphyr.

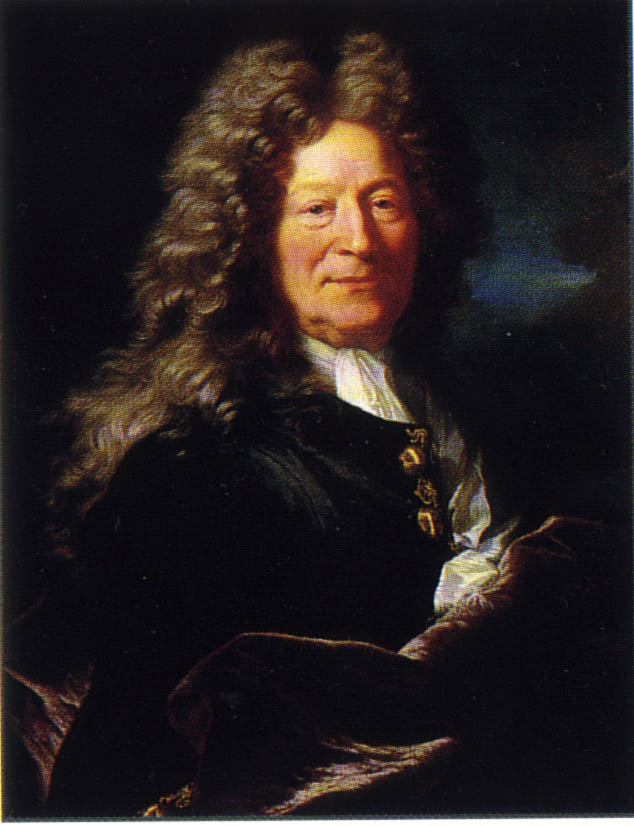
Hyacinthe Rigaud, Portrait de François Girardon, 1705.
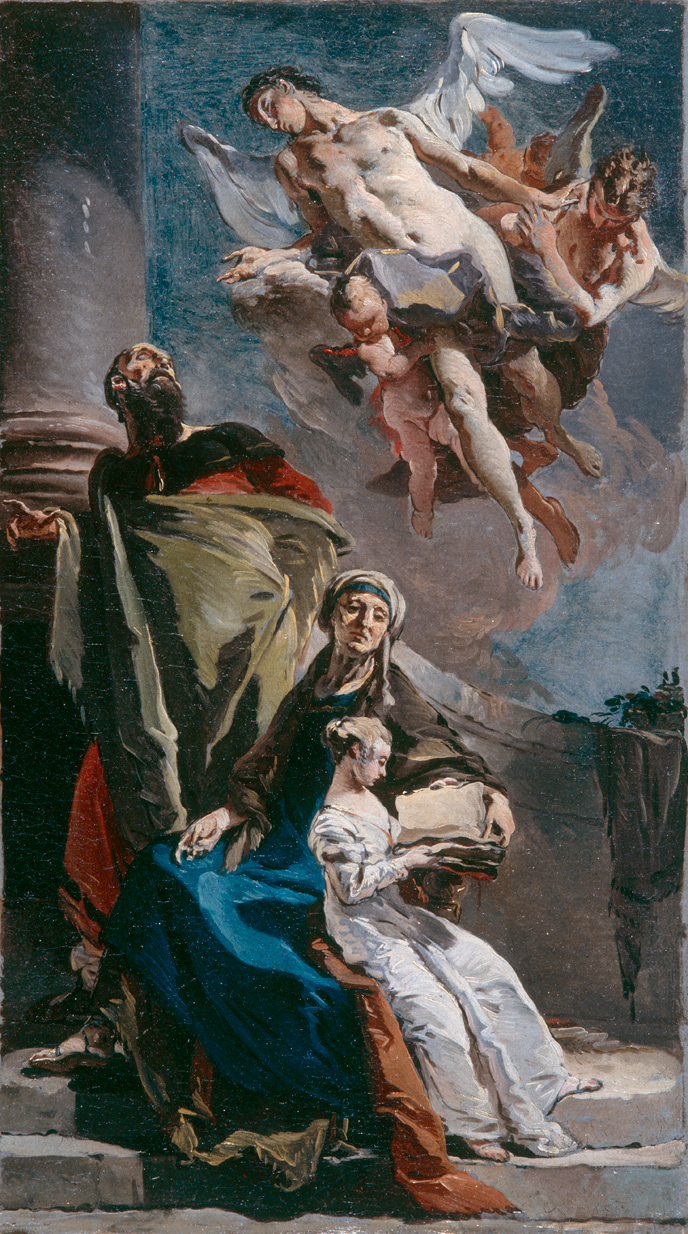
Giambattista Tiepolo, L'Éducation de la Vierge, vers 1720-1722.
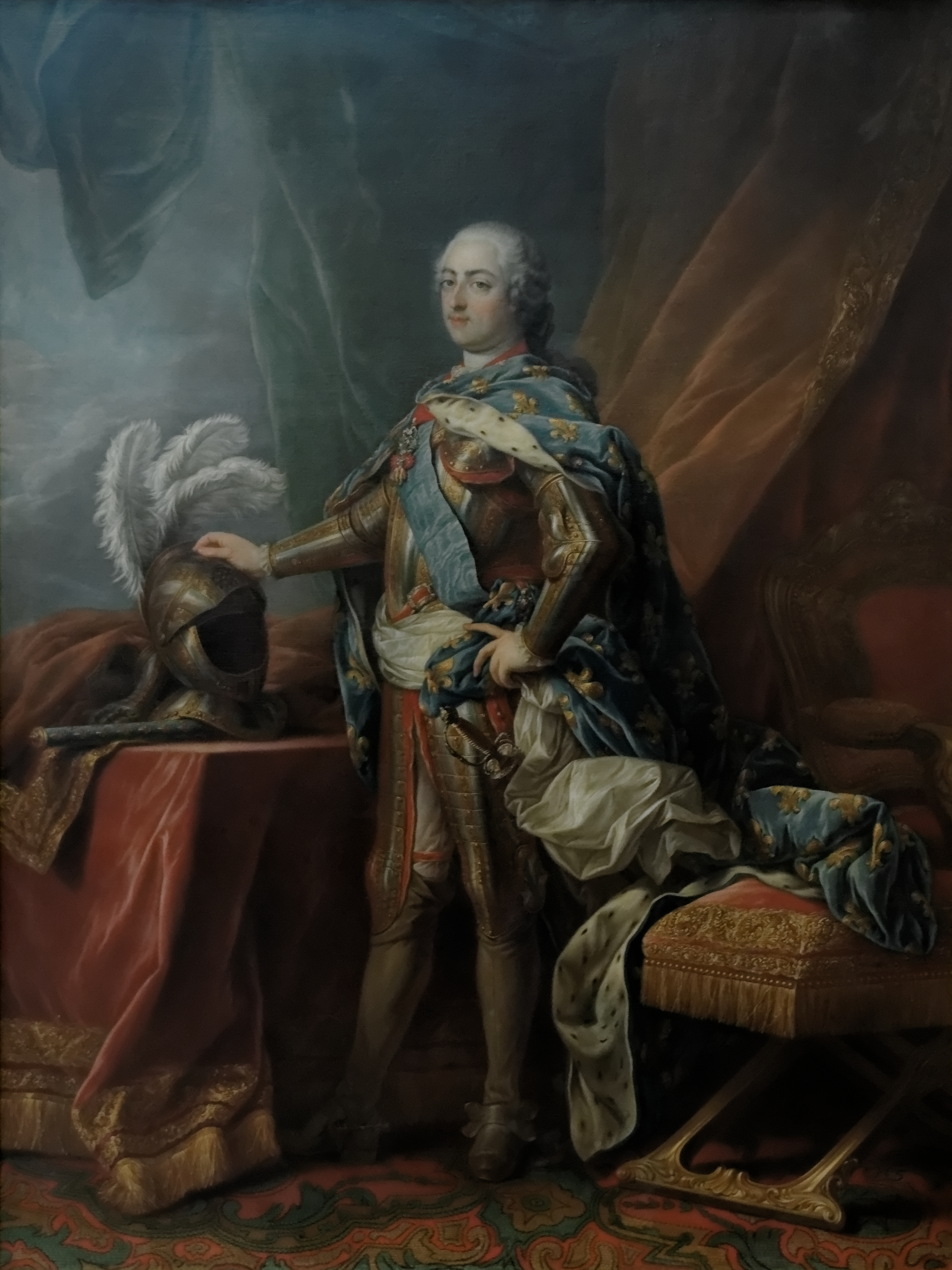
Charles-André Van Loo, Portrait de Louis XV, après 1750.
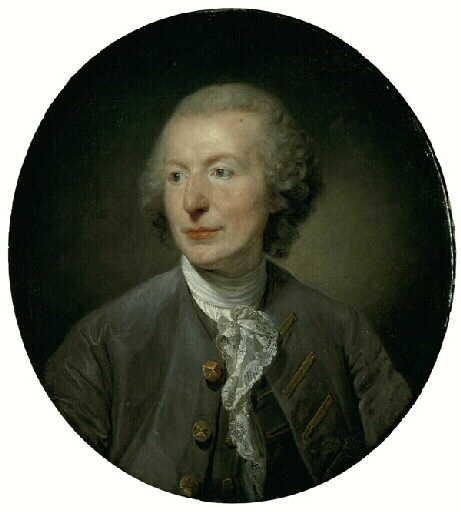
Jean-Baptiste Greuze, Portrait de l'abbé Louis Gougenot, 1757.
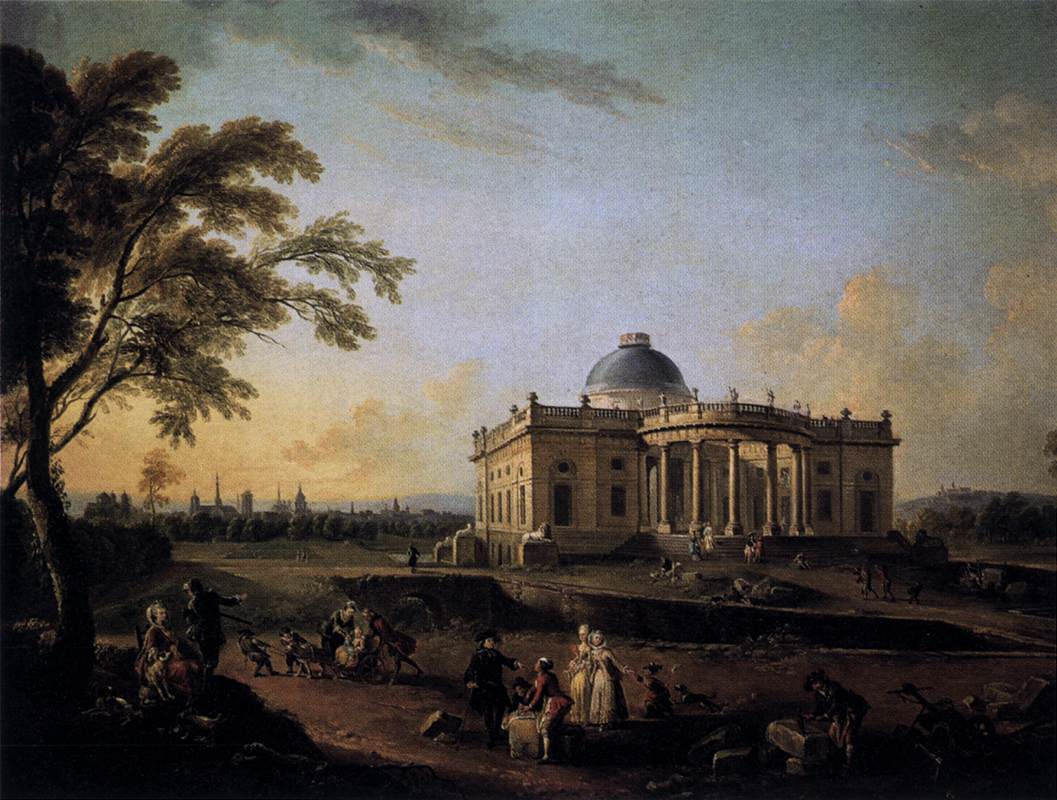
Jean-Baptiste Lallemand, Vue du château de Montmusard près de Dijon en face du couchant, milieu du XVIIIe siècle.
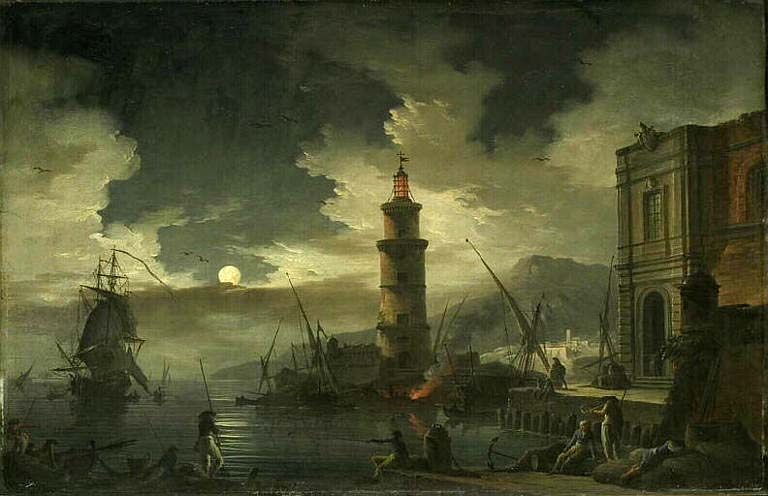
Charles François Lacroix de Marseille, Marine de nuit, 1765.
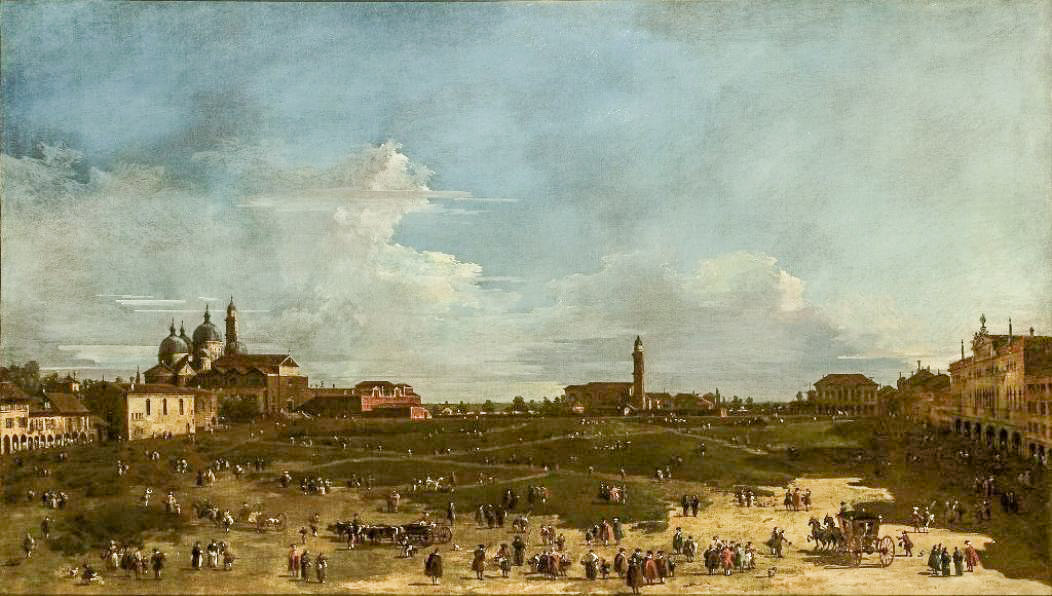
Francesco Guardi, Vue du Prato della Valle à Padoue, vers 1760-1770.
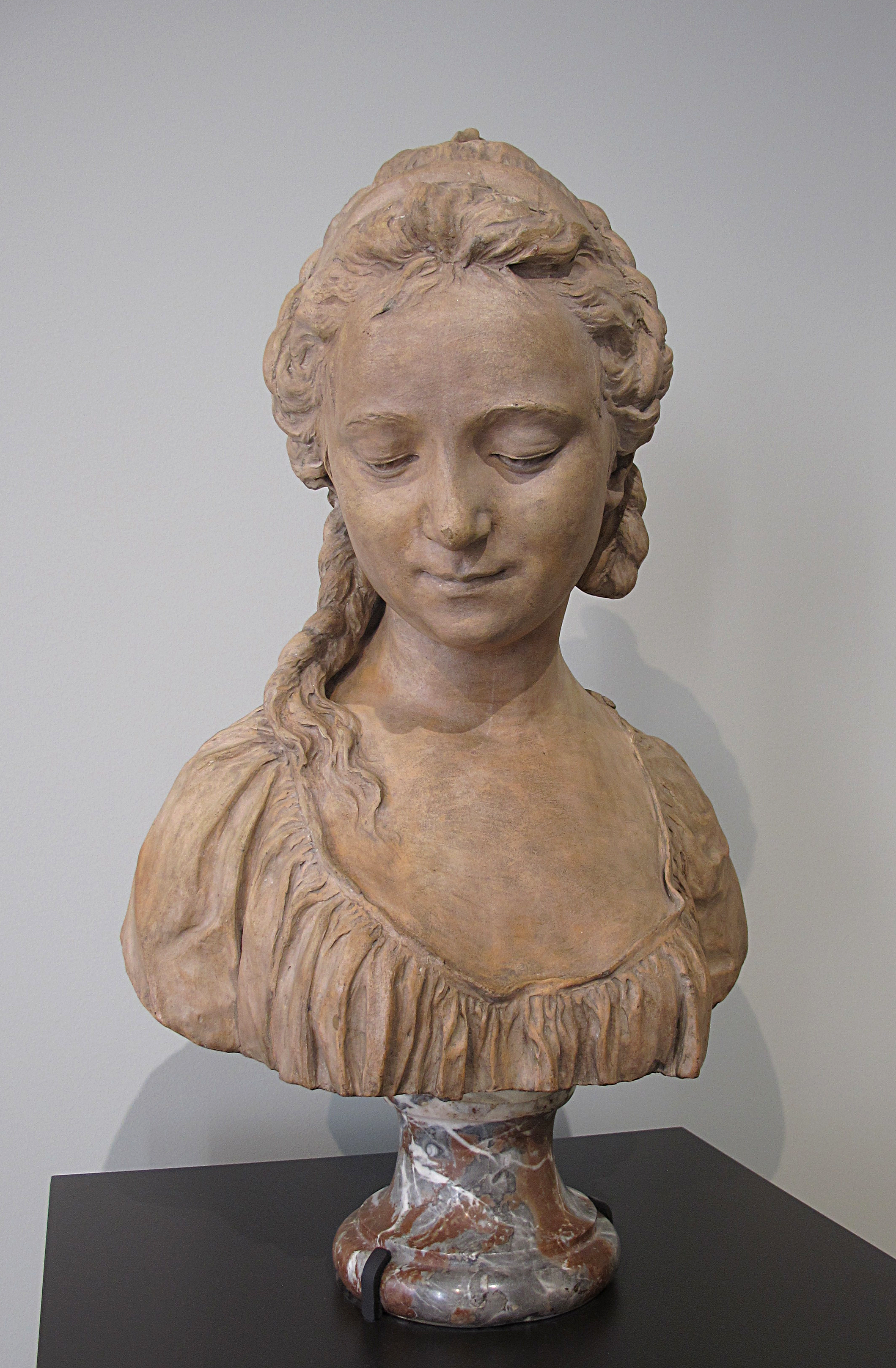
Claude-François Attiret, La Chercheuse d'Esprit, vers 1774.
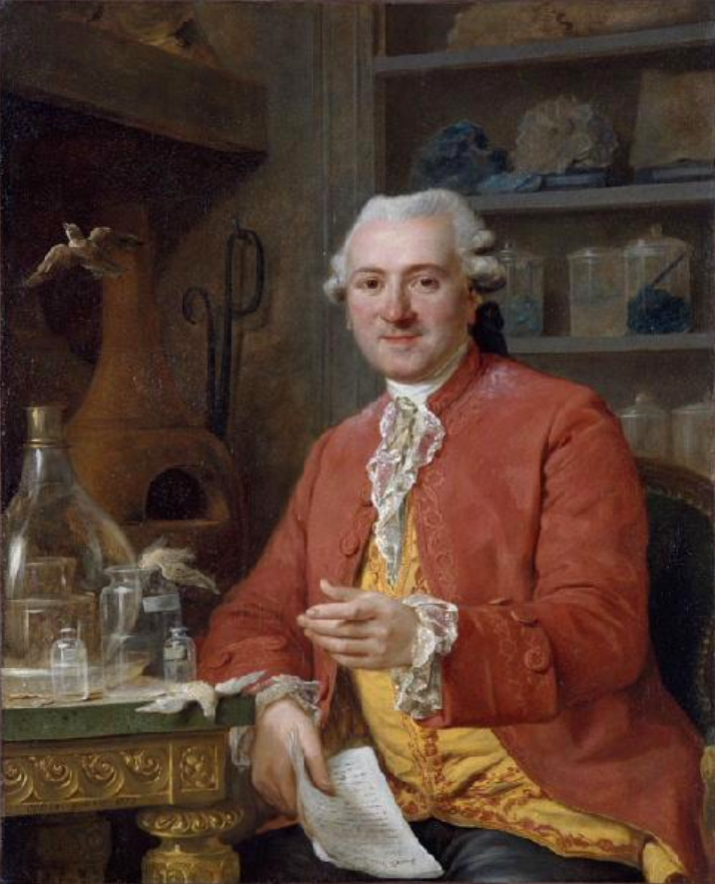
Jean-François Colson, Portrait de Balthazar Sage, 1777.
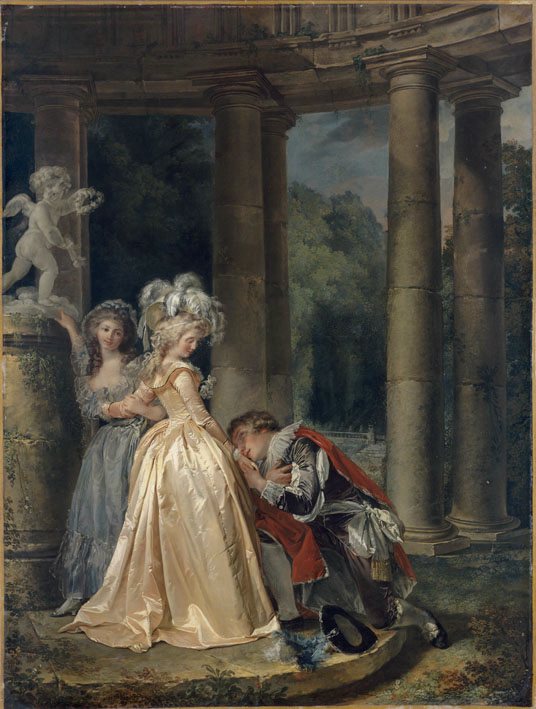
Louis-Roland Trinquesse, Le Serment à l'amour, 1786
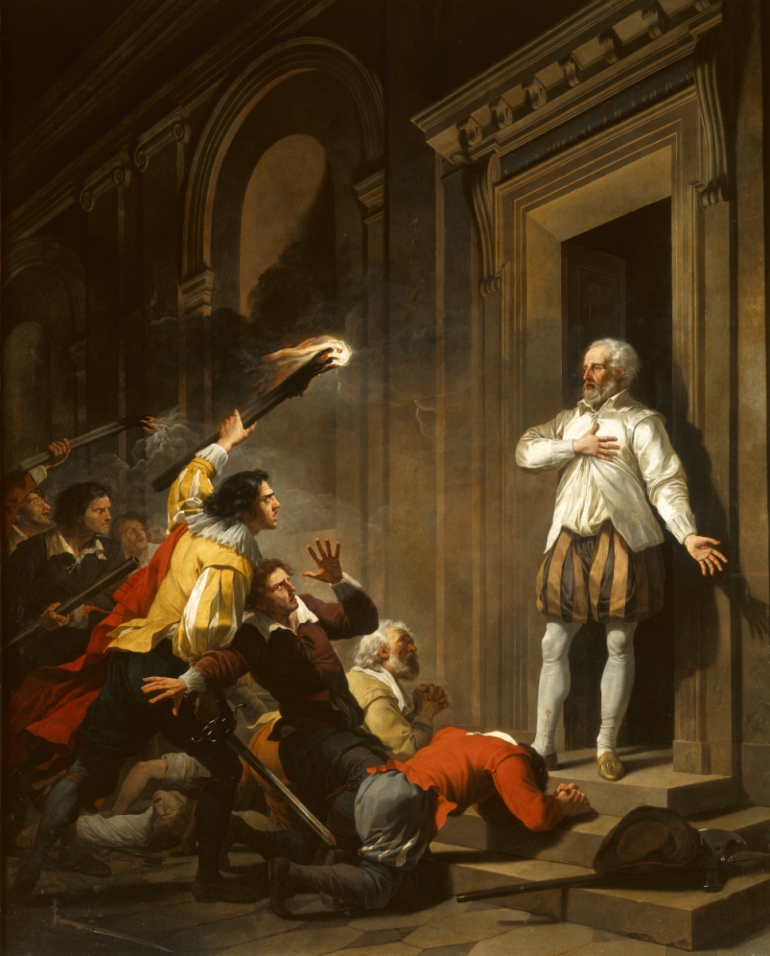
Joseph-Benoît Suvée, L'Amiral de Coligny en impose à ses assassins , 1787.
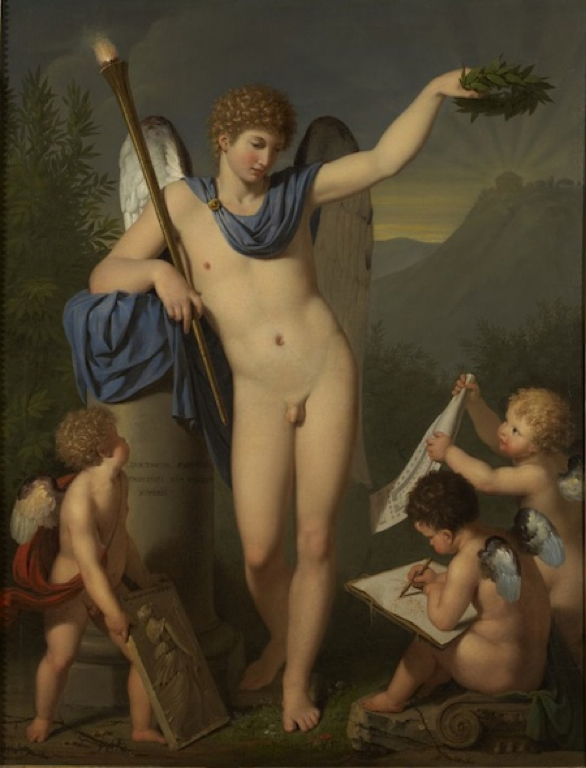
Bénigne Gagneraux, Le Génie des arts, 1789.
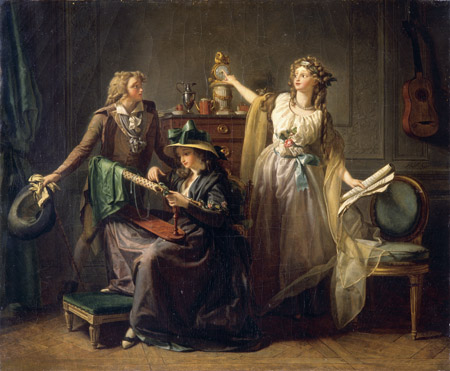
Michel Garnier, Scène de reproches, 1794.
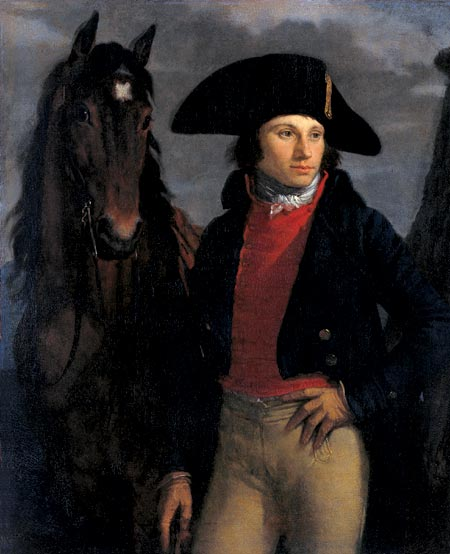
Pierre-Paul Prud'hon, Portrait de Georges Anthony, 1796.
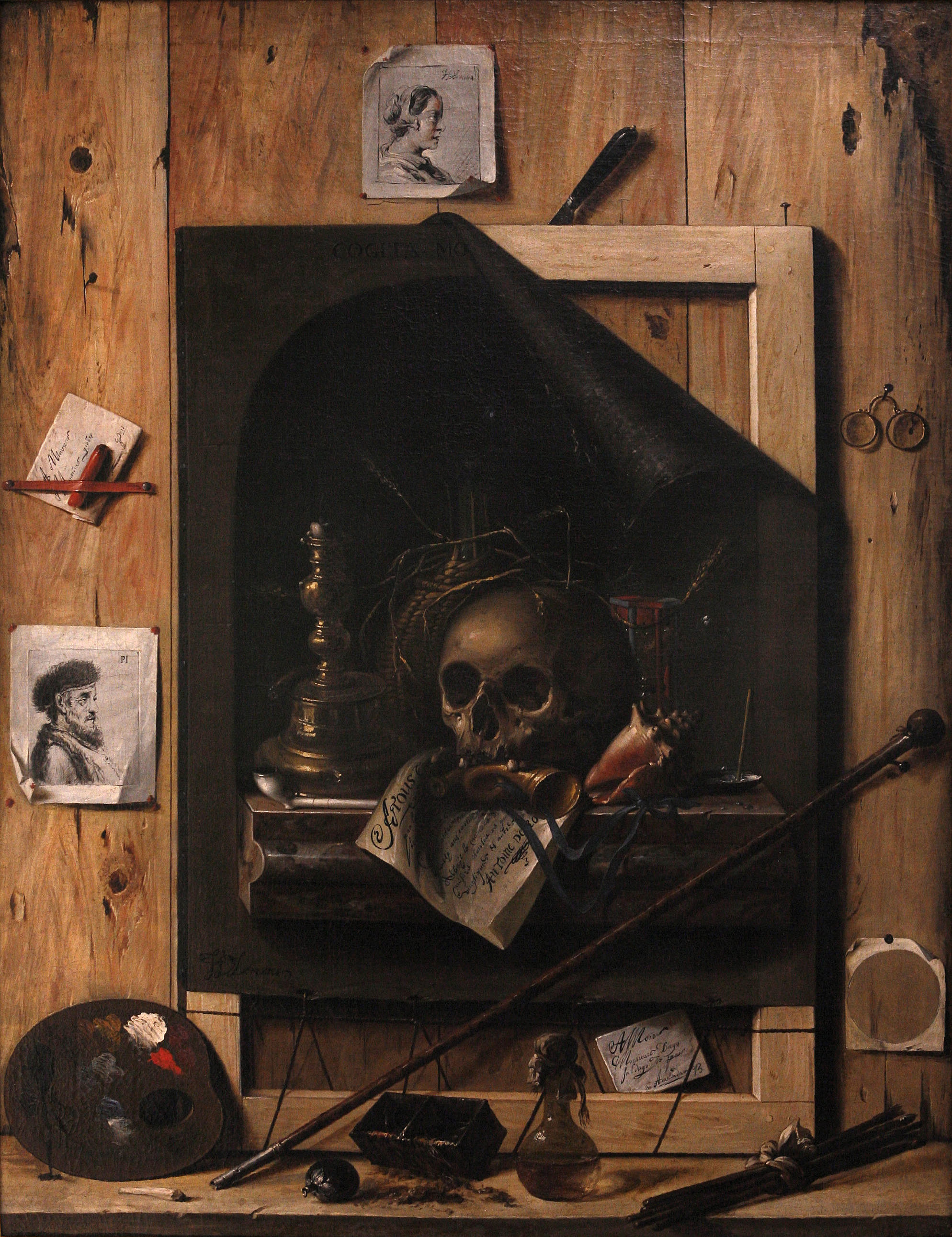
Jean François de le Motte, Vanité et trompe-l’œil, fin du XVIIIe siècle.
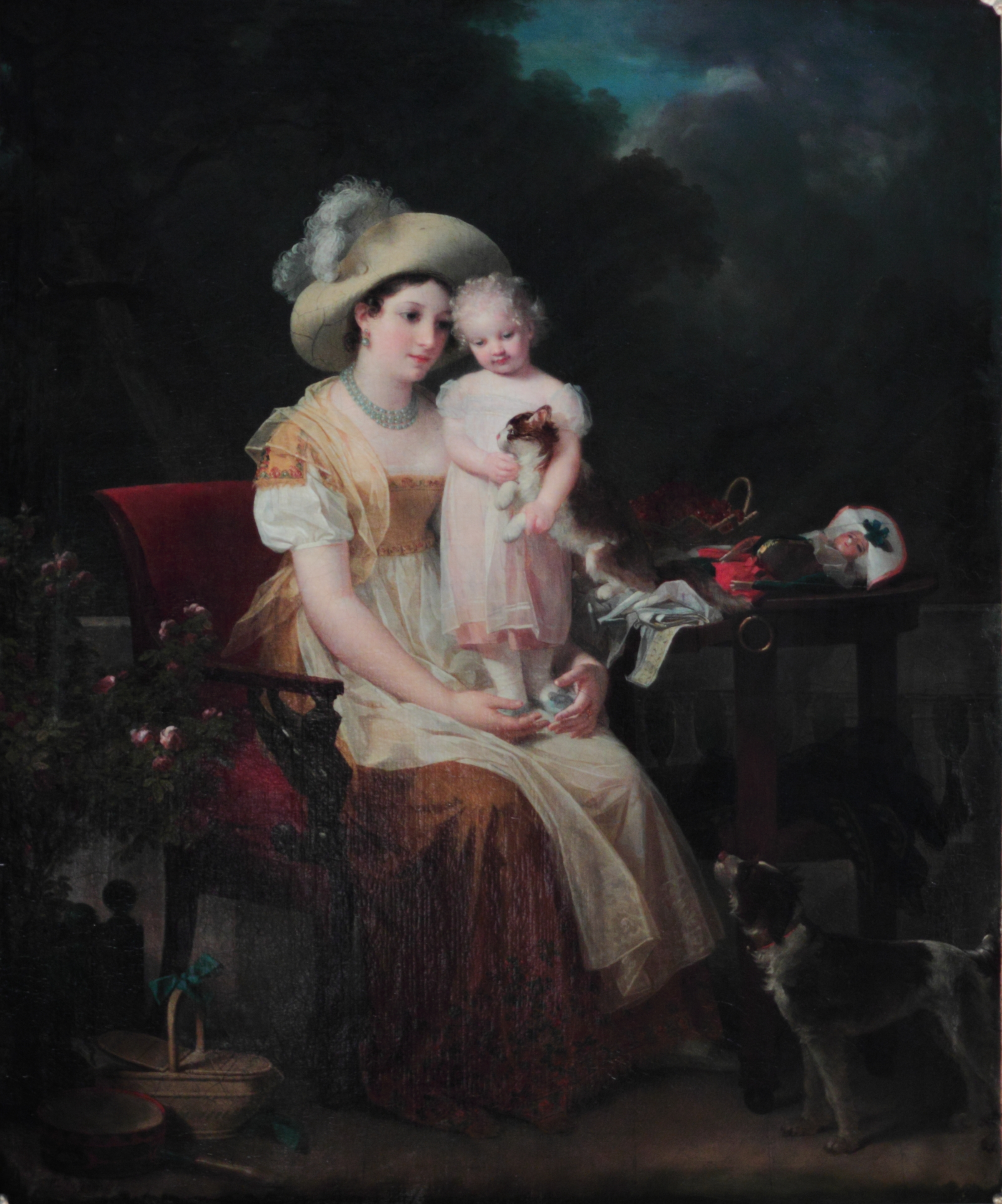
Marguerite Gérard, Jeune femme et enfant, fin du XVIIIe siècle.
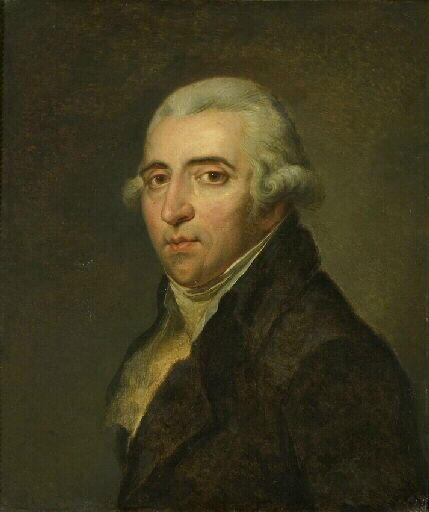
Claude Hoin, Portrait de François-Jacques Hoin, fin du XVIIIe siècle.

### Collections duXIXesiècle
Dominées par l'École française, les collections du XIXe siècle forment un ensemble homogène qui fait la part belle aux artistes d'origine bourguignonne. Du romantisme au symbolisme, en passant par le réalisme, l'académisme — représenté par William Bouguereau ou James Tissot — et l'impresionnisme, cette collection reflète les mutations d'un siècle foisonnant et novateur.
Peintures et études romantiques de Théodore Géricault, Louis Boulanger, Célestin Nanteuil, Richard Parkes Bonington, Victor Hugo et Sophie Rude sont complétées par les sculptures de François Rude, Jean-Baptiste Carpeaux, Mathurin Moreau (La Fée aux fleurs) et Emmanuel Frémiet, ainsi que par une série de bronzes animaliers de Louis-Antoine Barye. Mis à la mode par la conquête française de l'Algérie en 1830, l'Orient révèle à la jeune génération romantique la magie de la couleur et de la lumière, particulièrement sensible dans les esquisses marocaines d'Eugène Delacroix.
La Révolution de 1848 favorise l'émergence d'un art social et réaliste, incarné par Gustave Courbet et ses émules bourguignons, Alphonse Legros (L'Ex-voto) et Félix Trutat. Dans le genre du paysage, ce courant naturaliste est plébiscité par un groupe de peintres qui se rassemblent, dès les années 1830, à Barbizon, afin de travailler sur le motif. Théodore Daubigny, Théodore Rousseau et Jean-François Millet sont représentés dans les collections dijonnaises par un ensemble d'esquisses et de feuilles d'études.
L'impressionnisme et le néo-impressionnisme sont représentés par des chefs-d'œuvre d'Édouard Manet, Eugène Boudin, Claude Monet, Alfred Sisley, Camille Pissarro et Henri-Edmond Cross.
Le symbolisme impose dans les dernières années du siècle une conception spirituelle héritée de Gustave Moreau (Le Cantique des Cantiques) : comme l'attestent les pastels oniriques d'Odilon Redon et d'Edmond Aman-Jean. À la même époque, les nabis privilégient les scènes d'intérieur bourgeois, peintes avec de larges aplats colorés.

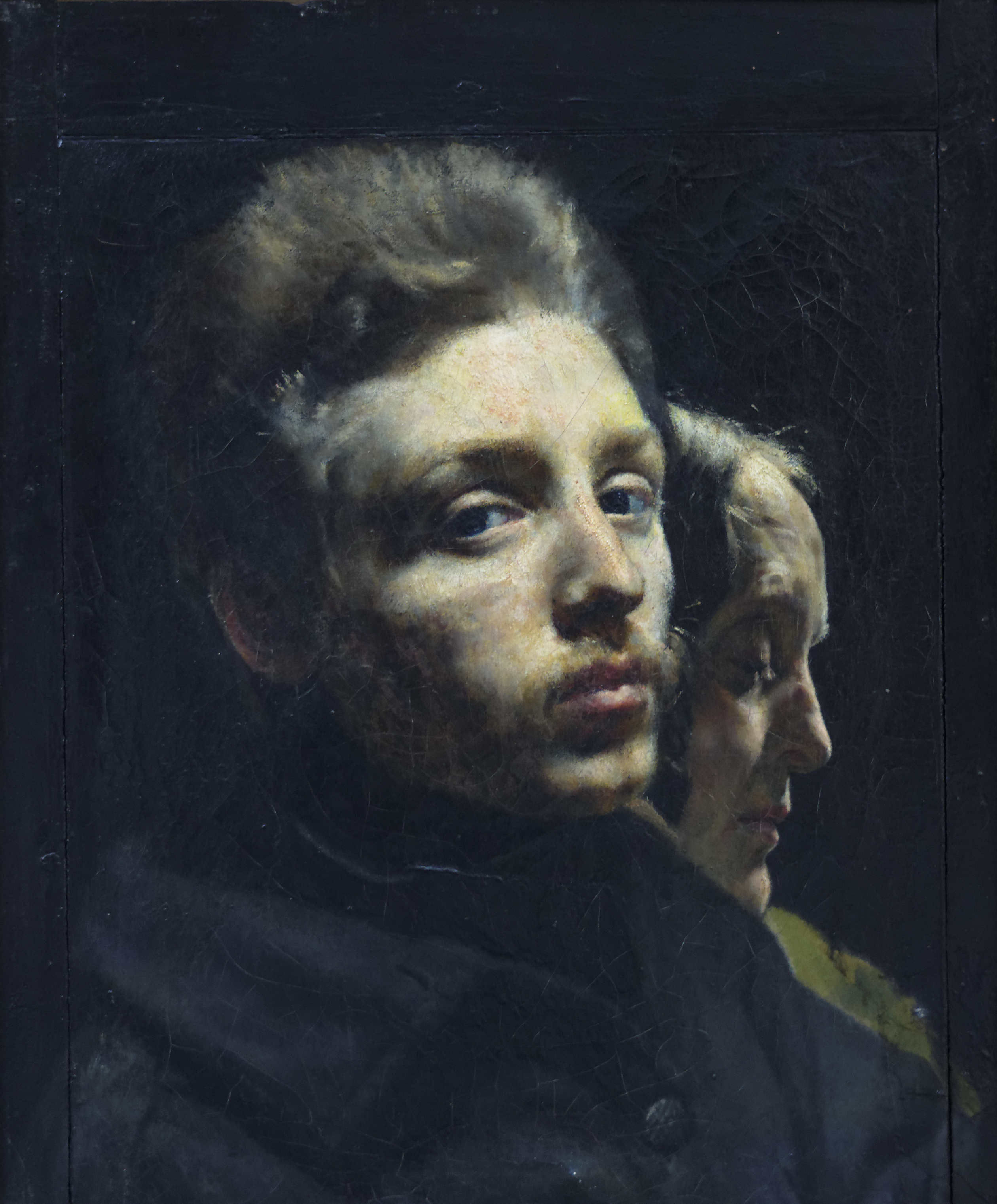
Félix Trutat, Portrait de l'artiste et de sa mère, début XIXe siècle.
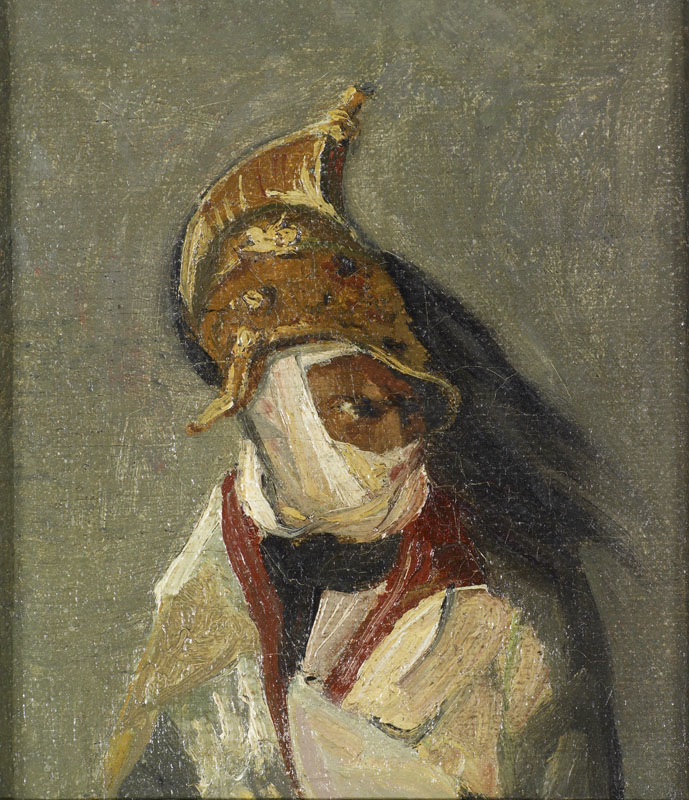
Théodore Géricault, Le Cuirassier blessé, vers 1822-1823.
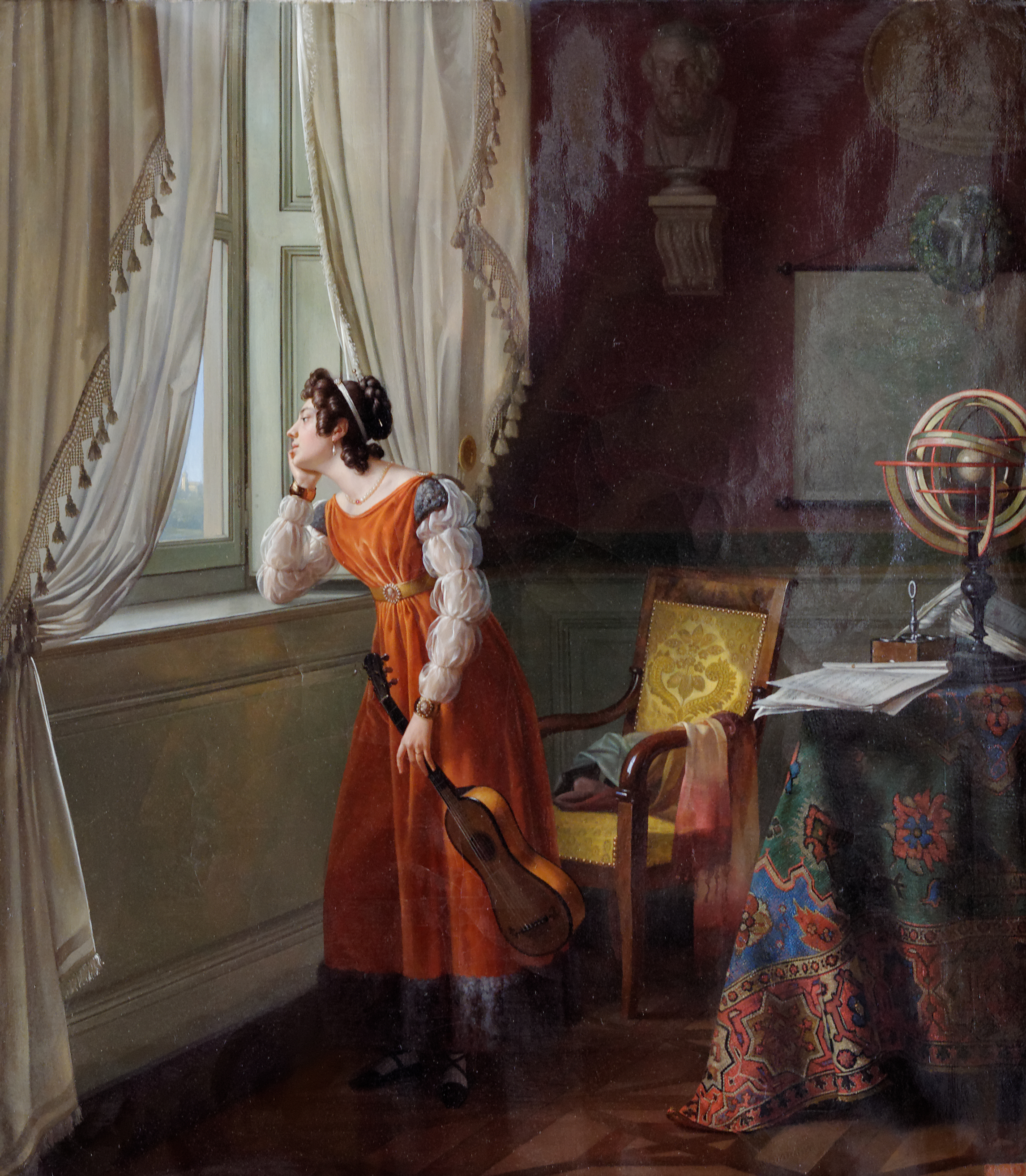
Edma Trimolet, La Rêverie, 1827.
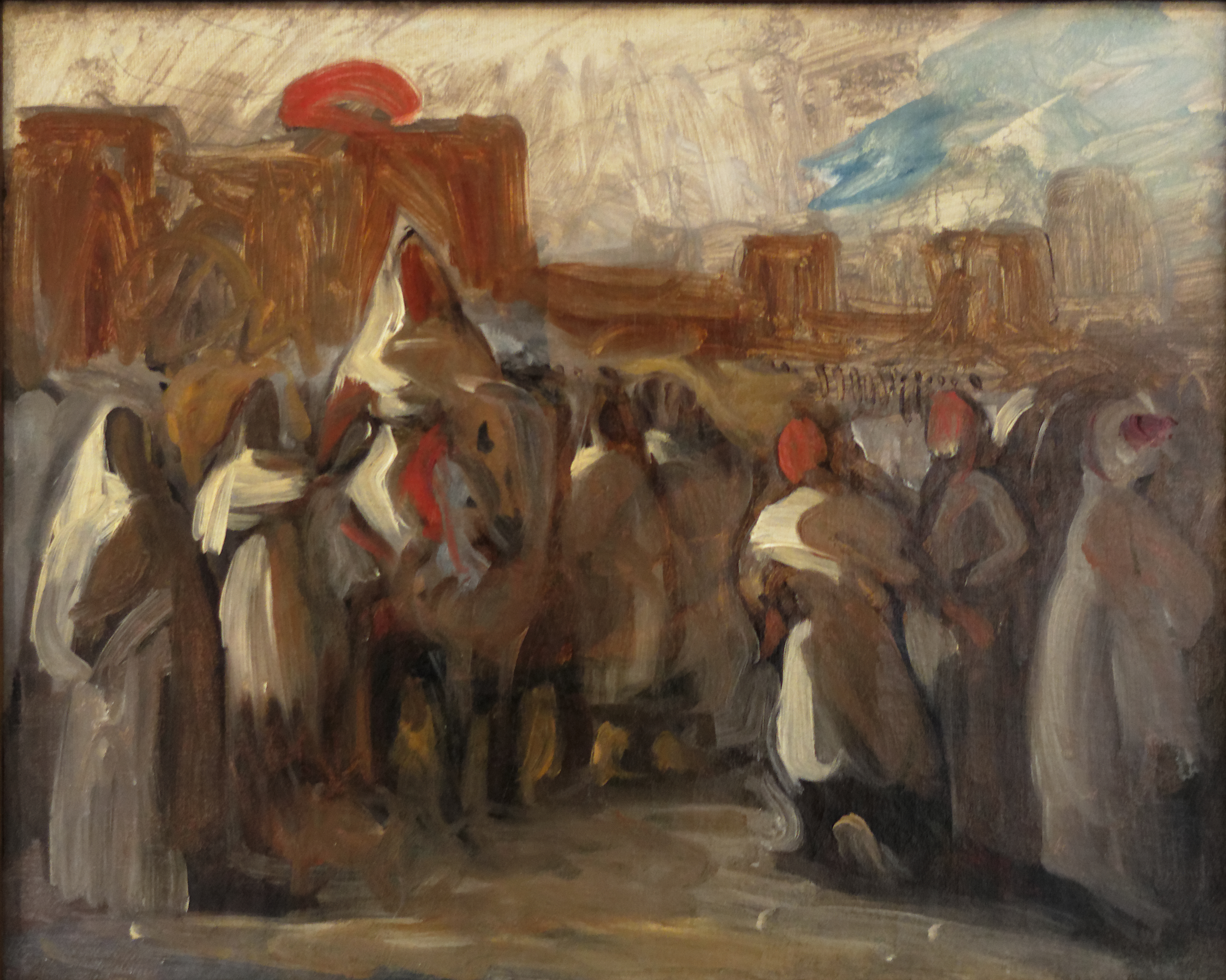
Eugène Delacroix, Le Sultan du Maroc Mulay-Abd-Er-Rahman recevant le comte de Mornay, ambassadeur de France, vers 1832.
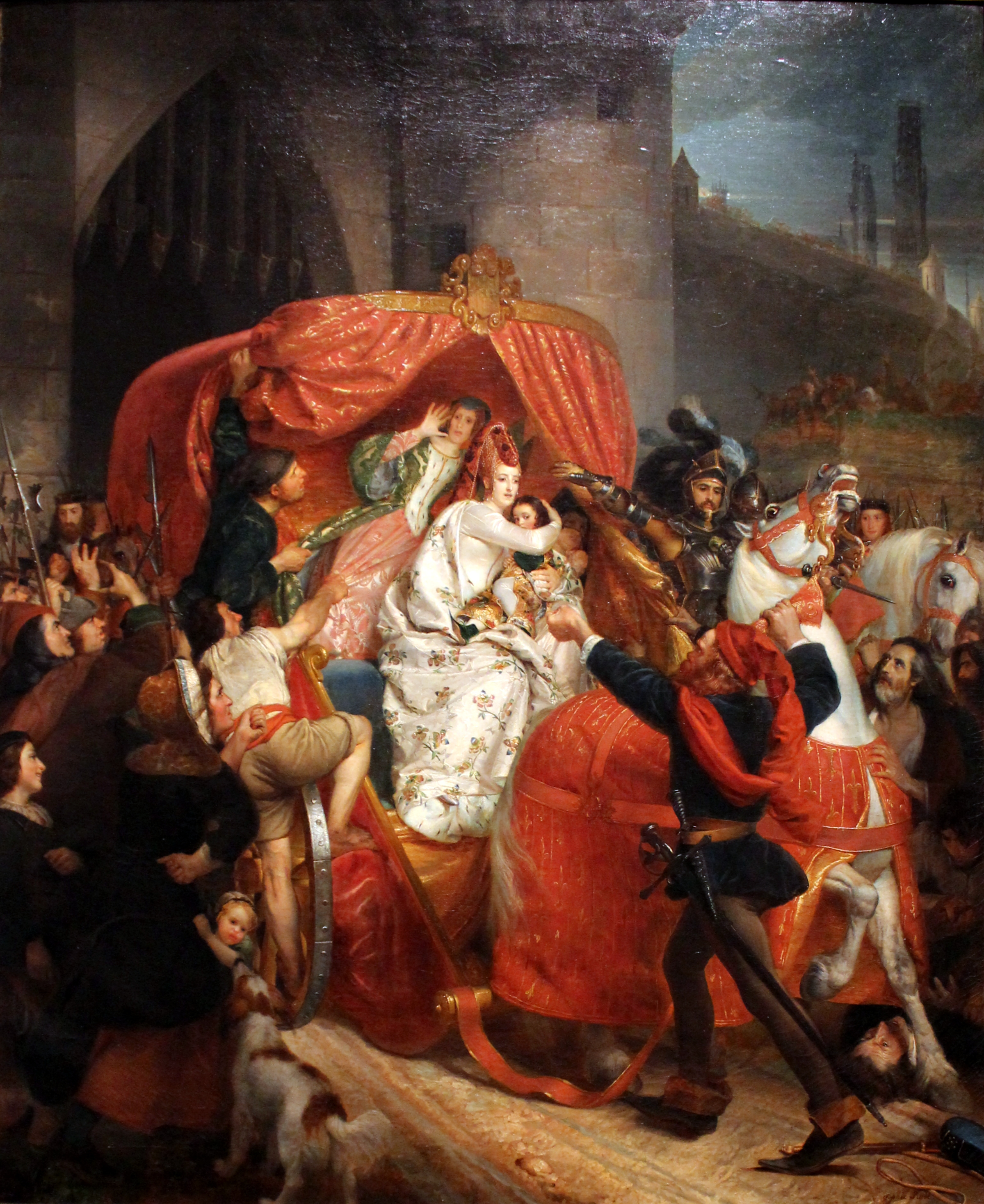
Sophie Rude, La Duchesse de Bourgogne arrêtée aux portes de Bruges, 1841.
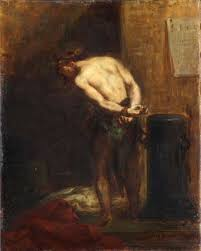
Eugène Delacroix, Le Christ à la colonne, 1852.
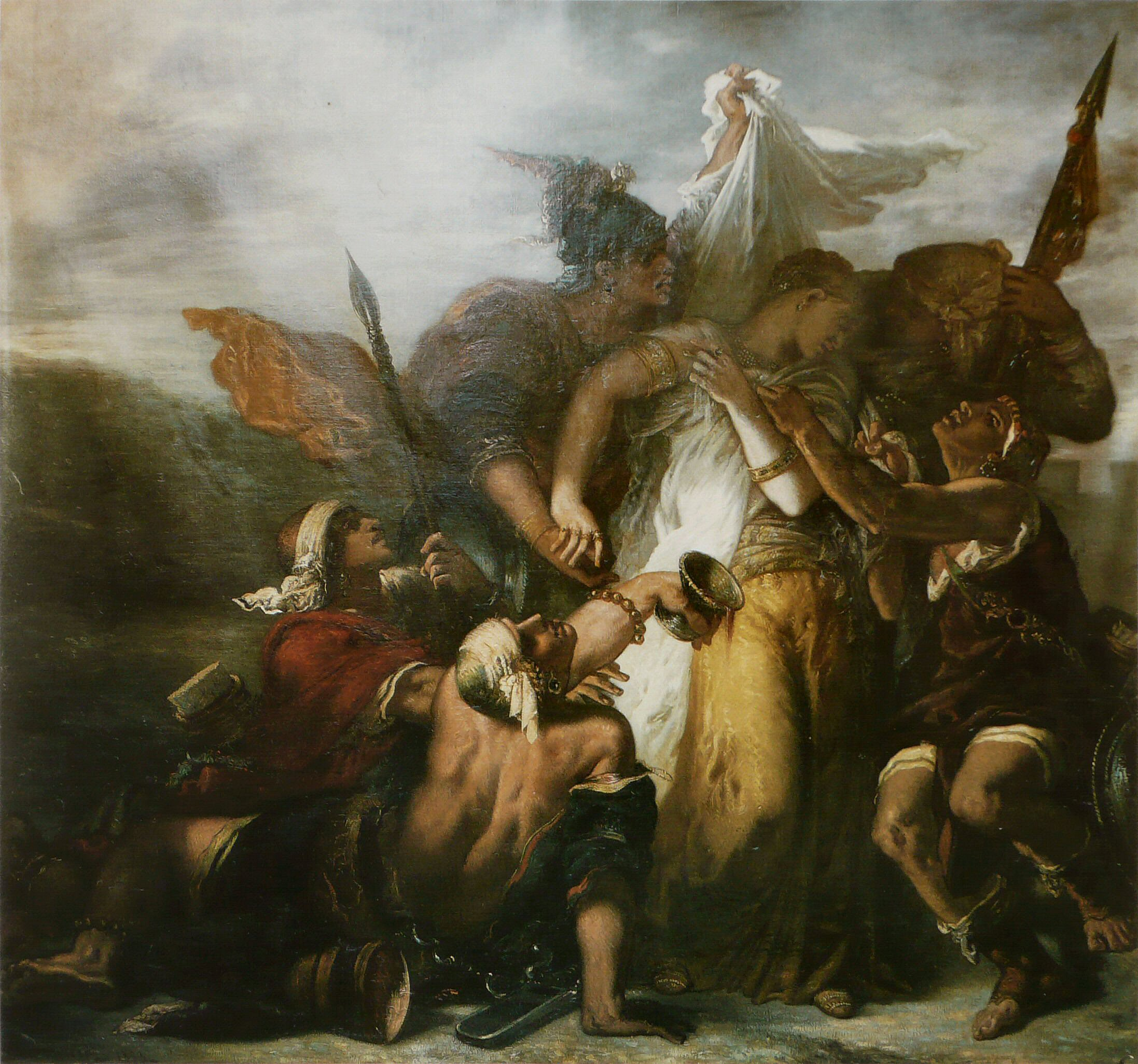
Gustave Moreau, Le Cantique des cantiques, 1853.
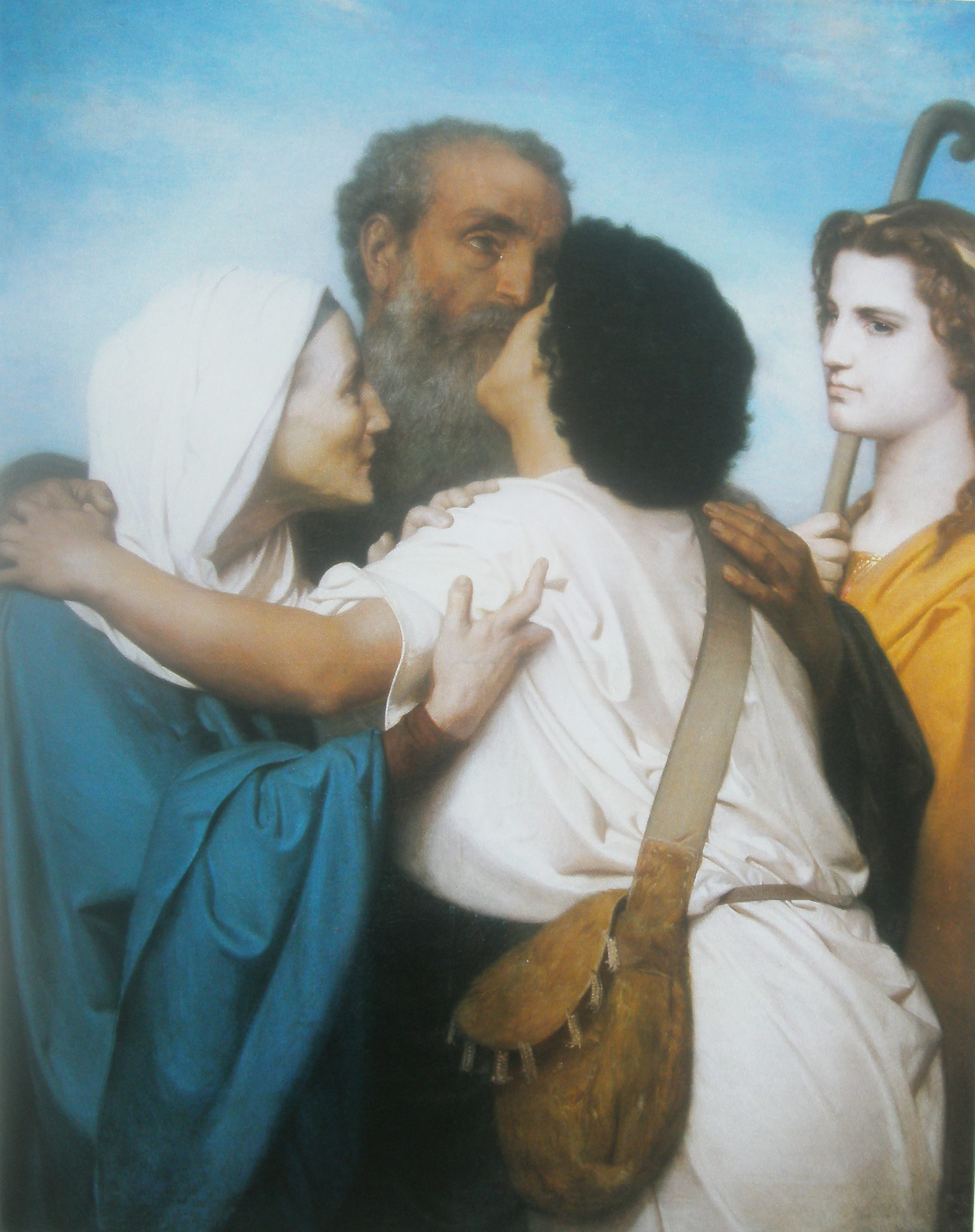
William Bouguereau, Le Retour de Tobie, 1856.
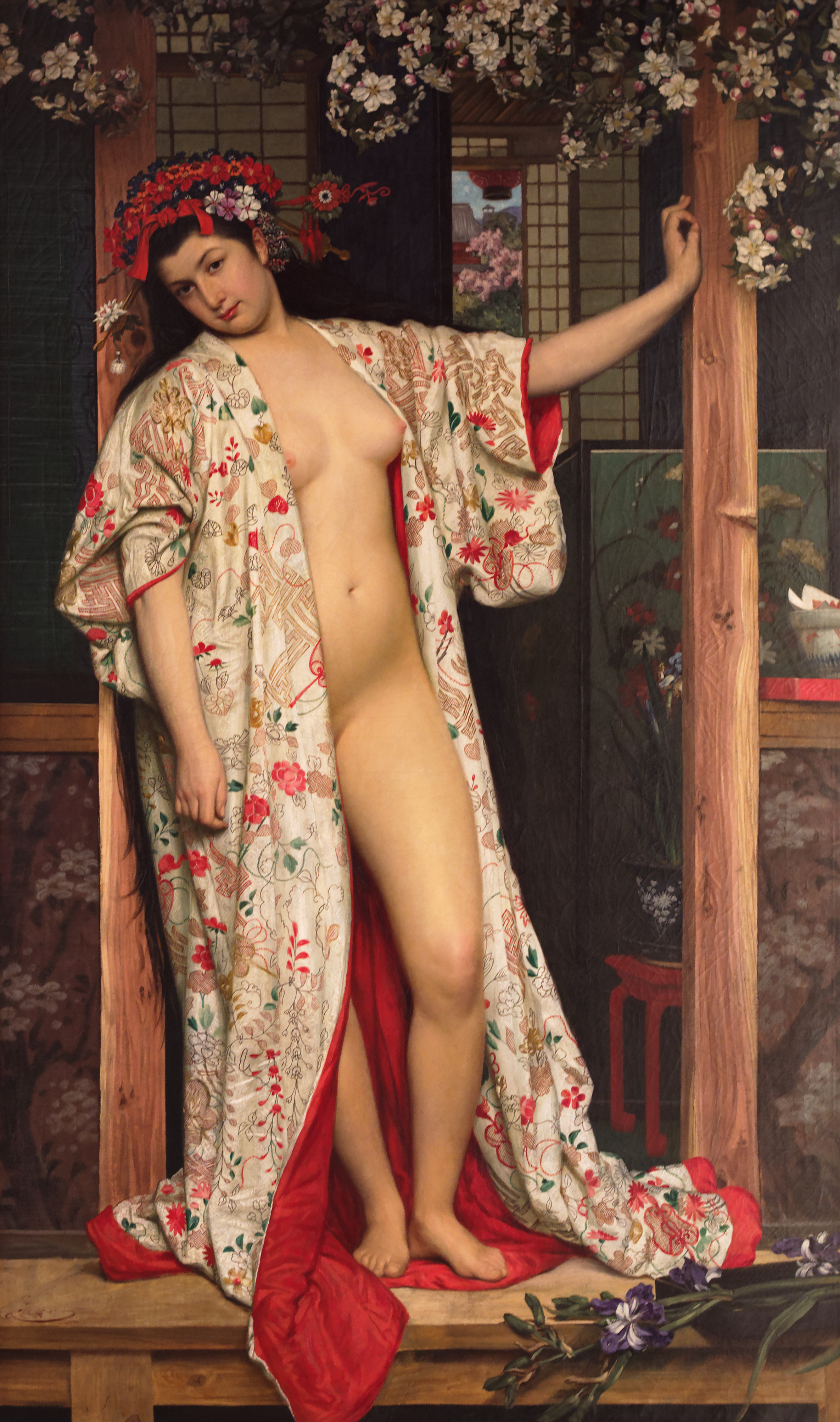
James Tissot, La Japonaise au bain, 1864.
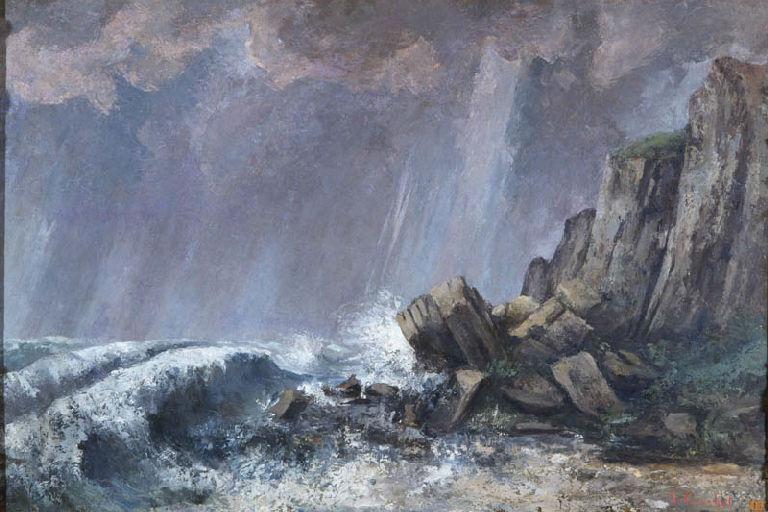
Gustave Courbet, La Trombe, Étretat, vers 1869/70.
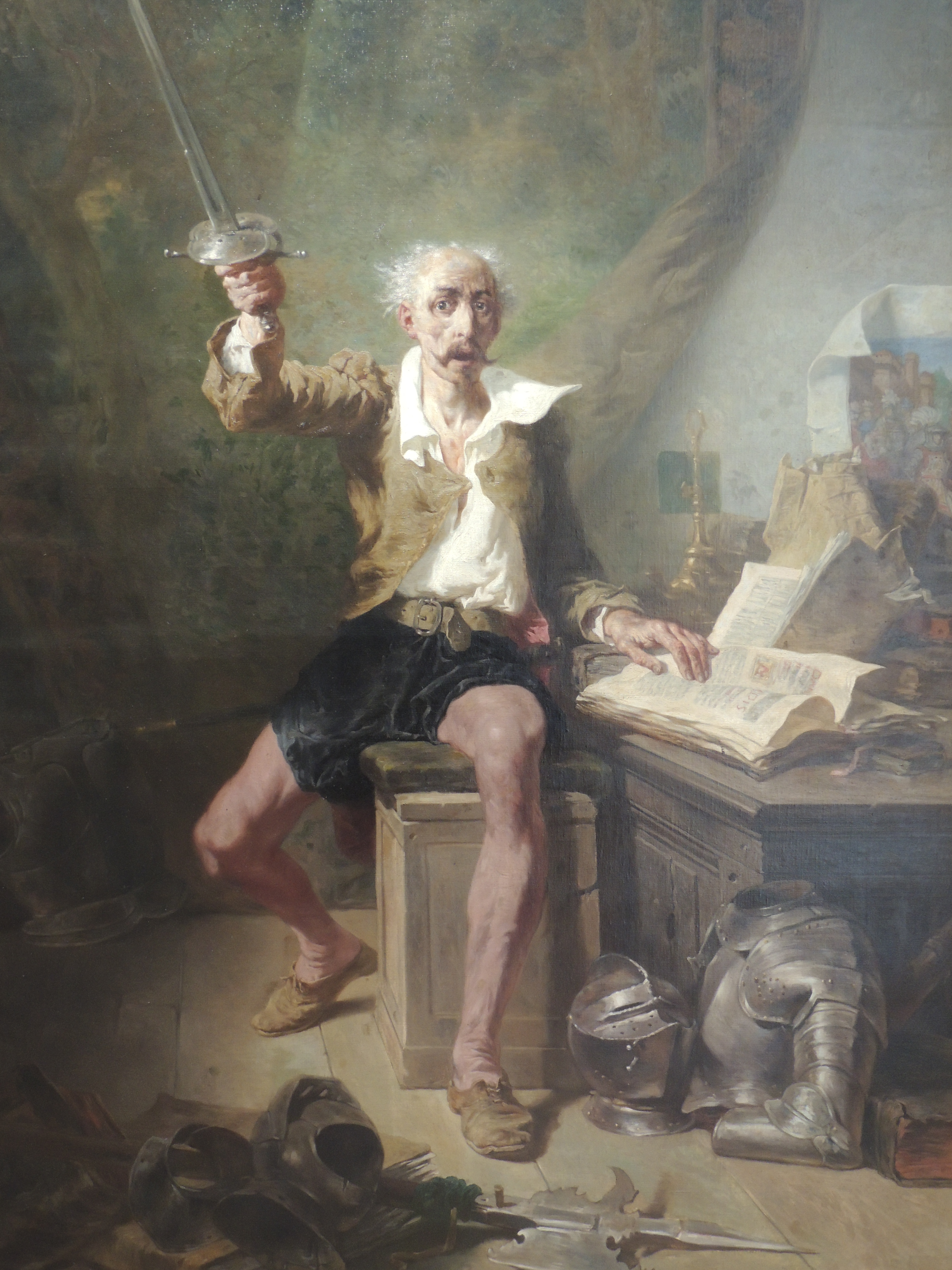
Célestin Nanteuil, La Lecture de Don Quichotte, 1873.
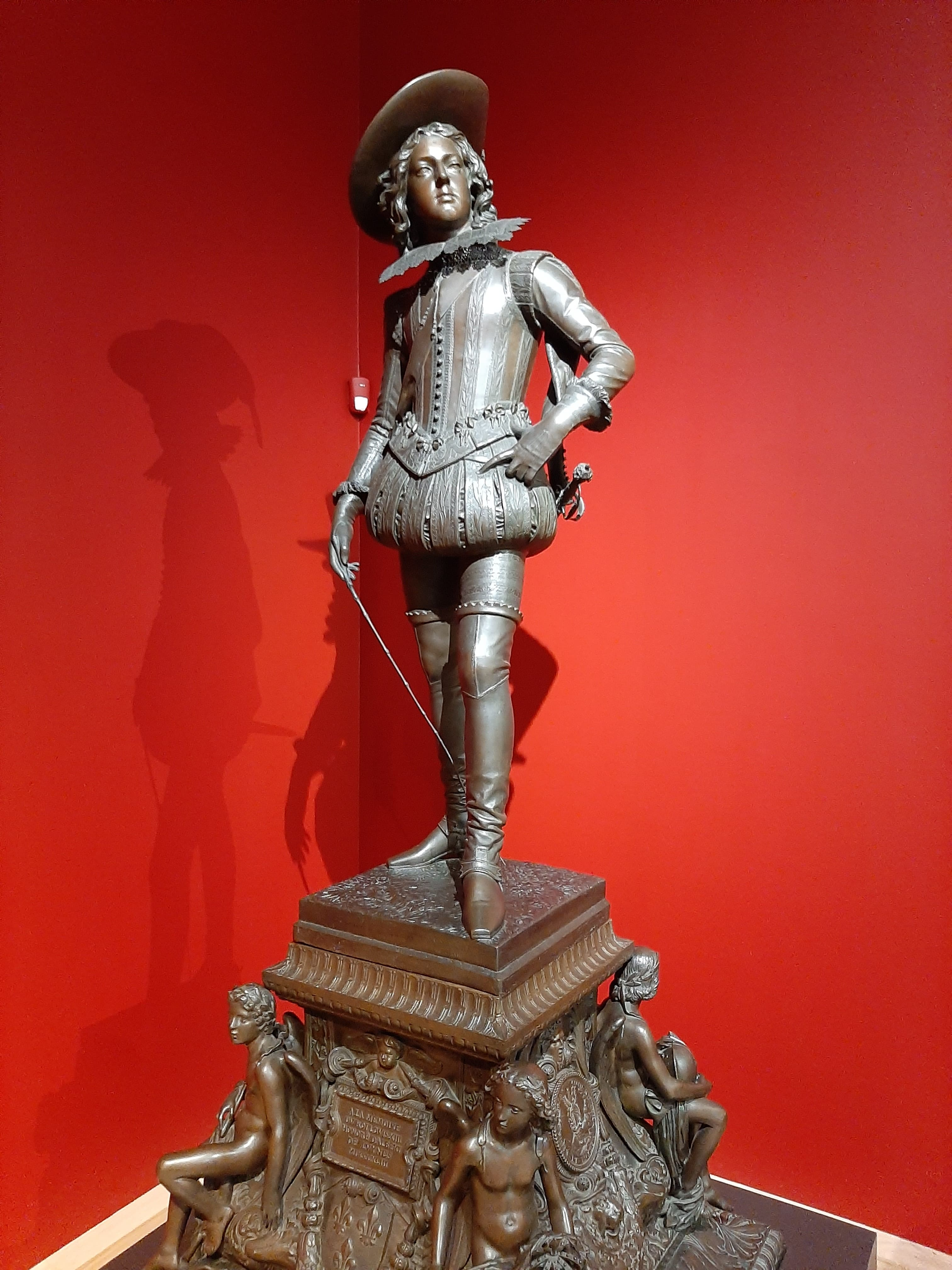
François Rude, Louis XIII enfant, 1878.
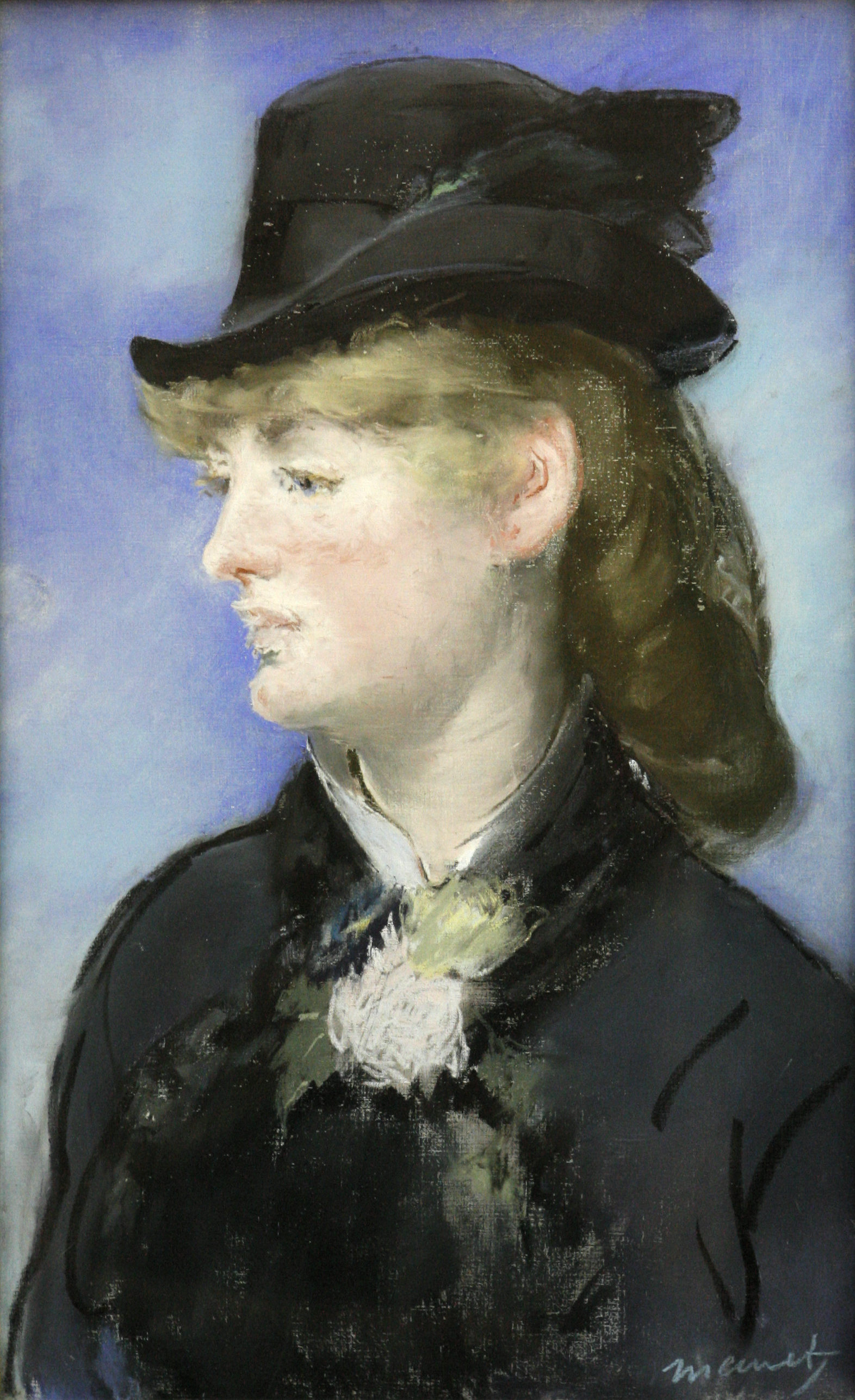
Edouard Manet, Le Modèle de la serveuse du Bal aux Folies-Bergère, 1881.
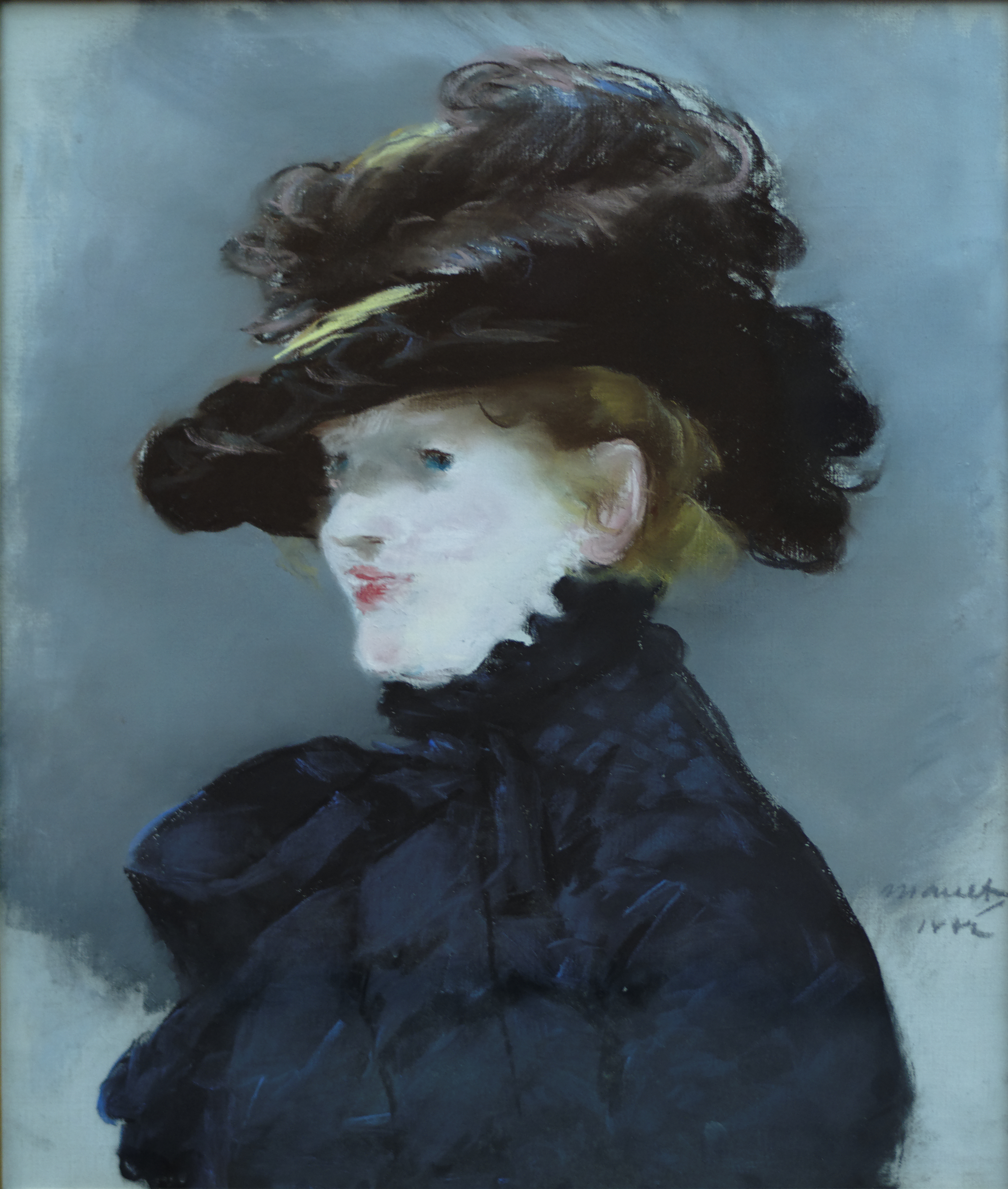
Édouard Manet, Méry Laurent au chapeau noir (l'Automne), 1882.
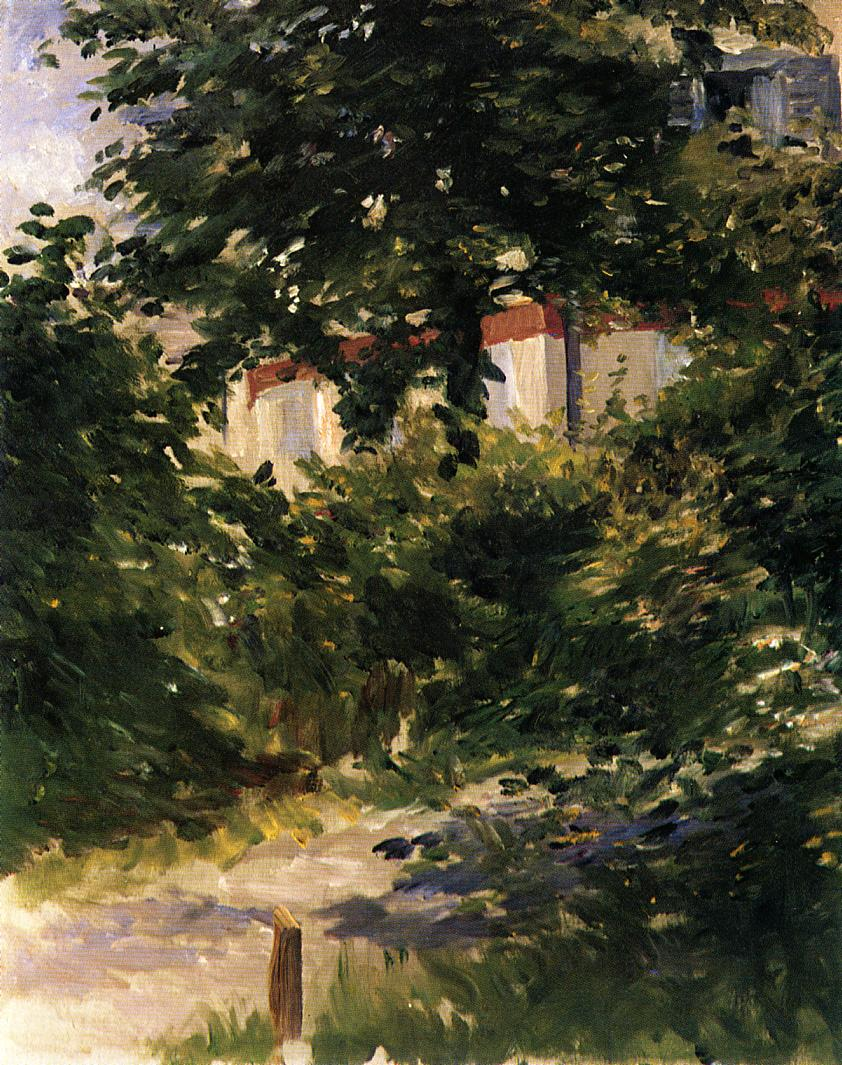
Edouard Manet, La Maison dans le feuillage, 1882.
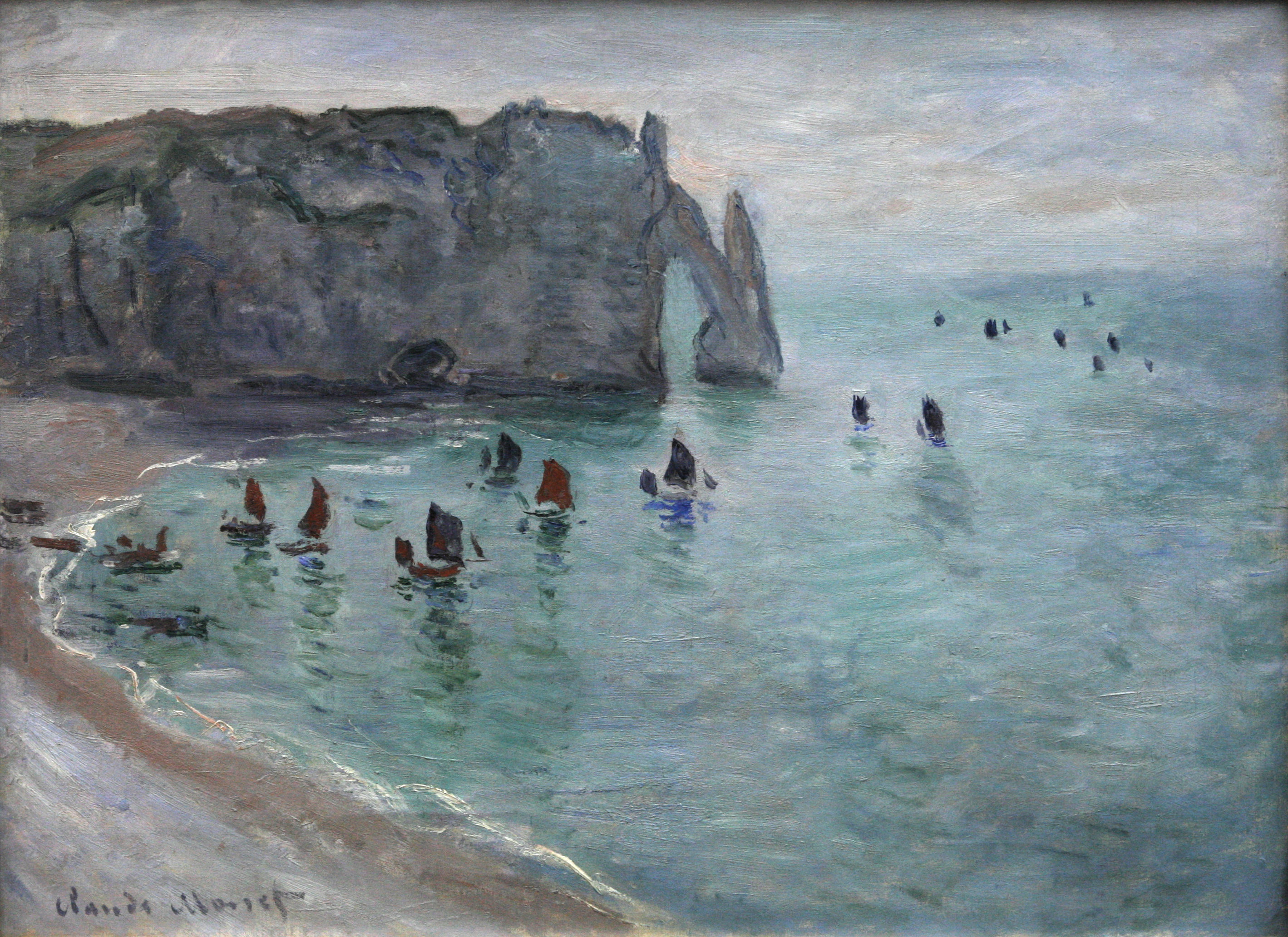
Claude Monet, Étretat, la porte d'Aval : bateaux de pêche sortant du port, 1885.
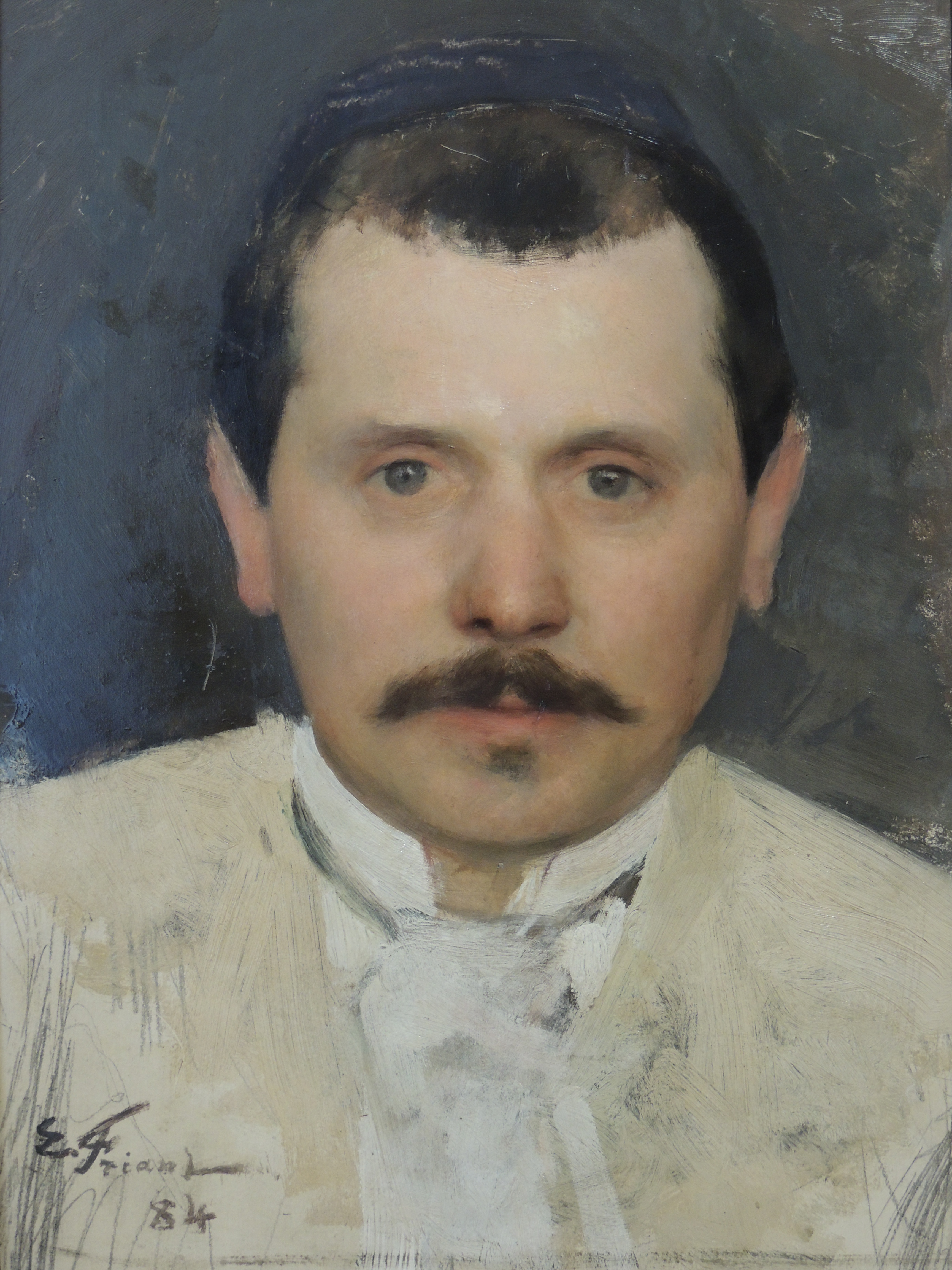
Emile Friant, Portrait de Pierre Georges Jeanniot, 1884.
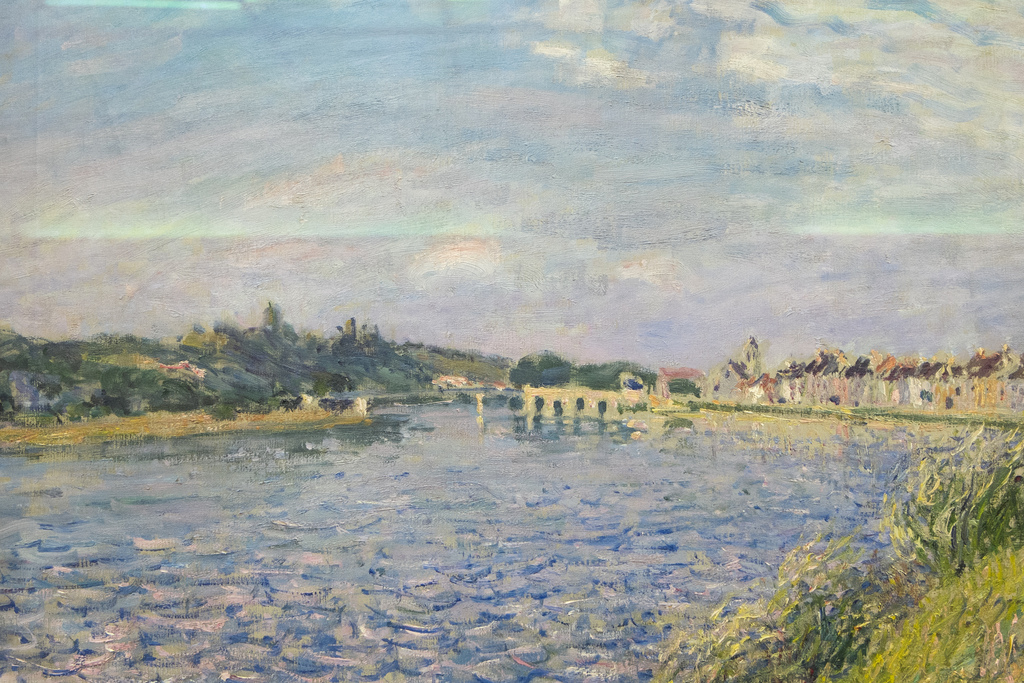
Alfred Sisley, Saint-Mammès sur le Loing, 1886.
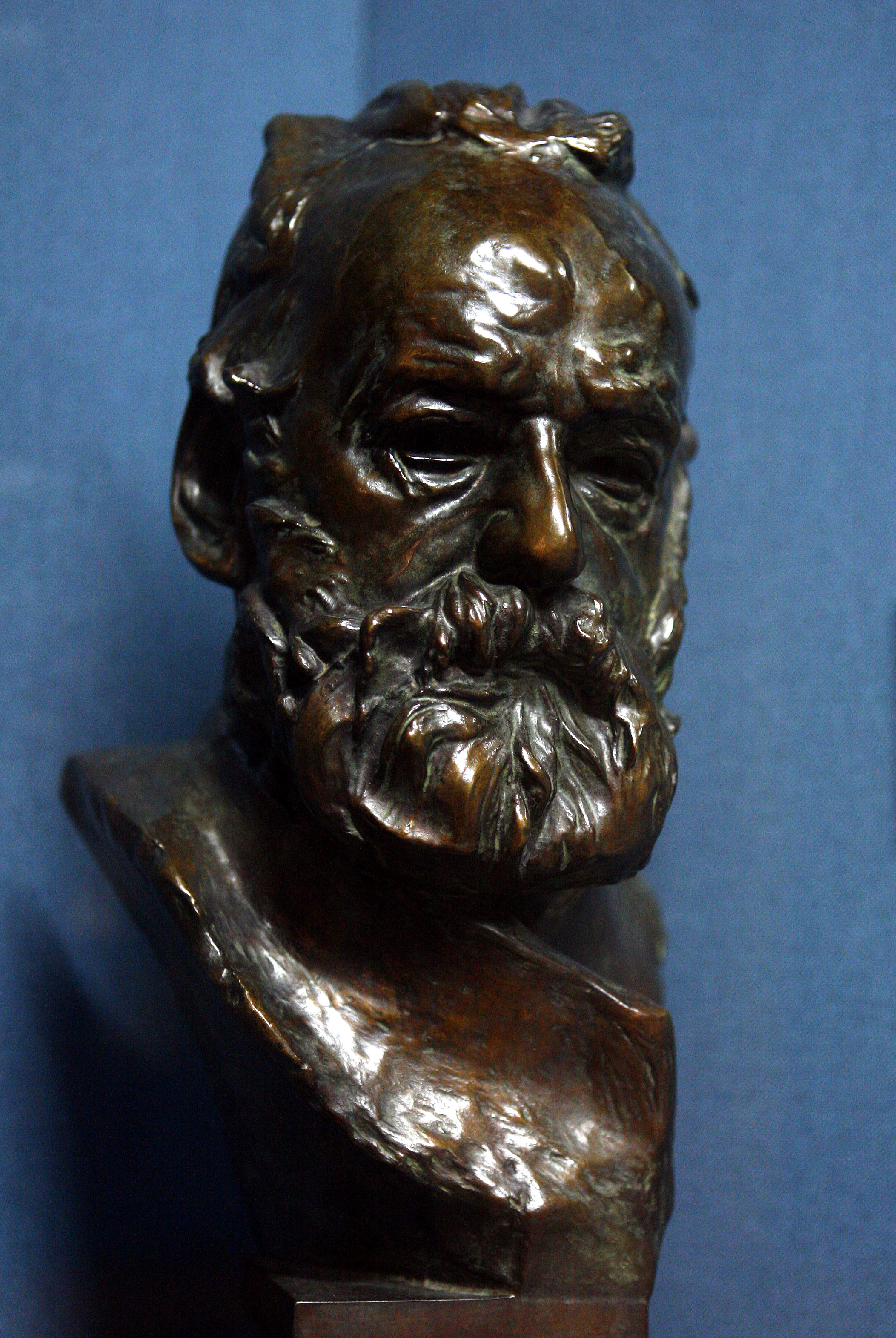
Auguste Rodin, Buste de Victor Hugo, fin du XIXe siècle.
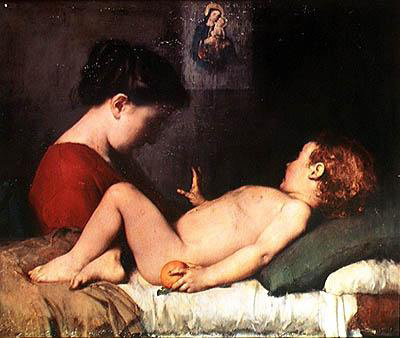
Jean-Jacques Henner, Le Réveil de l'enfant, fin du XIXe siècle.
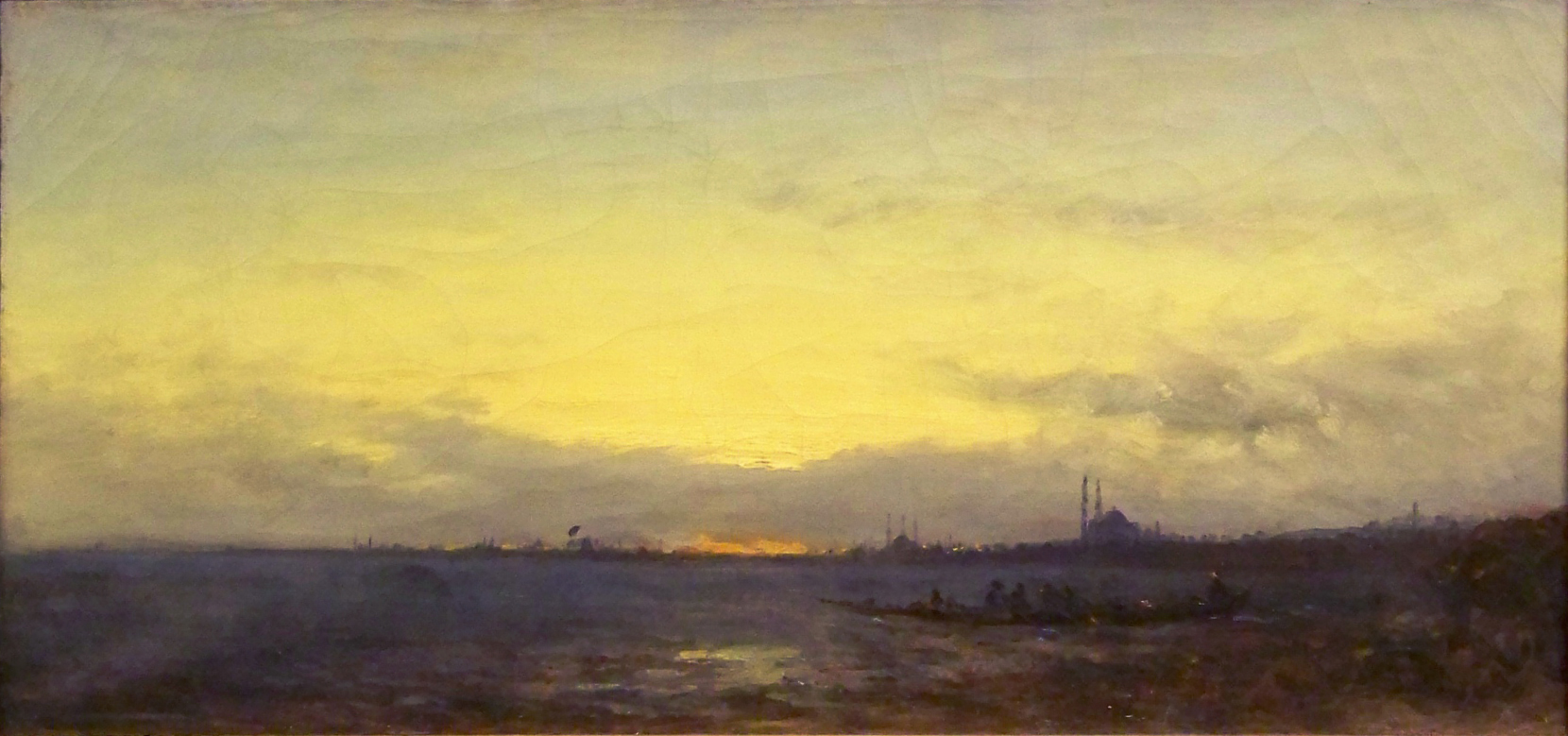
Félix Ziem, Stamboul, fin du XIXe siècle.
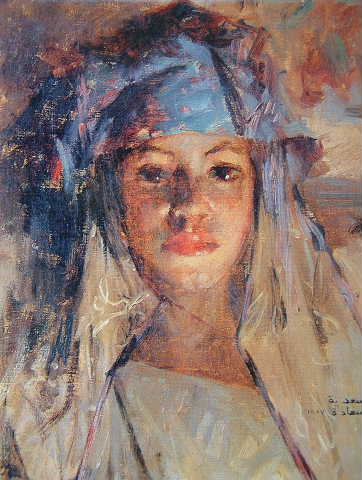
Georges Gasté, Portrait de femme de Bou Saada, 1896.
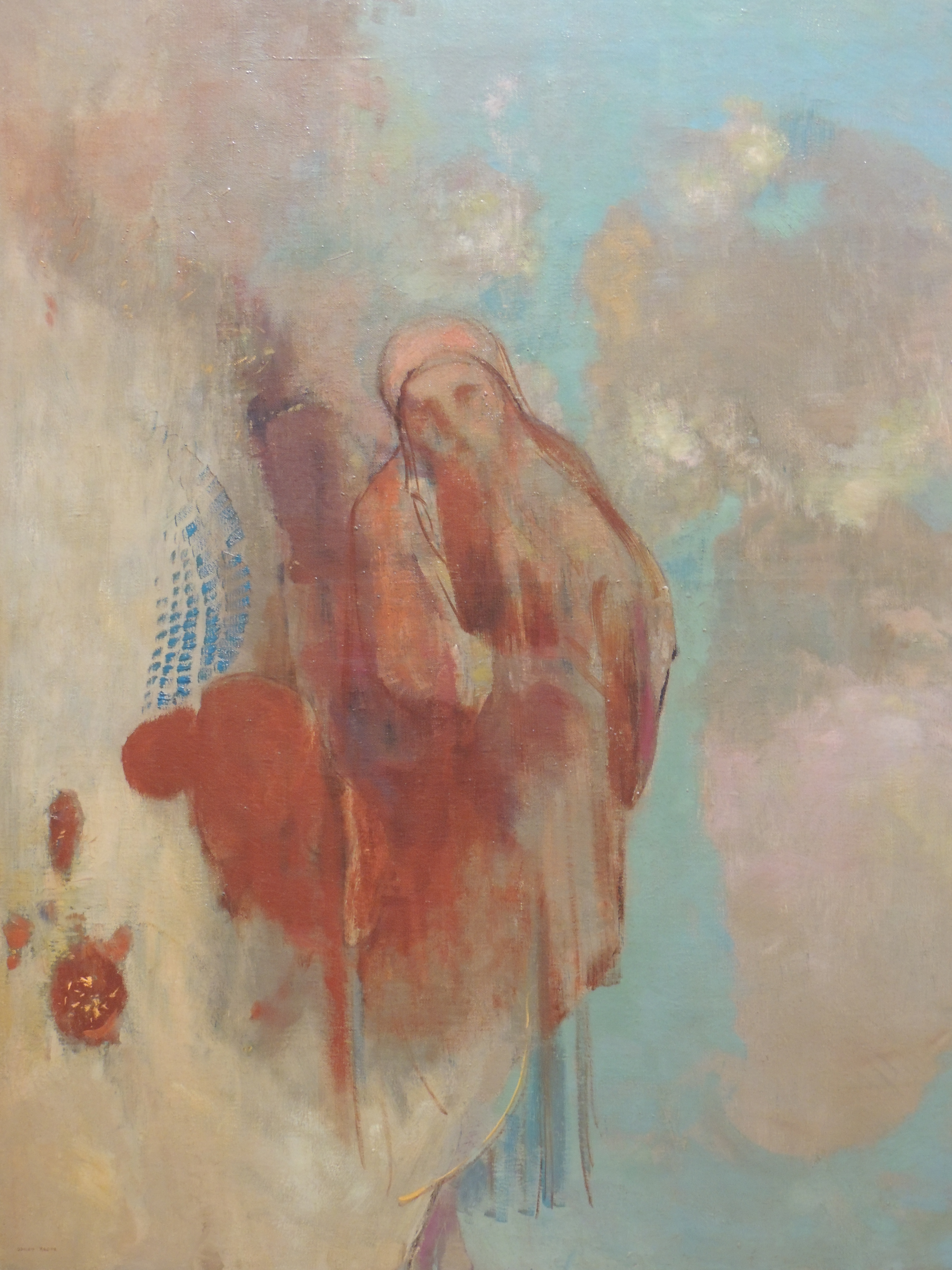
Odilon Redon, Vision dans les nuages, v. 1890/ 1900.

### Collections duXXesiècle
Le XXe siècle est fortement associé à l'importante donation effectuée par Pierre et Kathleen Granville en 1974, 1976 et 1986. À côté de la donation Granville, des artistes régionaux et des peintres figuratifs prolongent la tradition du XIXe siècle.
La sculpture bourguignonne est encore bien vivante dans les trois premières décennies du siècle (François Pompon, Henri Bouchard). Parallèlement, le Cubisme (Juan Gris, Albert Gleizes) est en France un mouvement d'avant-garde majeur, qui entraîne dans son sillage des peintres de l'Europe de l'Est attirés par Paris (Louis Marcoussis, Serge Charchoune).
L'entre-deux guerres est marquée par quelques peintures à l'expression puissante et singulière (Francis Gruber, Jean Fautrier, Georges Rouault, Pierre Tal Coat).
L'ensemble le mieux représenté regroupe des artistes d'une génération postérieure qui, ayant assimilé la tradition, s'expriment avec les moyens de la modernité et une transposition subjective de la réalité. Les sculpteurs Étienne Hajdu, Émile Gilioli, les peintres Nicolas de Staël, Maria Helena Vieira da Silva, Árpád Szenes, Alfred Manessier, Jean Bertholle sont très présents.
D'autres artistes affirment le pouvoir tout puissant de la couleur (Charles Lapicque) ou celui du geste (Jean Messagier, Jean Degottex, Jan Meyer).

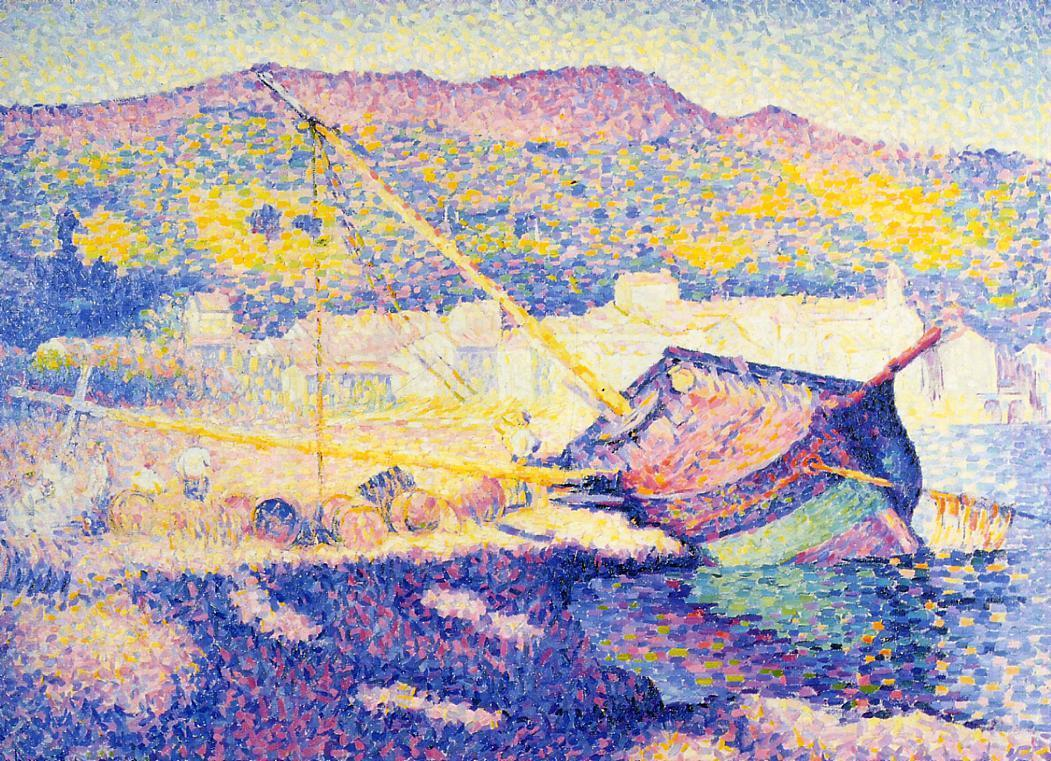
Henri-Edmond Cross, La Barque bleue, 1899.
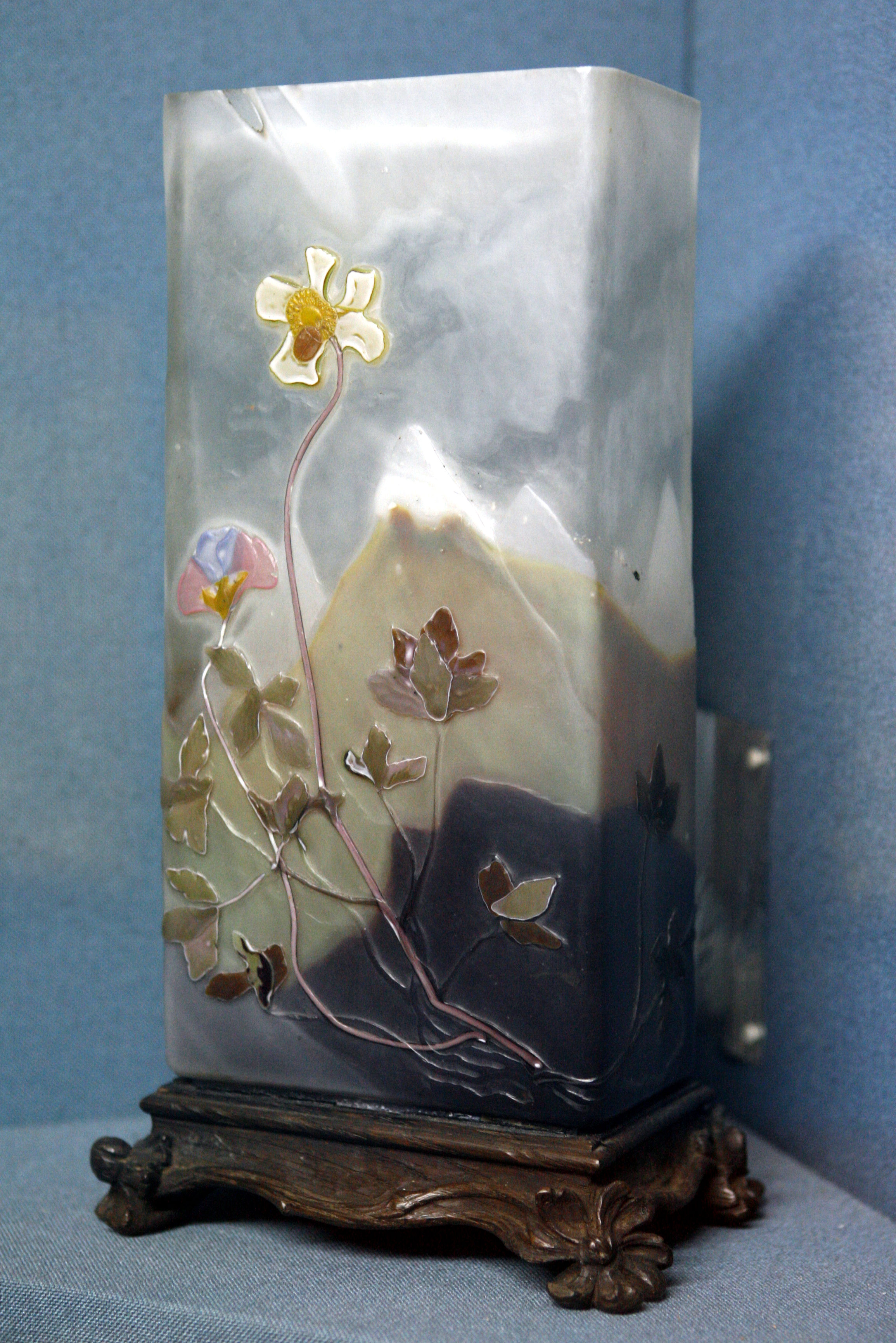
Émile Gallé, vase en cristal à décor naturaliste, 1900.
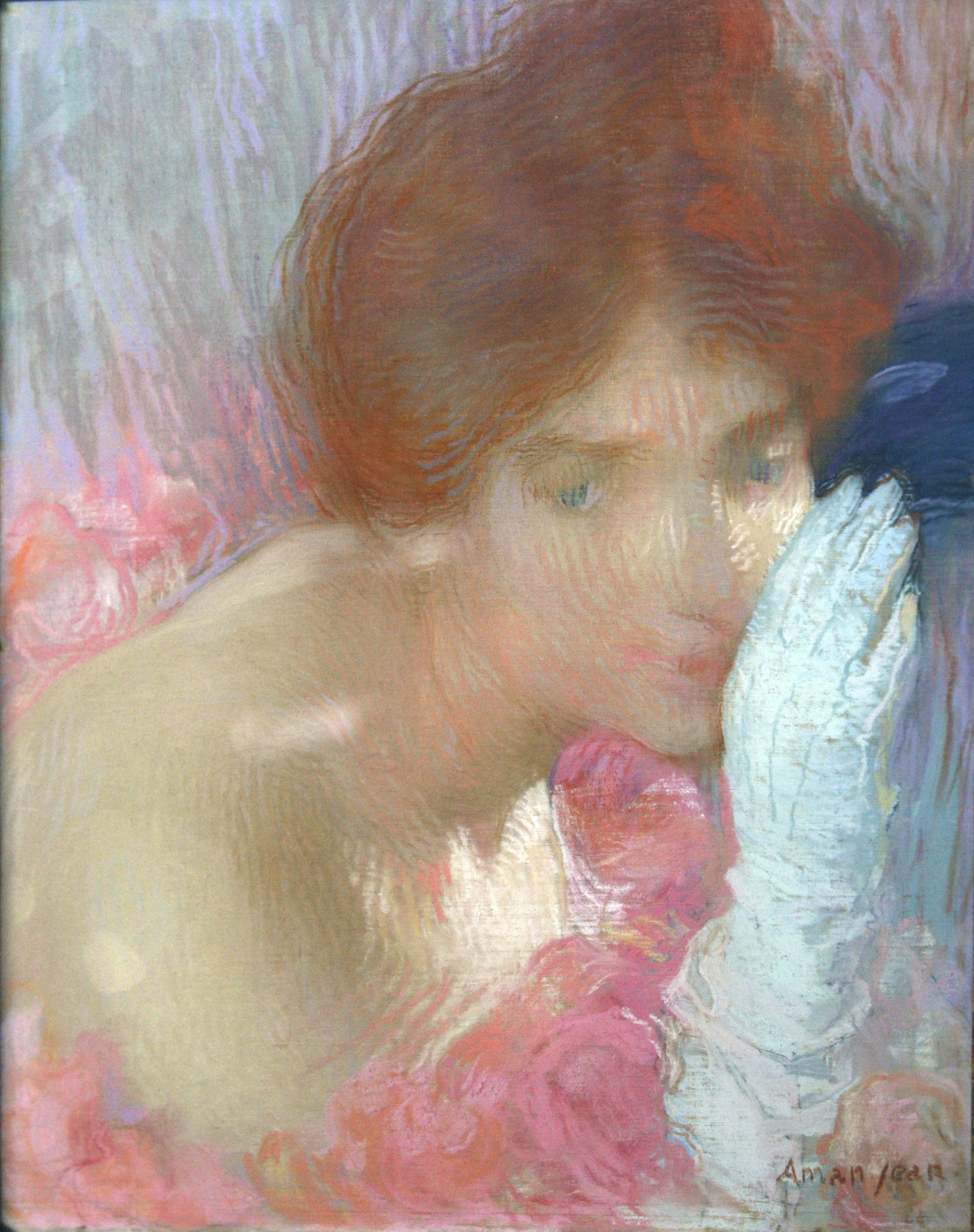
Edmond Aman-Jean, Femme au gant, vers 1900-1902.
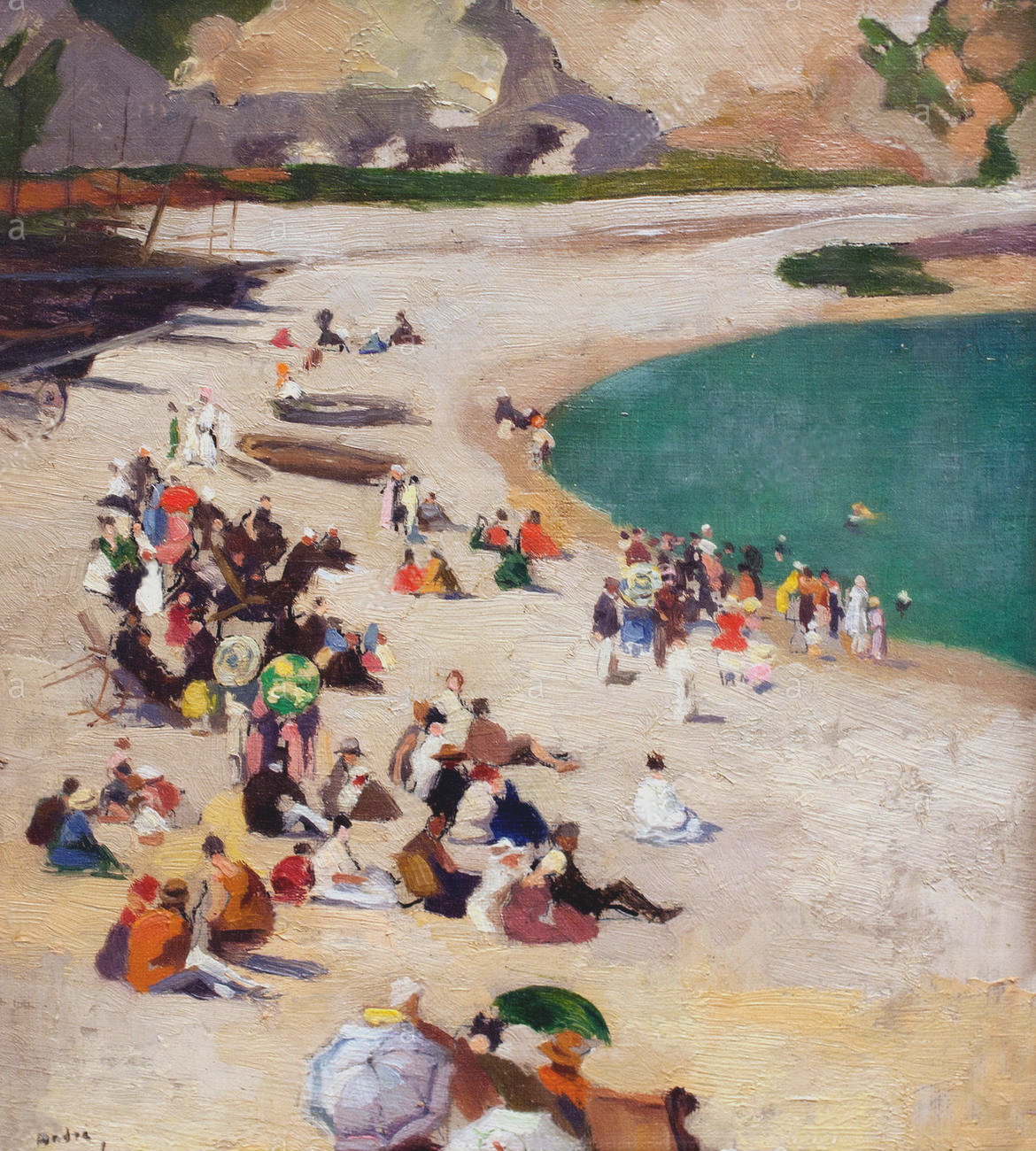
André Devambez, La plage d'Yport, v. 1920.
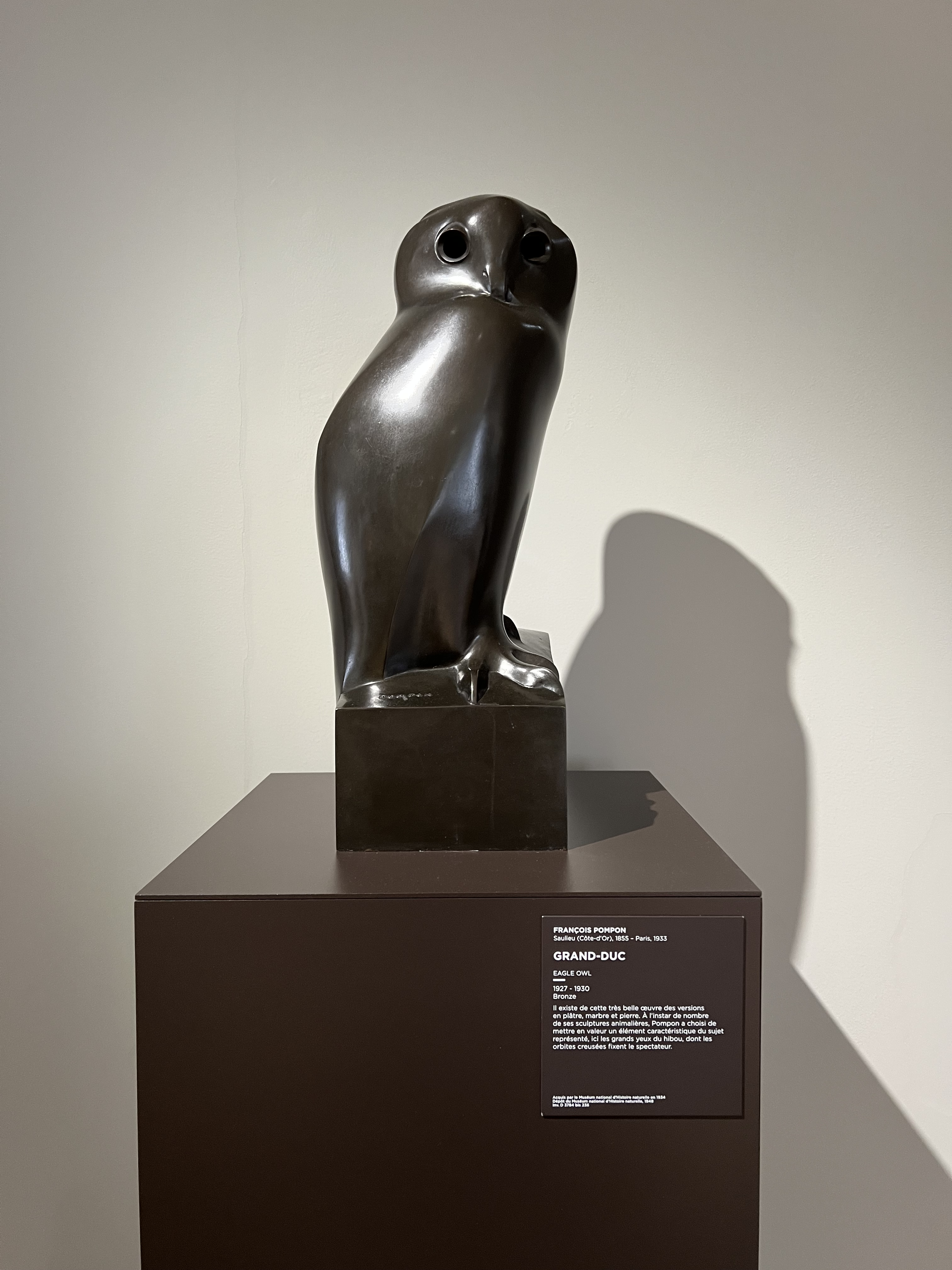
François Pompon, Grand-Duc, 1927-30.
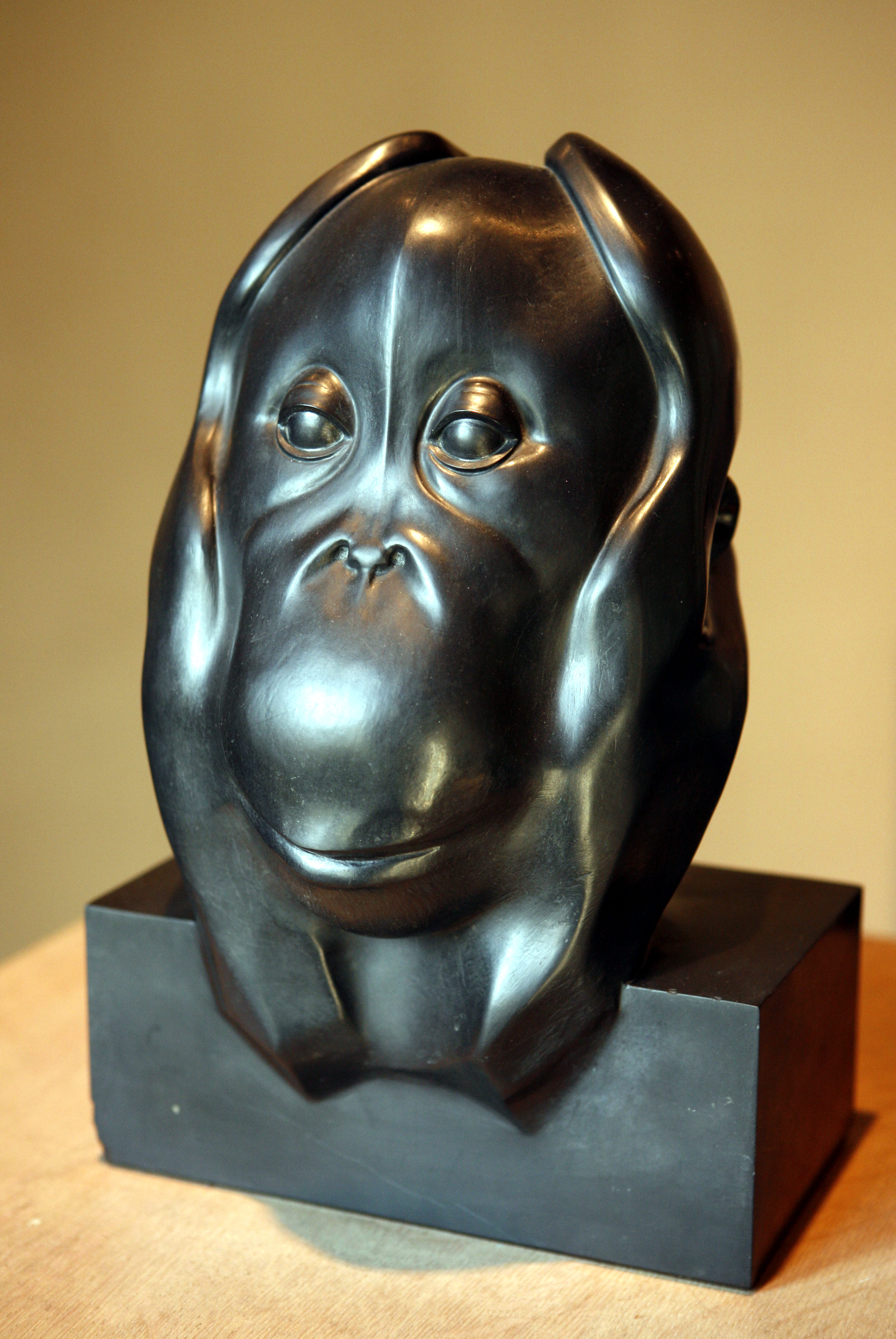
François Pompon, Tête d'Orang-outang, 1930.
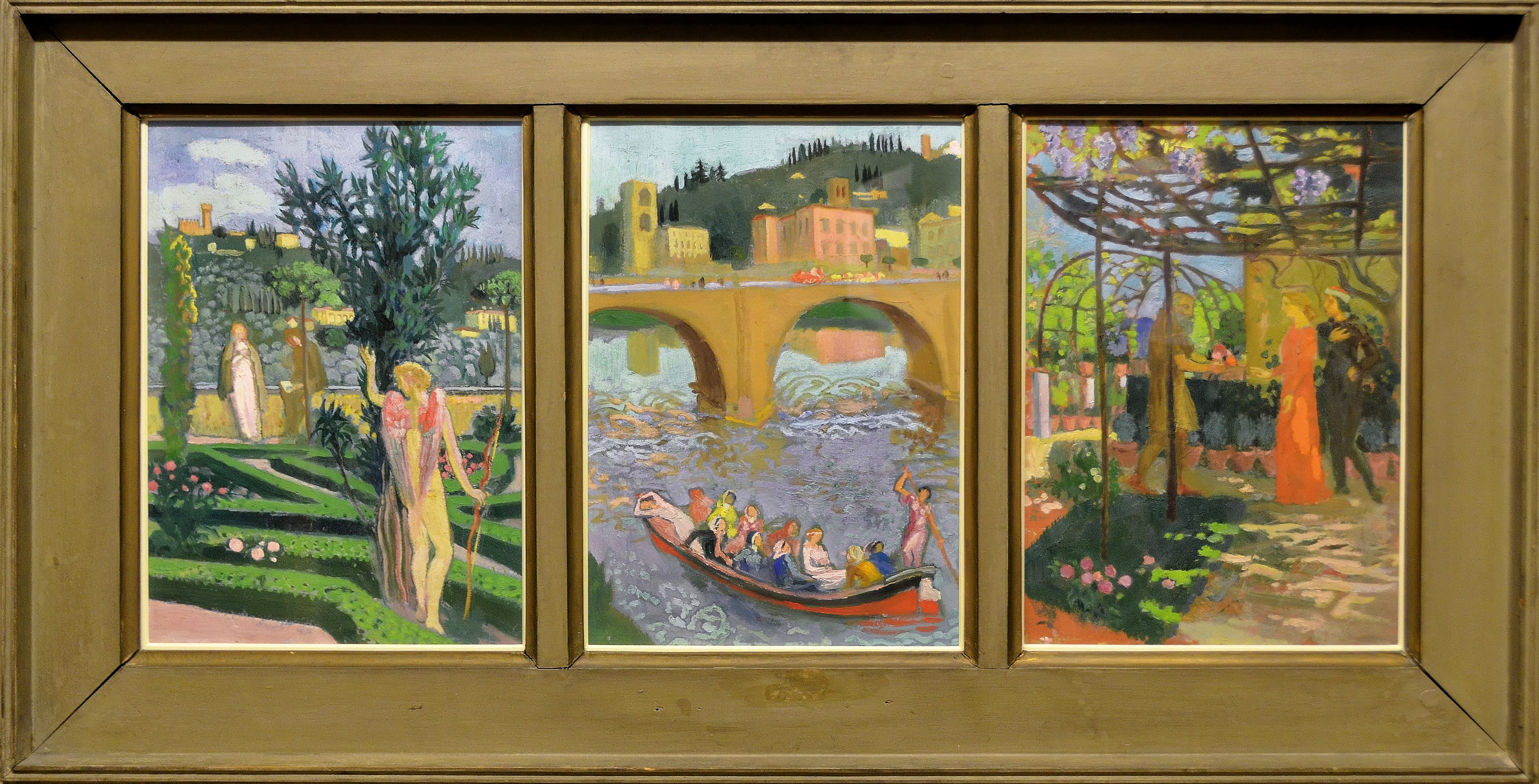
Maurice Denis, Triptyque pour l'illustration de Pétrarque, v. 1934.
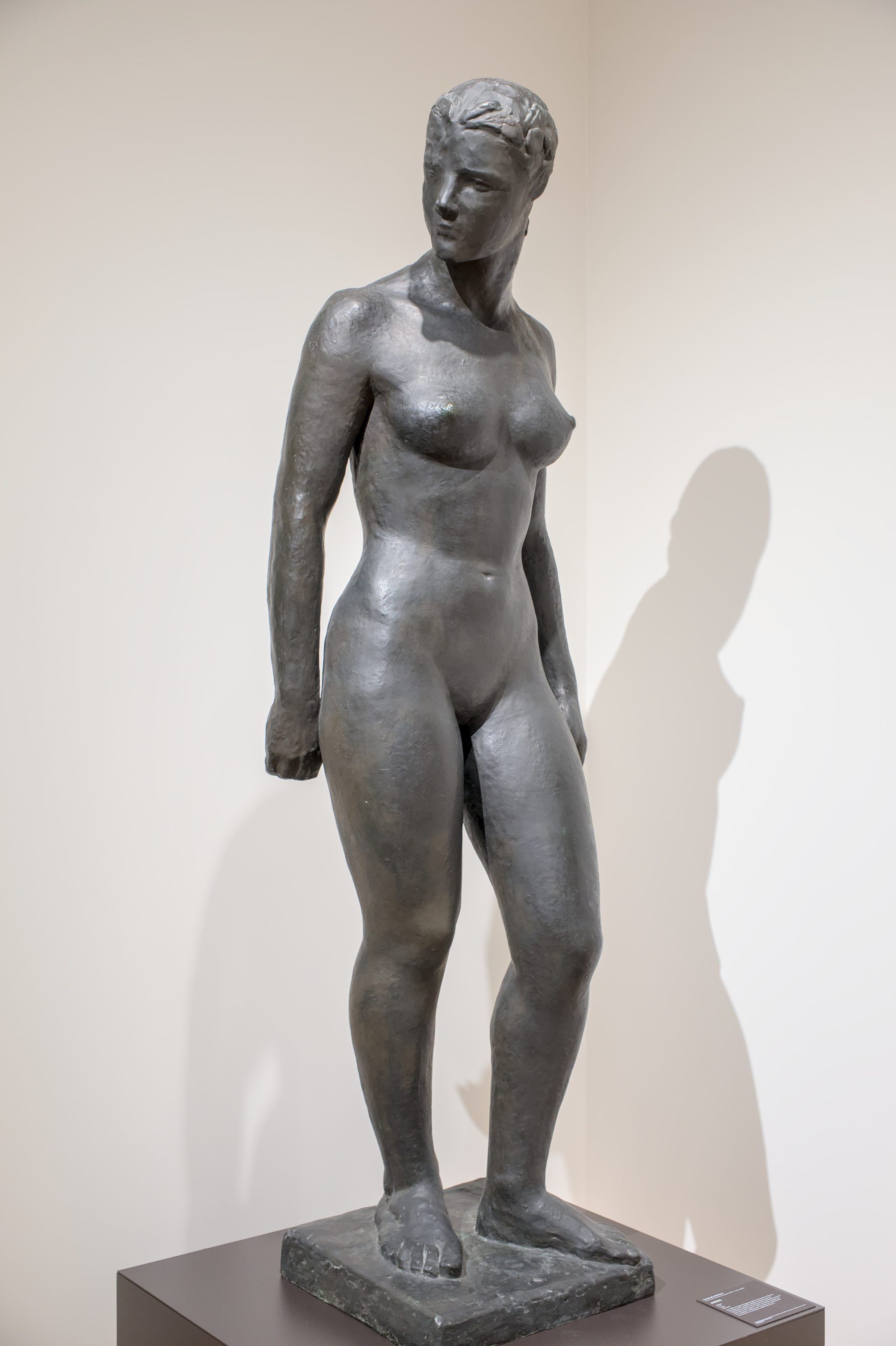
Charles Despiau, Assia, 1937.
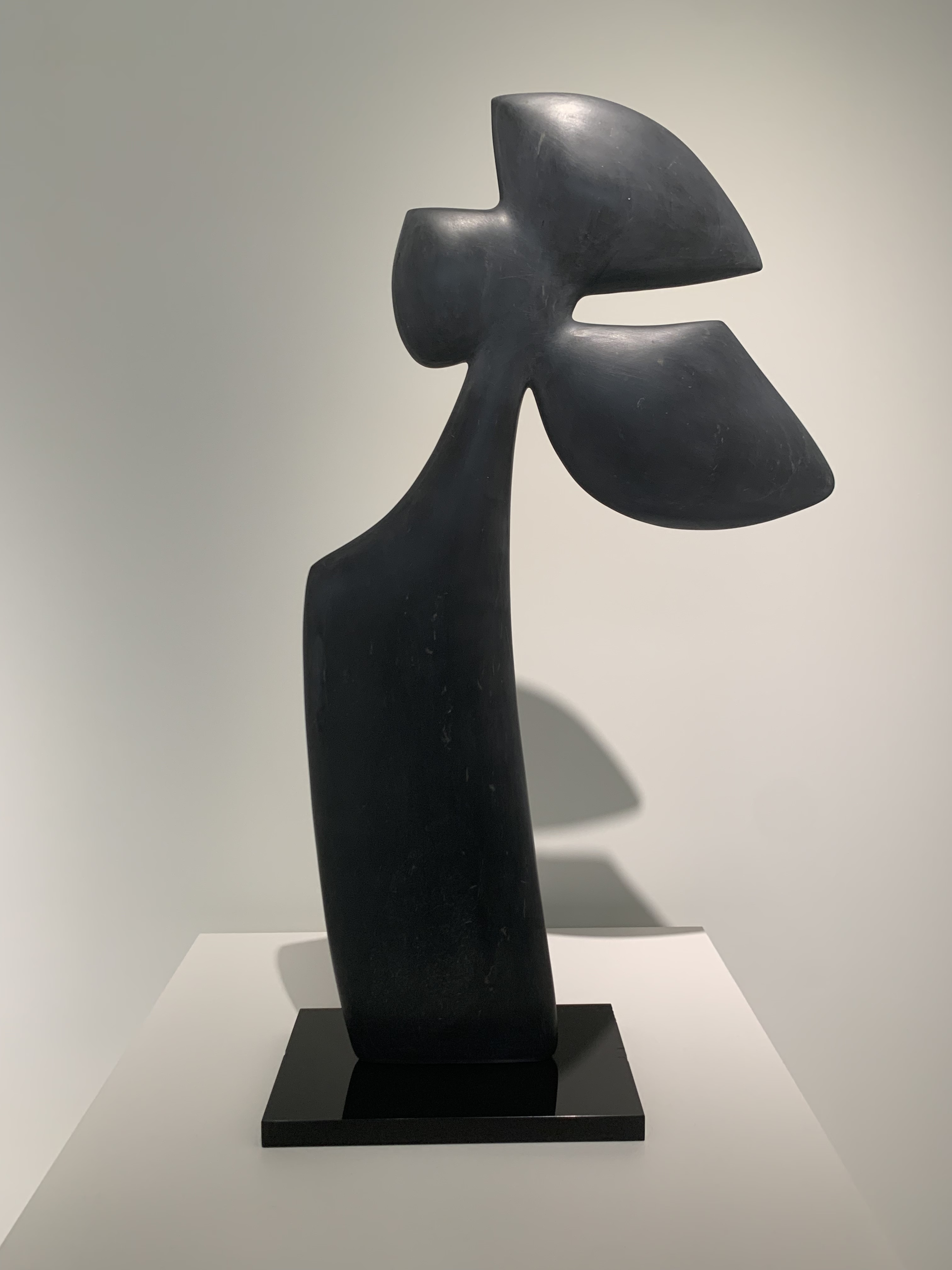
Etienne Hajdu, Balkis, 1966.
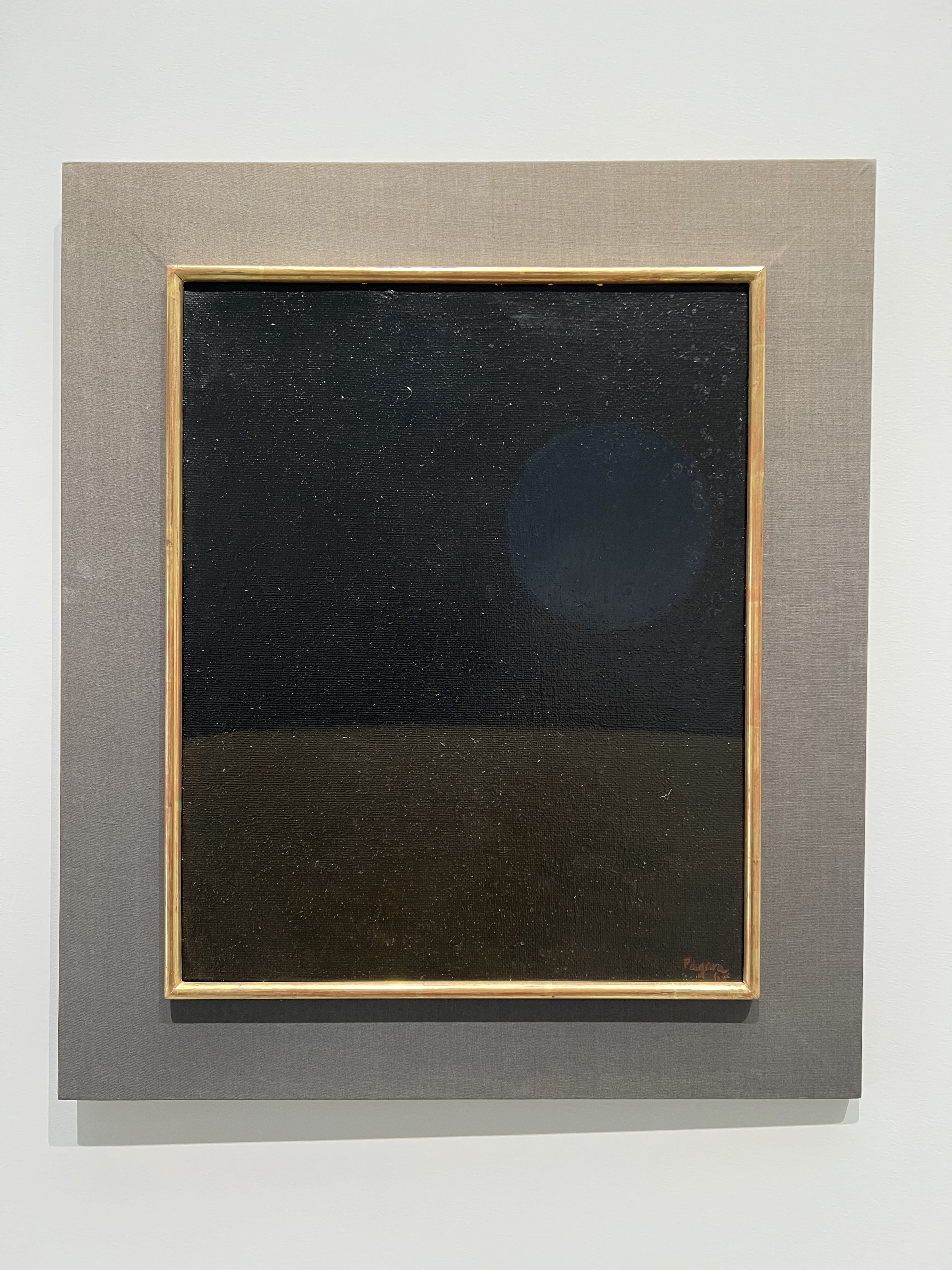
Vera Pagava, Silence, 1965.

### Collections duXXIesiècle
Le musée s'ouvre à l'art du XXIe siècle, avec notamment les œuvres de Yan Pei-Ming. Fidèle à sa vocation pédagogique et à sa relation historique avec les artistes depuis sa création au sein de l'École de dessin de Dijon, le musée des Beaux-Arts s'est toujours impliqué dans la politique d'aide à la diffusion de l'art contemporain soutenue par la Ville de Dijon. 

### Cabinet d'arts graphiques
Estimé à 14 000 dessins et plus de 100 000 estampes, le cabinet d'arts graphiques du musée est particulièrement riche, couvrant une large période allant de la fin du Moyen Âge à nos jours.
Les feuilles léguées par Anatole Devosge en 1850 concernent principalement les travaux des élèves de l'École de Dessin de Dijon au tournant des XVIIIe et XIXe siècles. Elles incluent notamment plusieurs Académies de Prud'hon, dessins de nus faits d'après le modèle vivant, qui comptent parmi ses chefs-d'œuvre.
Ce legs fut rejoint à partir de 1862 par plusieurs dons du grand collectionneur His de la Salle, regroupant des dessins des plus grands maîtres des écoles nordiques (Anton van Dyck, Rembrandt, Pierre Paul Rubens), italiennes (Parmesan) et française (Claude Gellée, Nicolas Poussin).
Le legs des peintres Anthelme et Edma Trimolet (1878) reflète leur sûreté de goût : choix raffiné, œuvres de qualité et artistes souvent méconnus en sont les caractéristiques principales. Les copies sont, en revanche, nombreuses dans la collection de Charles-Honoré Thevenot (léguée en 1898), car ce dernier s'intéressait avant tout à l'iconographie ; de nombreuses feuilles originales ont cependant été récemment identifiées dans ce fonds.
Albert et Gaston Joliet, qui furent conservateurs au musée au début du XXe siècle, donnèrent et léguèrent de nombreuses feuilles au musée, principalement des œuvres du XIXe siècle. Cependant, leur œil aiguisé sut repérer quelques très belles feuilles anciennes, comme les études de personnages d'Antoine Watteau.
En 1930, l'artiste Madeleine Zillhardt lègue 66 œuvres de sa compagne Louise Catherine Breslau au musée, qui a présenté la rétrospective Louise Breslau dans l'intimité du portrait en 2005-2006. Le Musée des Beaux-Arts de Dijon possède ainsi l'une des plus riches collections des œuvres de Louise Catherine Breslau dans le monde.
Enfin, les époux Granville s'intéressèrent autant aux arts graphiques qu'aux peintures : leurs dons des années 1976-1987 comprennent de nombreux dessins des artistes modernes dont ils collectionnaient les toiles (Nicolas de Staël, Maria Helena Vieira da Silva), mais aussi d'artistes romantiques (Théodore Géricault, Eugène Delacroix), voire plus anciens (Luca Cambiaso, Le Guerchin).

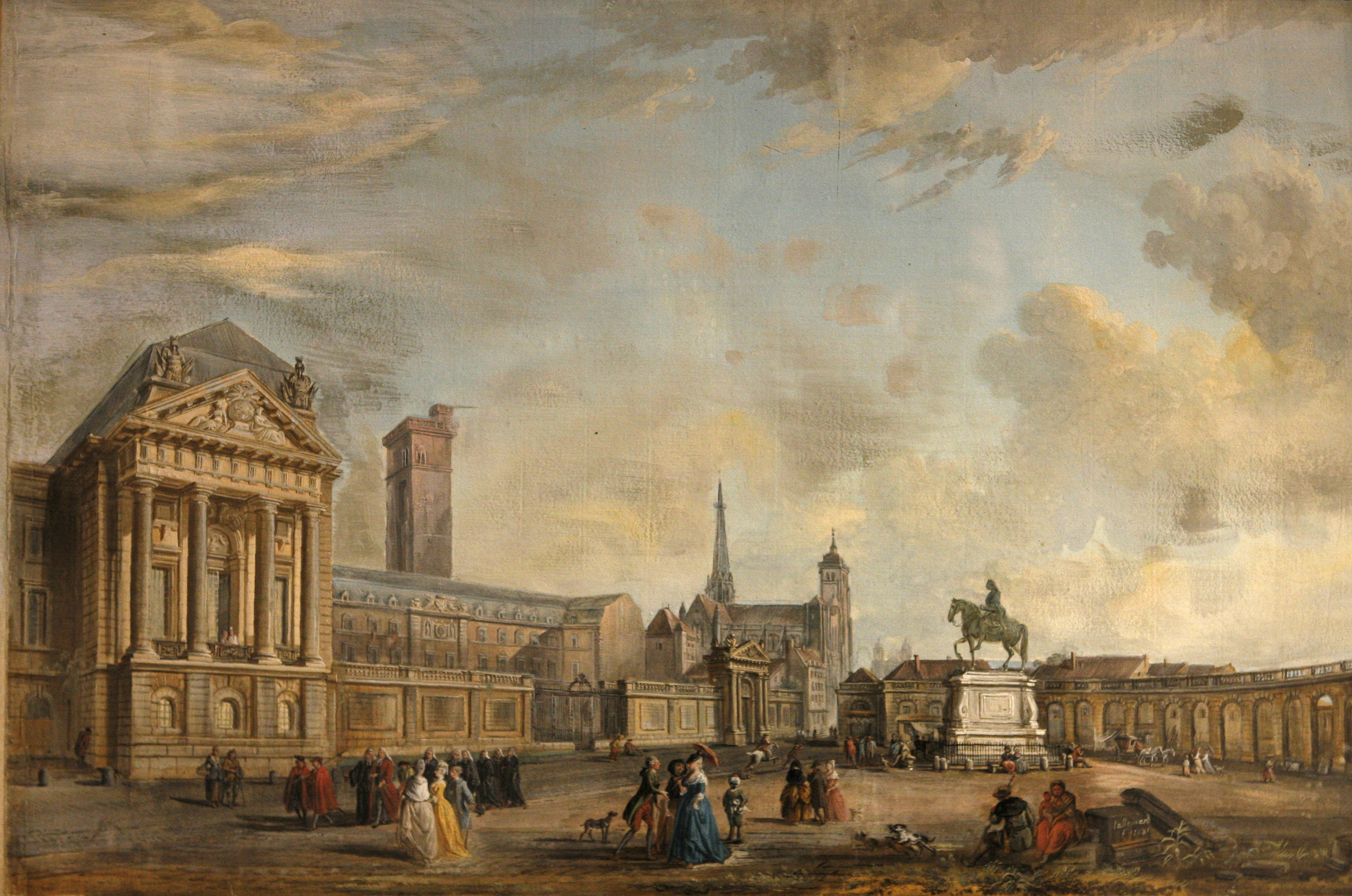
Jean-Baptiste Lallemand, Vue de la place royale de Dijon, et de l'ancien palais des ducs, XVIIIe siècle.
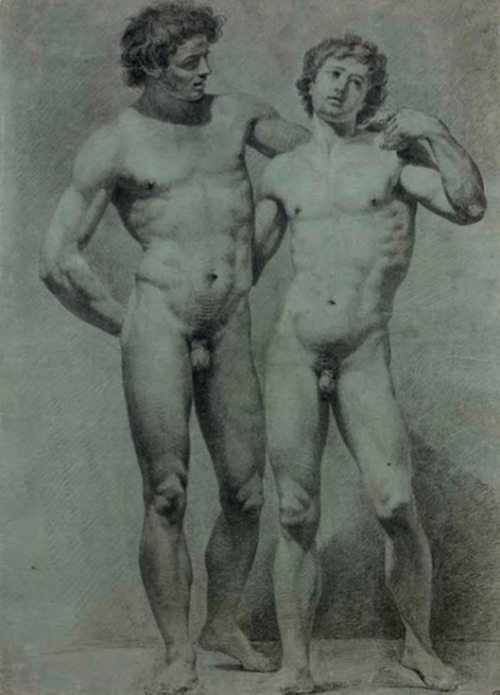
Jean-Claude Naigeon, Deux académies d’hommes nus, fin XVIIIe siècle.
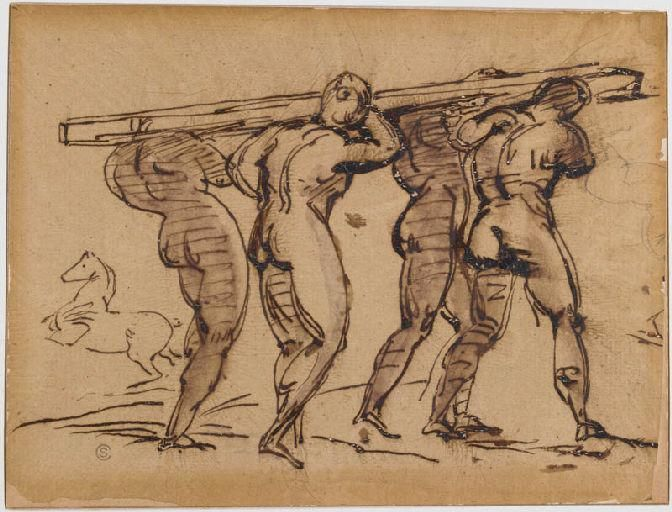
Théodore Géricault, Quatre hommes portant une poutre, un cheval, v. 1816/17.
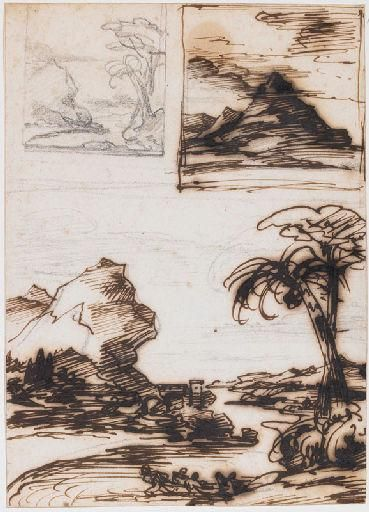
Théodore Géricault, Études pour le Paysage aux pêcheurs, 1817.
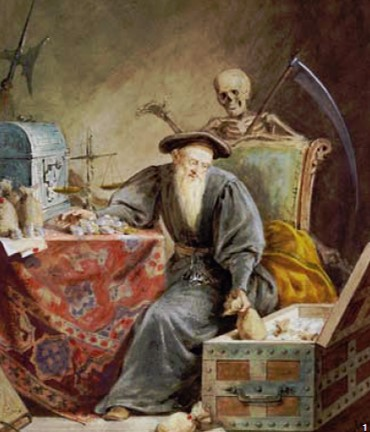
Anthelme Trimolet, L’Alchimiste et la Mort, vers 1832.
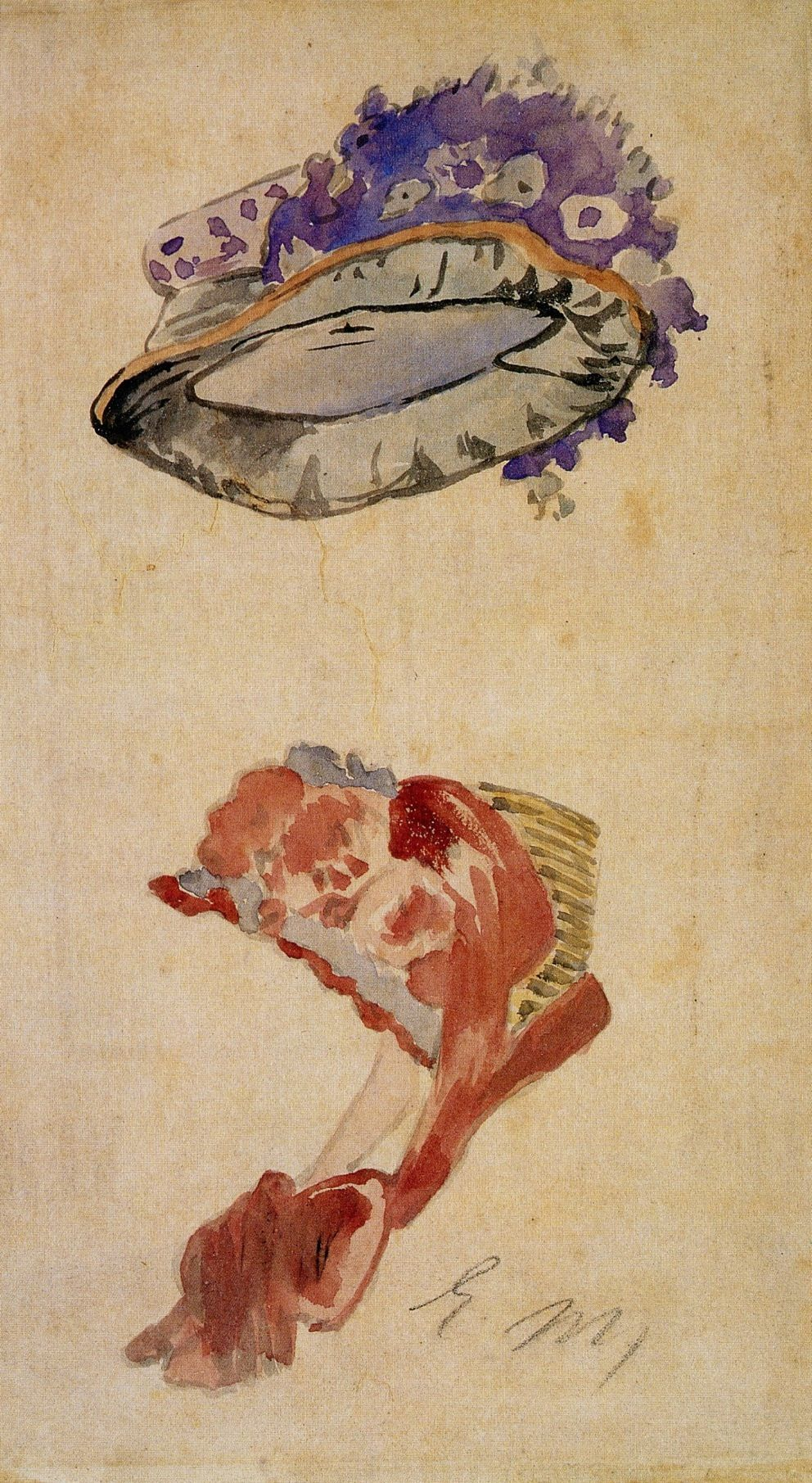
Edouard Manet, Deux chapeaux, 1880.
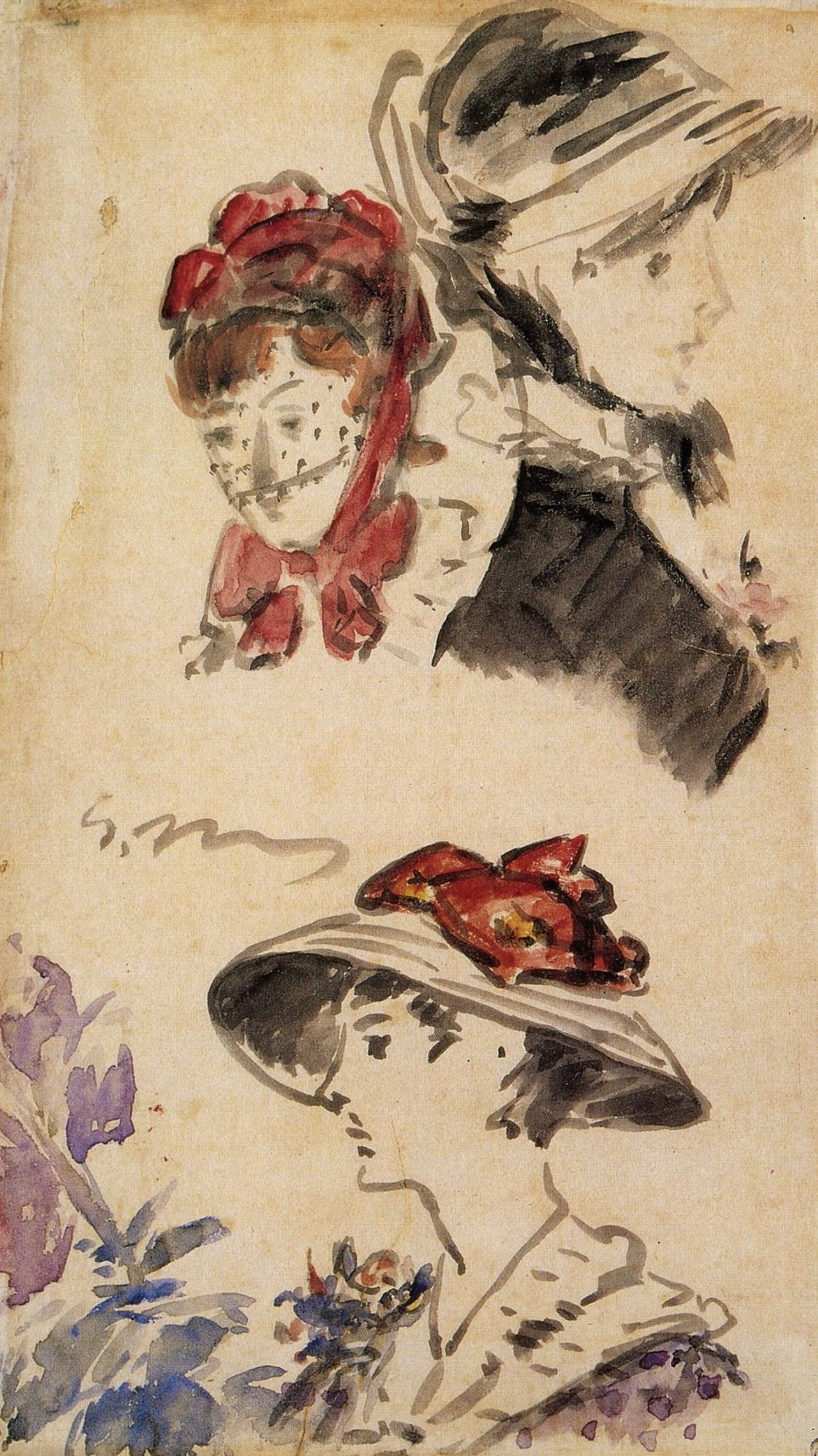
Édouard Manet, Trois têtes de femmes, 1880.
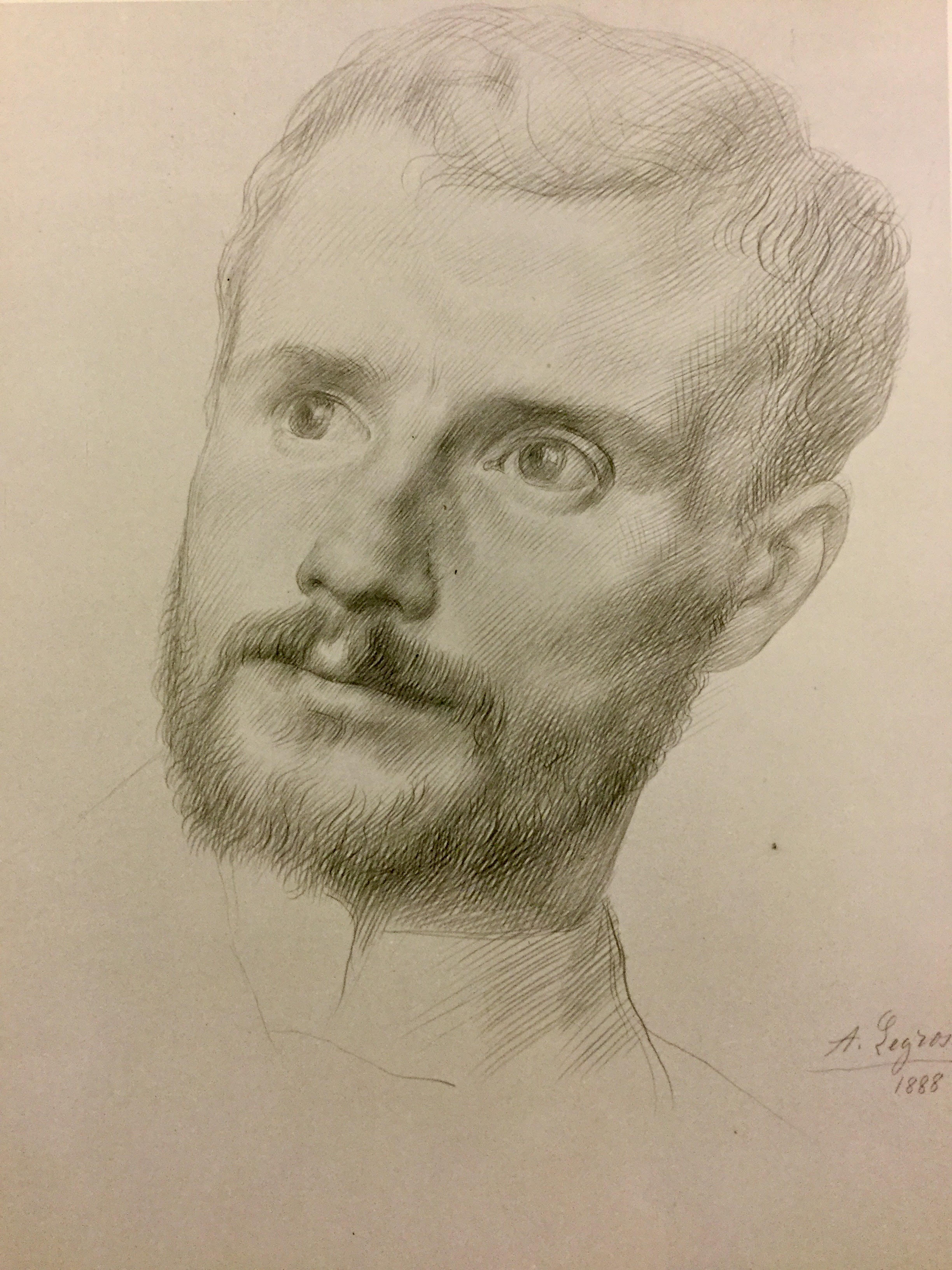
Alphonse Legros, Portrait de Philibert Claitte, 1888.
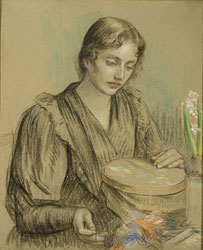
Louise Catherine Breslau, Portrait de Madeleine Zillhardt, vers 1895.
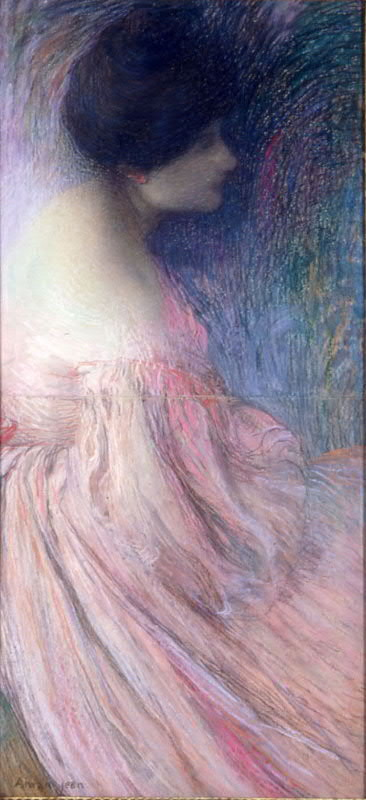
Edmond Aman-Jean, Femme en robe rose, 1898.

### Collections extra-européennes
Elles regroupent près de mille pièces issues des cinq continents. Avec la rénovation du musée, une part de ce fonds sortira des réserves pour dialoguer avec les œuvres européennes et inviter à des découvertes inédites. Céramiques et verres islamiques, armes et coffrets orientaux, ivoires anciens d'Afrique, objets usuels et masques cérémoniels africains, porcelaines chinoises, japonaises, et grès coréens, cabinets de laque du Japon, sculptures tibétaines et indiennes, céramiques précolombiennes…

S'il ne peut prétendre donner un aperçu étendu des cultures qui ont livré ces objets, cet ensemble varié révèle l'histoire du goût occidental qui a amené de telles pièces à être parfois produites pour les Européens ou à être acquises par les collectionneurs et le musée. Les provenances de ces collections témoignent d'une « curiosité de l'ailleurs » qui a évolué au fil du temps. Certains objets rares appartenaient au trésor de l'abbaye de Cîteaux (pyxides siculo-arabes) en vertu de leur lien supposé avec les duchesses de Bourgogne, d'autres faisaient partie au XVIIIe siècle des exotica (ivoires d'Afrique) du cabinet du collectionneur dijonnais Jehannin de Chamblanc. Aux XIXe et XXe siècles, artistes (Anthelme Trimolet), amateurs (collections Grangier, Dard, Dubois) et voyageurs (comtesse d'Armandy) font preuve d'éclectisme dans leur recherche d'objets islamiques ou extrême-orientaux, accompagnant ainsi le remarquable élargissement géographique des sources d'inspiration des artistes européens.

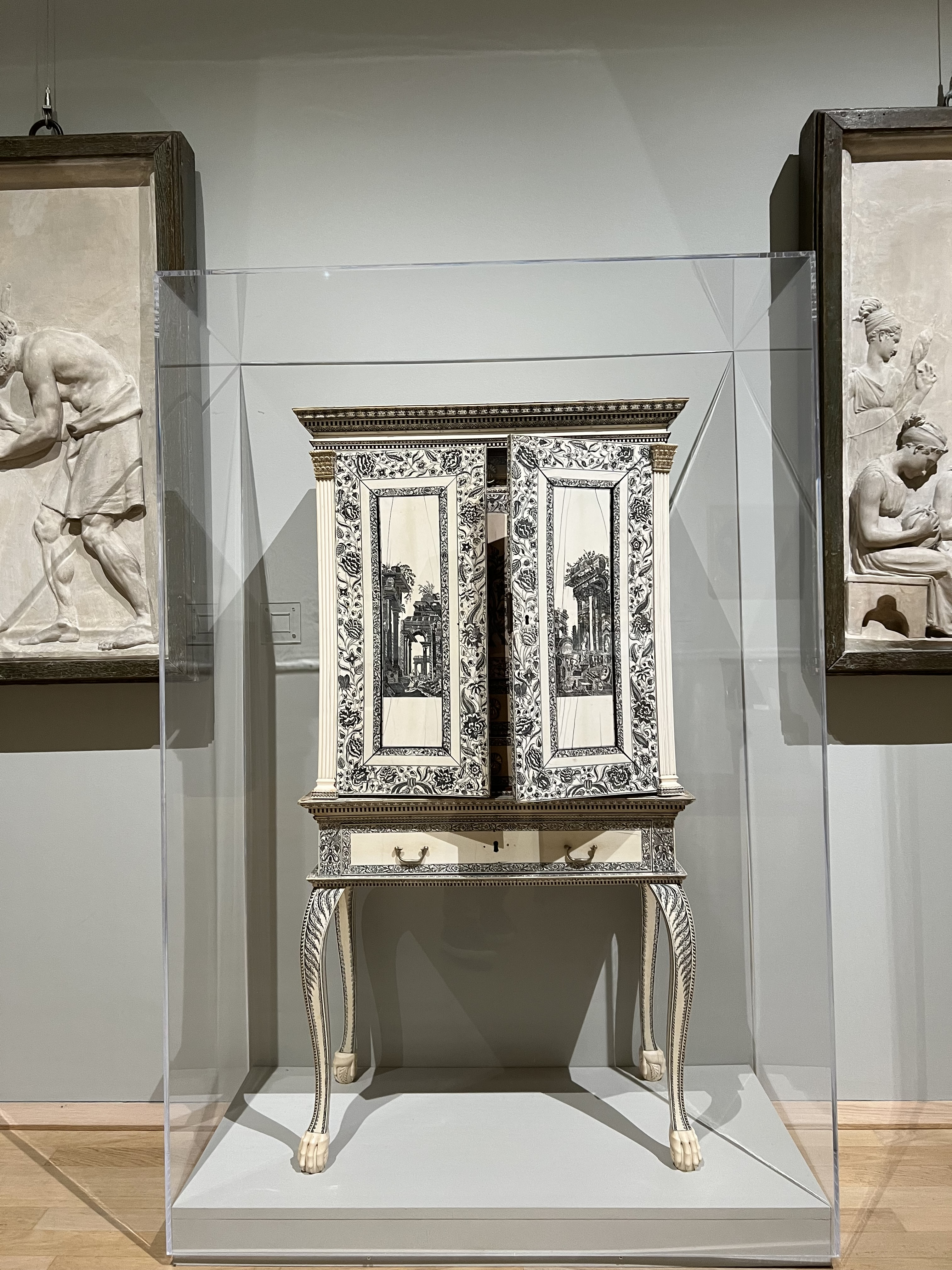
Cabinet sur pieds, Inde, Vizagapatam, fin XVIIIe s.
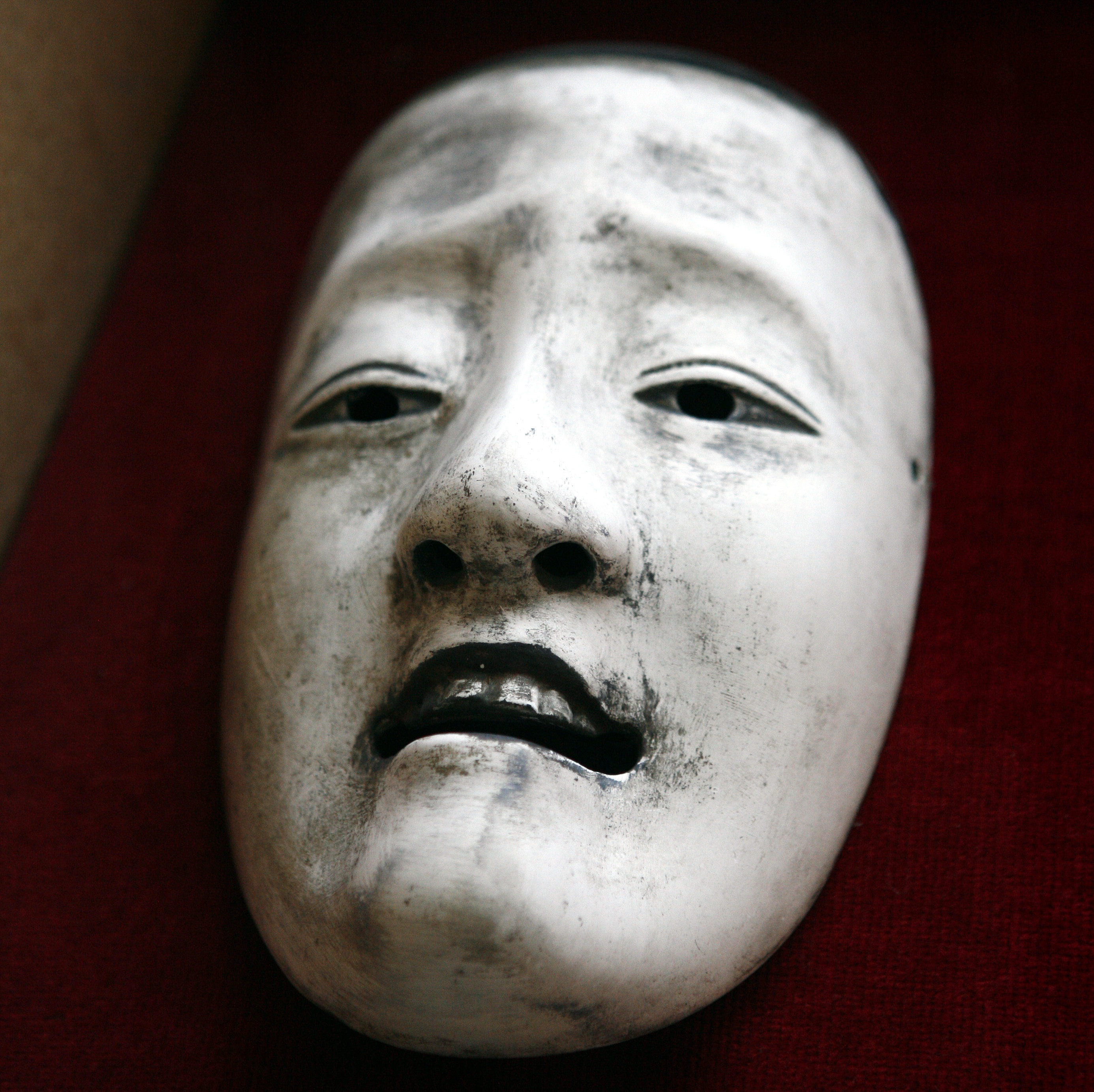
Masque de Nô, Japon, époque Edo.

## Directeurs du musée
- Louis-Gabriel Monnier (1739-1804), premier directeur du musée de 1799 à 1804.
- Pierre-Philibert Larmier (1752-1807), directeur du musée de 1804 à 1806.
- Jérôme Marlet (1731-1810), directeur du musée de 1806 à 1810.
- Claude Hoin (1750-1817), directeur du musée de 1811 à 1817.
- Charles Balthazar Julien Févret de Saint-Mémin (1770-1852), directeur du musée de 1817 à 1852.
- Jules-Claude Ziegler (1804-1856), directeur du musée de 1852 à 1856.
- Alexis Joseph Pérignon (1806-1882), directeur du musée de 1856 à 1859.
- Louis Boulanger (1806-1867), directeur du musée de 1860 à 1867.
- Célestin Nanteuil (1813-1873), directeur du musée de 1868 à 1873.
- Émile Gleize (1823-1892), directeur du musée de 1874 à 1892.
- Albert Joliet (1839-1928), directeur du musée de 1892 à 1928.
- Émile Humblot (1862-1931), directeur du musée de 1929 à 1931.
- Paul Gasq (1860-1944), directeur du musée de 1932 à 1943.
- Pierre Quarré (1909-1980), directeur du musée de 1943 à 1979.
- Pierre Georgel (né en 1943), directeur du musée de 1980 à 1986.
- Marguerite Guillaume, directrice du musée de 1986 à 1991.
- Emmanuel Starcky (né en 1955), directeur du musée des Beaux Arts et du musée Magnin de 1991 à 2003.
- Sophie Jugie (née en 1961), directrice du musée de 2004 à 2014.
- David Liot (né en 1959), directeur des musées et du patrimoine de Dijon de 2015 à 2020.
- Frédérique Goerig-Hergott, directrice des musées de Dijon depuis 2022.